# Swastika

Hinduistische Form der Swastika

Eine Swastika (auch Svastika, Suastika, von Sanskrit m. स्वस्तिक svastika, deutsch ‚Glücksbringer‘) ist ein Kreuz mit vier etwa gleich langen, einheitlich abgewinkelten Armen. Sie können nach rechts oder links zeigen, recht-, spitz-, flachwinkelig oder rundgebogen und mit Kreisen, Linien, Spiralen, Punkten oder sonstigen Ornamenten verbunden sein. Solche Zeichen, das älteste von etwa 10.000 v. Chr., wurden in Asien und Europa, seltener auch in Afrika und Amerika gefunden.
Das Zeichen hat keine einheitliche Funktion und Bedeutung. Im Hinduismus, Jainismus und Buddhismus wird die Swastika bis heute als religiöses Glückssymbol verwendet. Im Deutschen wird ein heraldisches Zeichen, das der Swastika ähnelt, seit dem 18. Jahrhundert „Hakenkreuz“ genannt.

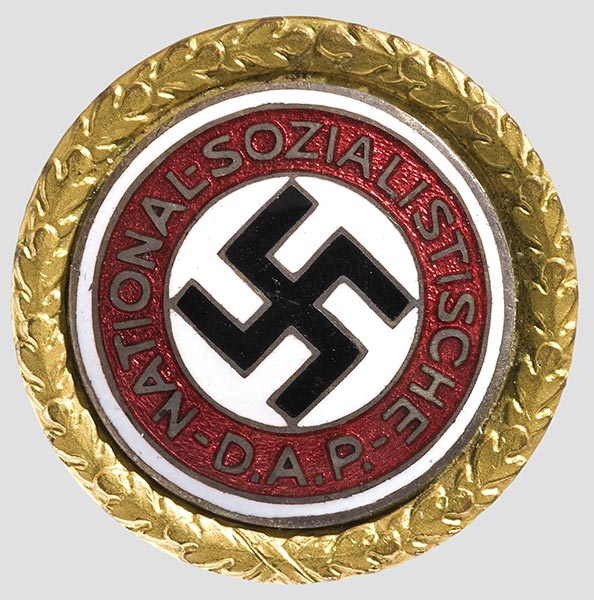
NSDAP-Parteiabzeichen (in mehreren Staaten verboten)

Im 19. Jahrhundert entdeckten Ethnologen die Swastika in verschiedenen Kulturen des Altertums. Einige verklärten sie zum Zeichen einer angeblichen indogermanischen Rasse der „Arier“. Die deutsche völkische Bewegung deutete das Hakenkreuz antisemitisch und rassistisch. Im Anschluss daran machten die Nationalsozialisten ein nach rechts gewinkeltes und 45 Grad geneigtes Hakenkreuz 1920 zum Kennzeichen der NSDAP und 1935 zum zentralen Bestandteil der Flagge des Deutschen Reiches.
Weil das Hakenkreuz Ideologie, Gewaltherrschaft und Verbrechen des Nationalsozialismus repräsentiert, ist die politische Verwendung hakenkreuzförmiger Symbole seit 1945 in Deutschland, Österreich und weiteren Staaten verboten. In Deutschland dürfen Hakenkreuze nach § 86 Absatz 4 StGB nur zur „staatsbürgerlichen Aufklärung“, im Sinne der allgemeinen Kunstfreiheit und zu ähnlichen Zwecken gezeigt werden.

## Rechtslage
Am 30. August 1945 verbot der Alliierte Kontrollrat allen Deutschen, „irgendwelche militärische Rangabzeichen, Orden oder andere Abzeichen zu tragen“. Das Verbot umfasste auch NS-Hakenkreuze. Es blieb bis 1955 in der Bundesrepublik Deutschland und der DDR in Kraft. Am 10. Oktober 1945 verbot der Kontrollrat die NSDAP, alle ihre Gliederungen und angeschlossenen Verbände und deren Symbole. In den Nürnberger Prozessen 1946 wurde die NSDAP mit allen Untergliederungen zur „verbrecherischen Organisation“ erklärt. Somit waren auch deren Symbole verboten.
In der Bundesrepublik Deutschland galten gemäß Artikel 139 des Grundgesetzes zunächst sämtliche Gesetze der Alliierten zur „Befreiung des deutschen Volkes vom Nationalsozialismus und Militarismus“ weiter. Sie wurden durch die Aufnahme der Straftatbestände Friedensverrat, Hochverrat und Gefährdung des demokratischen Rechtsstaates (§ 80 bis § 92b) in das Strafgesetzbuch abgelöst. In diesem Rahmen bedroht § 86a das öffentliche „Verwenden von Kennzeichen verfassungswidriger und terroristischer Organisationen“ zum Zweck ihrer Verbreitung mit bis zu drei Jahren Freiheitsstrafe oder einer Geldstrafe. Absatz 3 nimmt Darstellungen dieser Zeichen davon aus, die „der staatsbürgerlichen Aufklärung, der Abwehr verfassungswidriger Bestrebungen, der Kunst oder der Wissenschaft, der Forschung oder der Lehre, der Berichterstattung über Vorgänge des Zeitgeschehens oder der Geschichte oder ähnlichen Zwecken“ dienen.
Der Bundesgerichtshof klärte die Reichweite von § 86a StGB in Musterprozessen. Seit 1973 umfasst das Verbot Hakenkreuze auf Kriegsspielzeug und originalgetreuen Modellen von Waffen der NS-Zeit. Erlaubt wurden später aber Hakenkreuze, die den Nationalsozialismus objektiv nicht befürworten:

Hakenkreuz im Verbotsschild

- in Kunstwerken, zum Beispiel politischen Karikaturen,[5]
- in Auktionskatalogen,[6]
- zur Religionsausübung, etwa der Falun Gong in Deutschland,[7]
- als gegen Rechtsextremismus gerichtete Symbole antifaschistischer Gruppen. Damit hob der Bundesgerichtshof 2007 vorherige Urteile gegen Verwender solcher Symbole auf.[8]

Nach geltender Rechtsauffassung verbietet § 86a StGB auch von Neonazis veränderte Symbole, manche wie die Odalrune, Triskele und Schwarze Sonne jedoch nur als Logo verbotener Organisationen, nicht allgemein. Das private Entfernen rechtswidriger Hakenkreuze vom Eigentum Dritter, etwa durch Übermalen, Abkratzen oder Überkleben, gilt meist als Sachbeschädigung.
In Österreich regelt das Verbotsgesetz 1947 den Umgang mit nationalsozialistischen Organisationen, Gedankengut und deren Symbolik und bestraft den Missbrauch.
Das Europäische Parlament schlug auf deutsche Initiative 2005 ein europaweites Verbot der Swastika vor. Anlass war eine Fotografie des britischen Prinzen Harry in einer NS-Uniform mit Swastika-Armbinde, die er bei einer privaten Kostümparty am 14. Januar 2005 getragen hatte. In Großbritannien demonstrierte das Hindu-Forum, das etwa 700.000 Hindus vertritt, gegen das Verbot. Im Januar 2007 zog Deutschland seinen Vorstoß zurück. Die Europäische Union lehnte das Verbot im April 2007 ab. Einen Verbotskonsens verhinderten vor allem Großbritannien und Dänemark mit ihrer traditionell weiten Auffassung von Meinungsfreiheit sowie Litauen, das auch Symbole des Stalinismus verbieten wollte.
2013 hob das Verfassungsgericht Ungarns ein dort seit 1993 bestehendes Verbot von Symbolen der „Willkürherrschaft“ (Roter Stern und Hakenkreuz) auf: Das Verbot sei gesetzlich neu zu regeln. Lettland dagegen verbot diese beiden Symbole.
In den USA plädieren namhafte Verfassungs- und Völkerrechtler dafür, Neonazis das Zeigen der Swastika generell zu verbieten, weil sie historisch singulär belastet sei, zum Völkermord aufrufe und für die Vernichtung einer Gruppe werbe. Das sei keine schutzwürdige politische Rede, sondern Anstiftung zu Aufruhr und Störung der öffentlichen Ordnung.

## Bezeichnungen
Der Ausdruck „Svastika“ taucht erstmals in der Sanskritgrammatik des Inders Panini (um 400 v. Chr.) als Name eines Brandzeichens für Vieh auf. Er besteht aus den Silben su („gut“) und asti („es ist“, „es sei“, vom Verb as- „sein“). Die entsprechenden Silben auf Pali bilden zusammen ein Monogramm der Swastika. Das Substantiv bedeutet „das (zum) Gutsein (gehörige)“, „das Heilbringende“. Das Kompositum svastí- bedeutet schon im ältesten Sanskrit „Glück“, „Heil“, „Segen“. Als Aussage wird es mit „Alles ist/sei gut“ übersetzt. Das Substantiv ist im Sanskrit männlich („der Swastika“). In deutschsprachiger Literatur wird es meist mit weiblichem, selten mit sächlichem Artikel bezeichnet. Der englische Plural lautet „Swastika(s)“, der deutsche „Swastiken“.
In China heißt die Swastika wan, in Japan manji, in Tibet gyung-drung. Bei den nordamerikanischen Navaho steht sie für das „wirbelnde Rundholz“. Im Altnordischen hieß ein ähnliches Zeichen sólarhvél („Sonnenrad“). Im Altenglischen hieß ein Kreuz mit vier gleichgerichteten Außenhaken fylfot („Vierfuß“). Gemeint war ein Kreuz, das auf einem der Haken steht. Die Gleichsetzung der Swastika (drehend) mit dem Fylfot (stehend) und dem NS-Hakenkreuz (geneigt) gilt als Irrtum.
Die rechtwinklige Form wurde als Kombination aus vier griechischen Buchstaben Gamma aufgefasst und darum auf Lateinisch crux gammata, gräzisiert Gammadion genannt. Der davon abgeleitete französische Ausdruck croix gammée bezeichnet auch das NS-Hakenkreuz, ebenso das Wort croix cramponnée. Das Gammadion wurde im Unterschied zur verwandten Form der Triskele auch Tetraskele („Vierbein“) genannt.
In der deutschsprachigen Wappenkunde (Heraldik) bezeichnete man ein Kreuz mit vier gleichgerichteten Haken als „Hakenkreuz“ (so Johann Christoph Adelung in seinem Wörterbuch des Hochdeutschen ab 1796) oder als „Winkelmaßkreuz“ (so Christian Samuel Theodor Bernd in Die Hauptstücke der Wappenwissenschaft 1841). Die völkische Bewegung deutete das Zeichen als Sonnenrad und nannte es „Hakenkreuz“. Diese Bezeichnung ging in die Sprache des Nationalsozialismus ein. Im englischen und französischen Sprachraum wird auch das nationalsozialistische Hakenkreuz als „Swastika“ bezeichnet. Diesen Ausdruck bevorzugt archäologische Fachliteratur für historische Zeichen, um sie vom NS-Hakenkreuz abzugrenzen.

## Archäologischer Befund

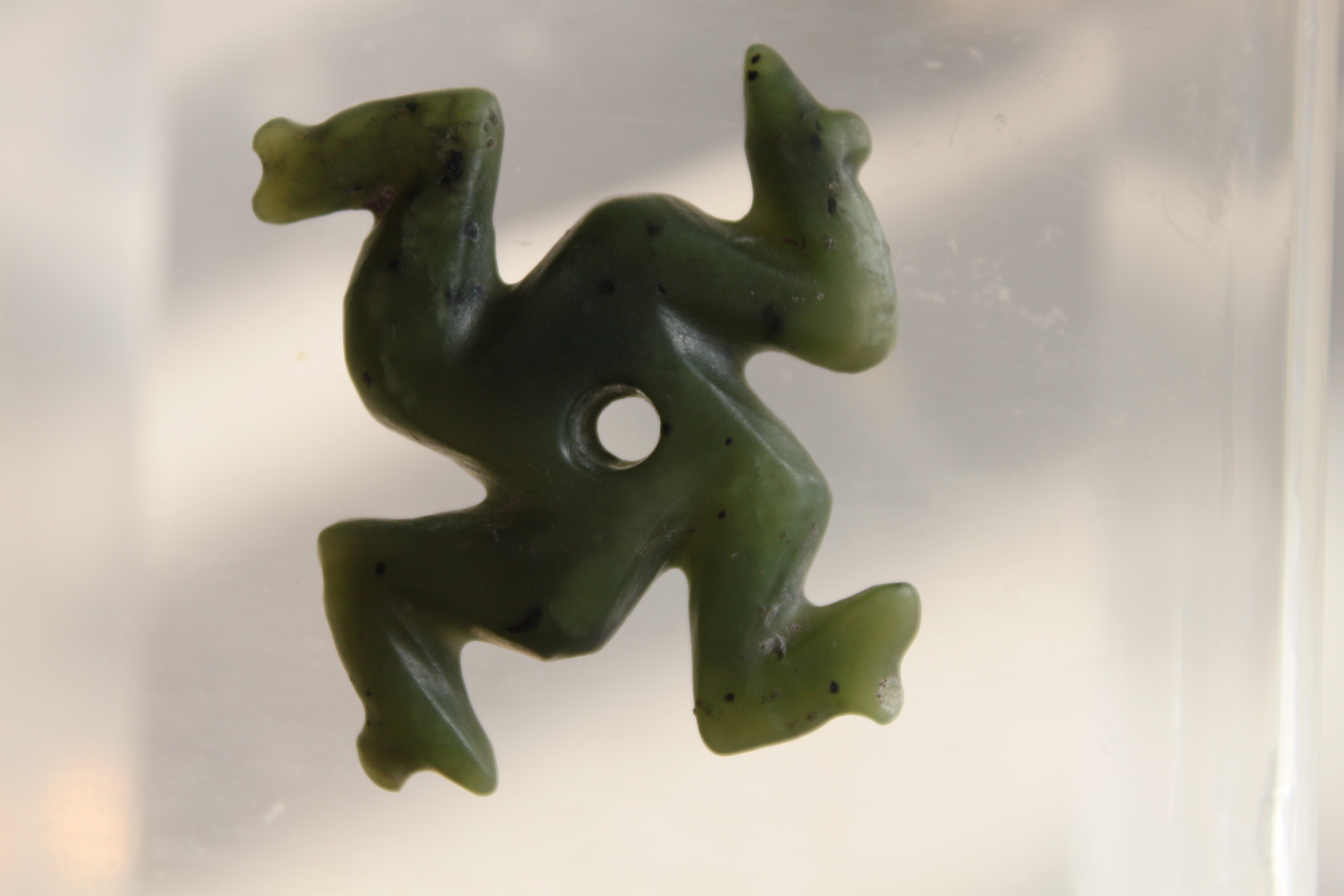
Zoomorphes Nephrit-Amulett aus Kardschali, Bulgarien, ≈ 6000 v. Chr.
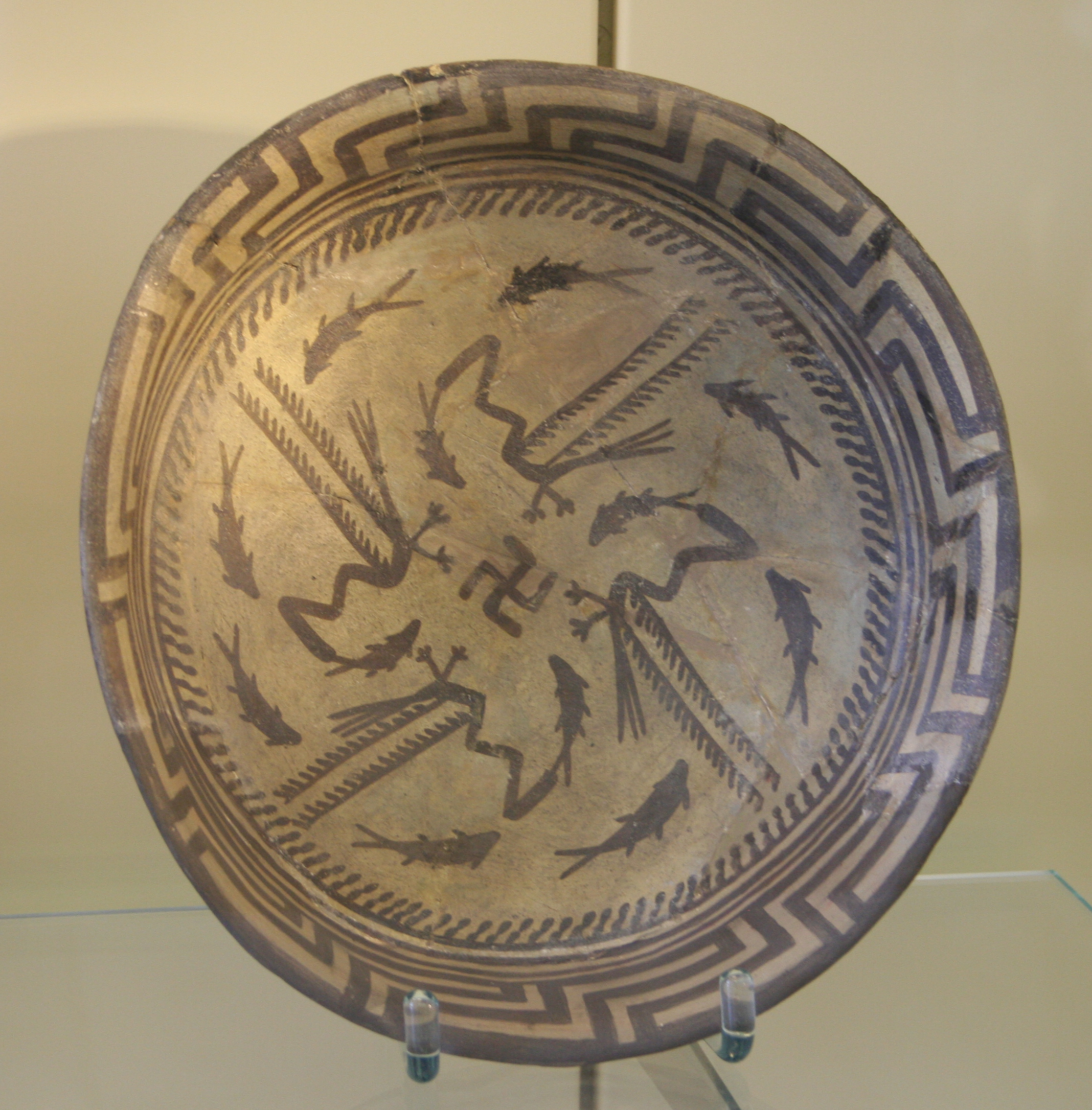
Rekonstruierte Schale aus Samarra, etwa 4000 v. Chr.
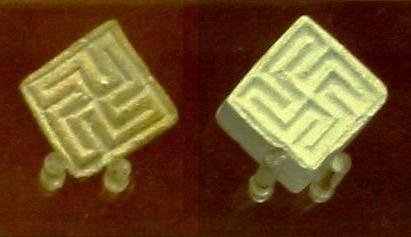
Siegel aus Harappa, etwa 3000 v. Chr.

### Asien
In Tell es-Sultan bei Jericho fand man einen vorkeramischen Stempel mit runder Stempelfläche, in den eine symmetrische Swastika eingraviert ist. Er wird auf 7000 v. Chr. datiert. Ähnliche Swastikamotive fanden sich auf einem Anhänger vom Tappa Gaura im Irak (vor 4000 v. Chr.) und auf einem Siegel in Byblos (etwa 3500–3000 v. Chr.).
Auf Samarra-Ware (etwa 5000–3000 v. Chr.) aus dem heutigen Irak fand man Swastiken, einzeln oder als Teil einer ornamentalen Komposition, verbunden mit Pflanzen-, Tier- und Menschenbildern.
In der Indus-Kultur ist die Swastika seit etwa 3000 v. Chr. belegt. Die ältesten bekannten Beispiele sind Siegel oder Stempel, die 1924 bei den Dörfern Mohenjo-Daro und Harappa im heutigen Pakistan gefunden wurden. Sie zeigen rechts- und linksgewinkelte Swastiken. Somit war die Swastika schon etwa 1000 Jahre vor der Ausbreitung „arisch“ sprechender Stämme in Indien üblich.
In Belutschistan und in Susa fand man in den 1930er Jahren dekorative Swastiken auf Tongefäßen. Sie werden auf etwa 3000 v. Chr. datiert.

### Osteuropa
Auf dem archäologischen Fundplatz Mesyn in der Ukraine wurden sechs aus Mammut-Elfenbein geschnitzte Venusfigurinen und mehrere Armbänder gefunden, in die verschiedene Linien und geometrische Formen eingraviert sind. Sie werden auf ca. 10.000 v. Chr. datiert und dem osteuropäischen Epigravettien (Jungpaläolithikum) zugeordnet. Eine dieser Figuren trägt ein aus parallelen Mäanderlinien geformtes Kreuzzeichen mit vier mehrfach rechtwinklig abgeknickten, eingerollten Armen. Dasselbe Motiv ist auf einem der Armbänder eingraviert. Es handelt sich um die ältesten bekannten Beispiele des Zeichens. Der Forscher Karl von den Steinen (Prähistorische Zeichen und Ornamente, 1896) deutete sie als stilisiertes Abbild eines Vogels, besonders des Storchs, und somit als Symbol für Fruchtbarkeit, Leben, Frühling und Licht.
Manche Keramikfragmente der neolithischen Vinča-Kultur (Verbreitungsgebiet im heutigen Bulgarien, Rumänien und Serbien) sind mit einer Swastika aus weißer Humusfarbe bemalt. Sie werden auf das 6. Jahrtausend v. Chr. datiert und als dekoratives Element aufgefasst, das Kraft und Bewegung der Sonne abbilden soll.

### Mittelmeerraum

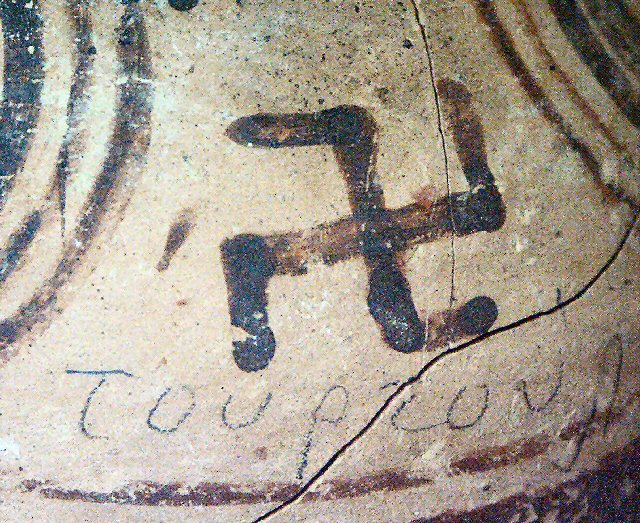
Minoische Vase aus Kreta, Archäologisches Museum Iraklio
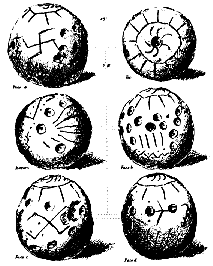
Terrakottakugeln aus Troja nach Skizzen Schliemanns, ~1300 v. Chr.
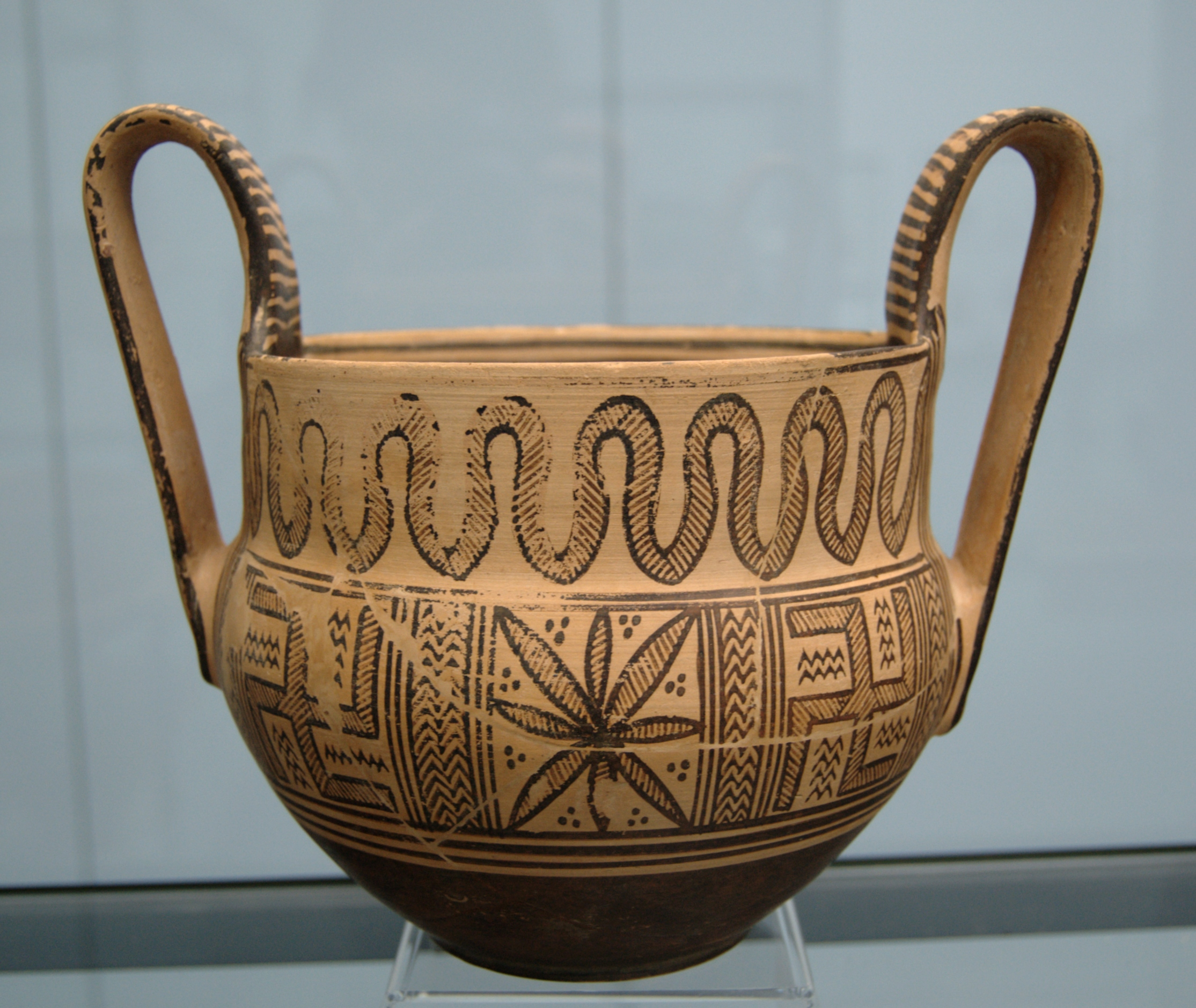
Vasenmalerei der geometrischen Periode, Kantharos, ~780 v. Chr.
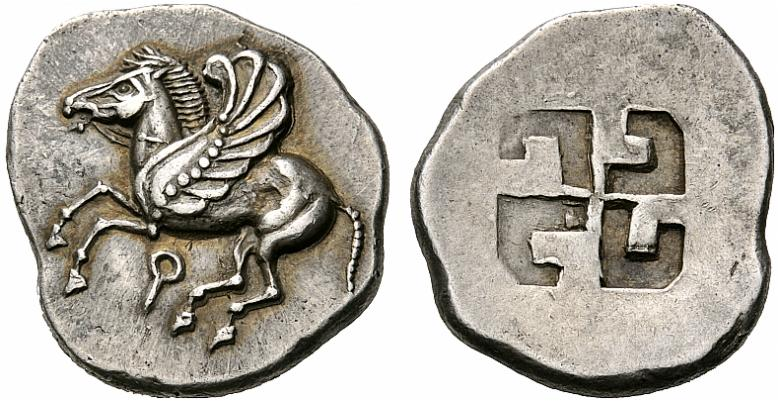
Silbermünzen aus Korinth, ~550–500 v. Chr.
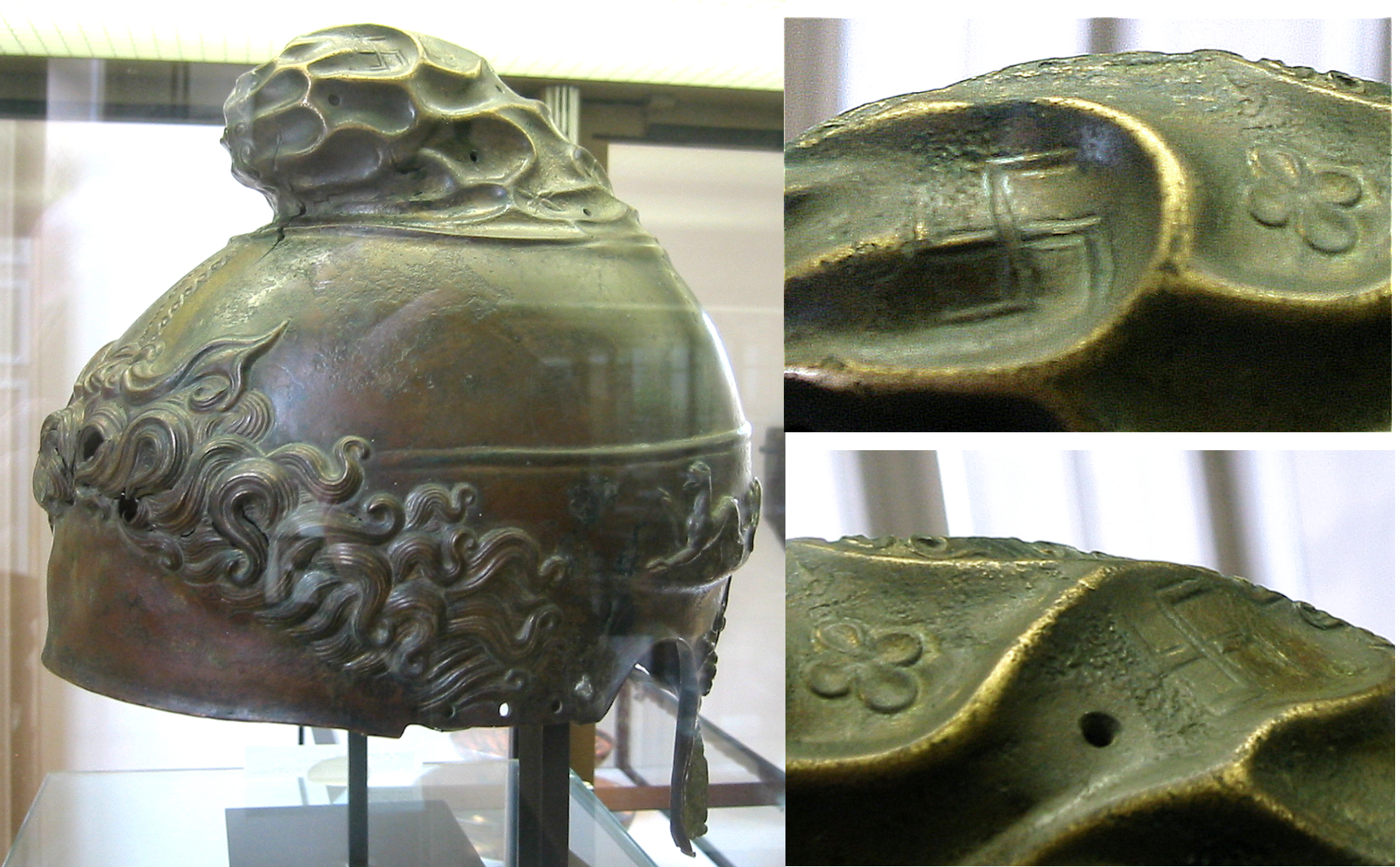
Soldatenhelme, ~350 v. Chr.

Die Minoische Kultur auf Kreta (ab etwa 2600 v. Chr.) hinterließ Vasen, von denen manche mit einzelnen Swastiken bemalt sind. Die griechische Vasenmalerei der geometrischen Periode setzte diese Ornamentik fort. Hier kommen links- wie rechtsgewinkelte Swastiken vor. Sie stehen in der Entwicklung dem Mäandermuster nahe. Beide Ornamente sind wohl abstrakte Abbilder natürlicher Formen, etwa aus der Pflanzenwelt. In der zum Teil griechisch beeinflussten lokalen Kunst Apuliens des 7. bis 5. vorchristlichen Jahrhunderts sind Swastiken häufig. Seit der Zeit Alexanders erscheinen sie auch auf Soldatenhelmen.
Ab 1870 fand der deutsche Archäologe Heinrich Schliemann auf dem Hügel Hissarlik (Troja, Türkei) Swastiken auf Alltagsgegenständen, etwa Keramik, Handspindeln und Terrakotta. Ihre Zuordnung und Datierung sind umstritten. Heute werden sie jüngeren Grabungsschichten (VII bis IX, ab etwa 1300 v. Chr.) zugeordnet.

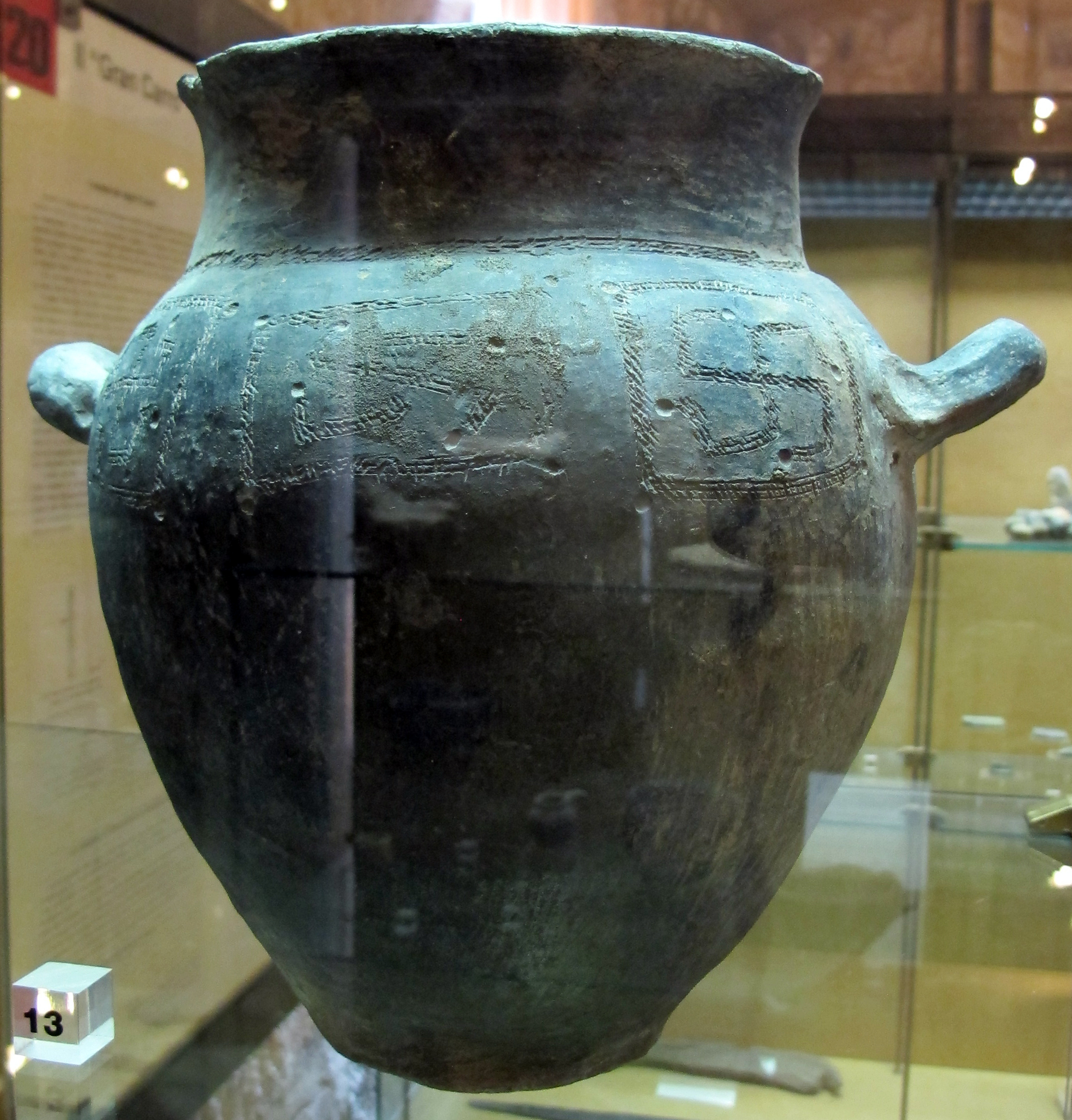
Urne der Villanova-Kultur
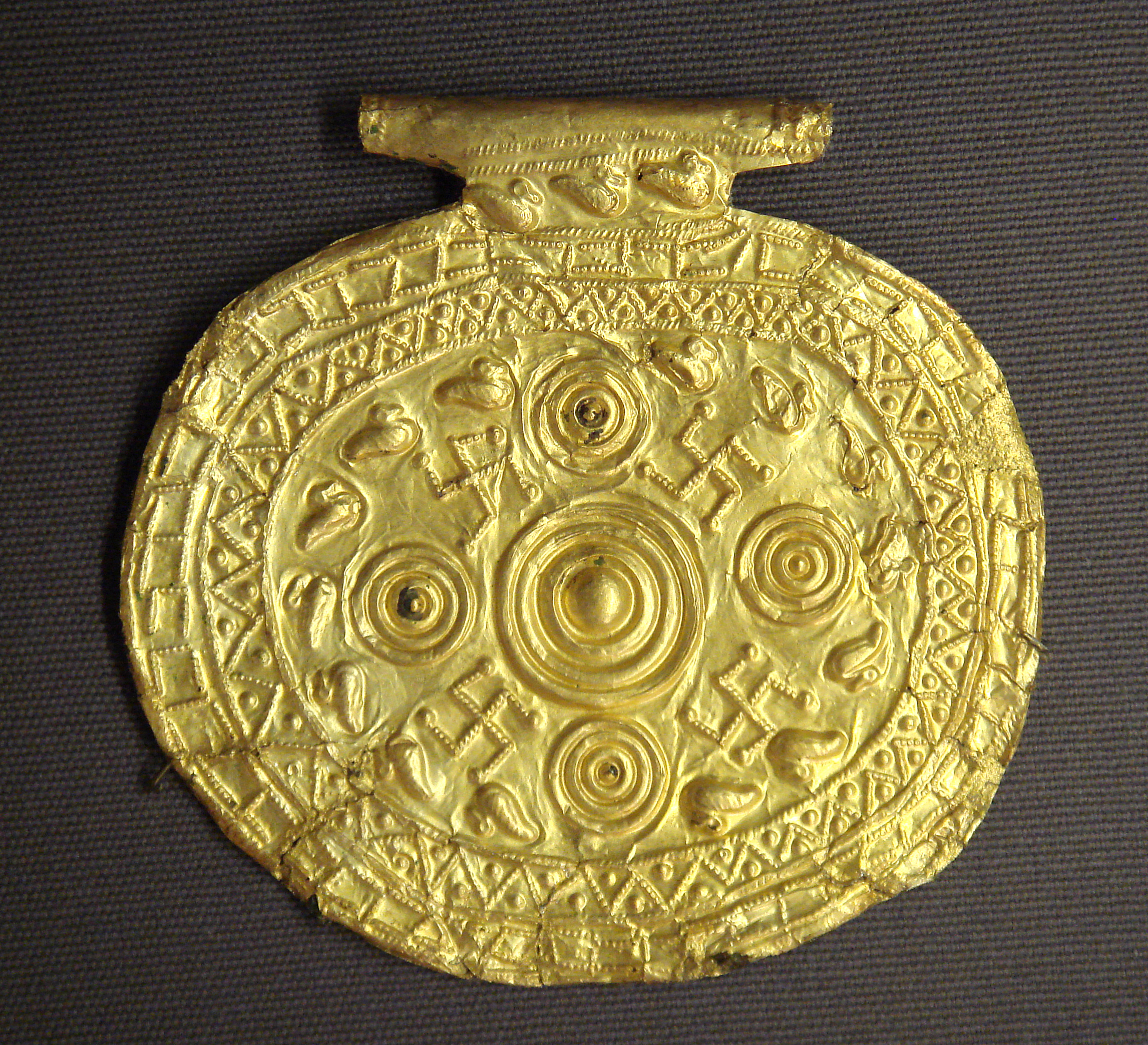
Etruskischer Goldanhänger, Bolsena, ~700–650 v. Chr.

In der Villanovakultur (~1000 v. Chr.) fand man Graburnen mit geometrischen Mustern, darunter Swastiken mit mehrfach geknickten Enden und Wellenbändern. Die Etrusker (~900–260 v. Chr.) und die Falisker setzten die Nutzung der Symbole fort.

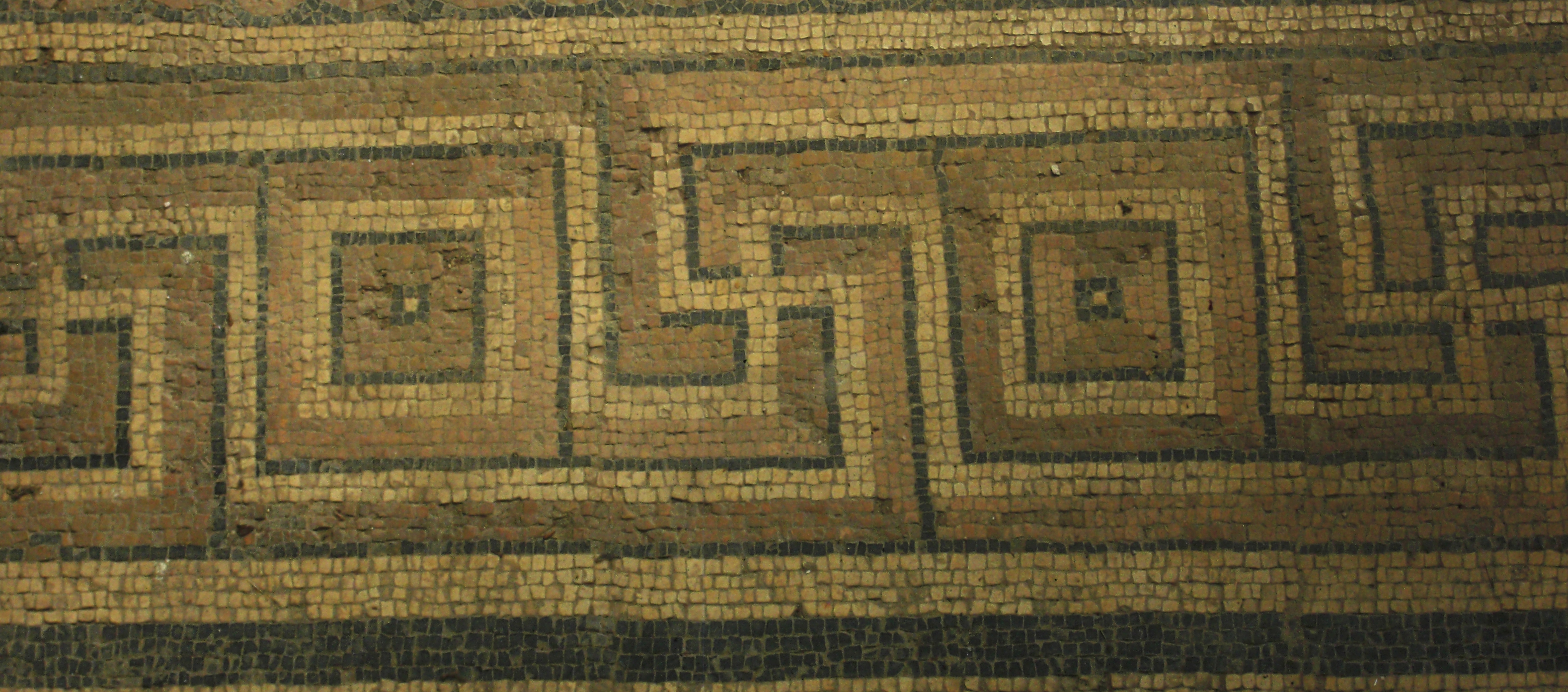
Römisches Bodenmosaik in Pula, Istrien, ~1. Jh. v. Chr.
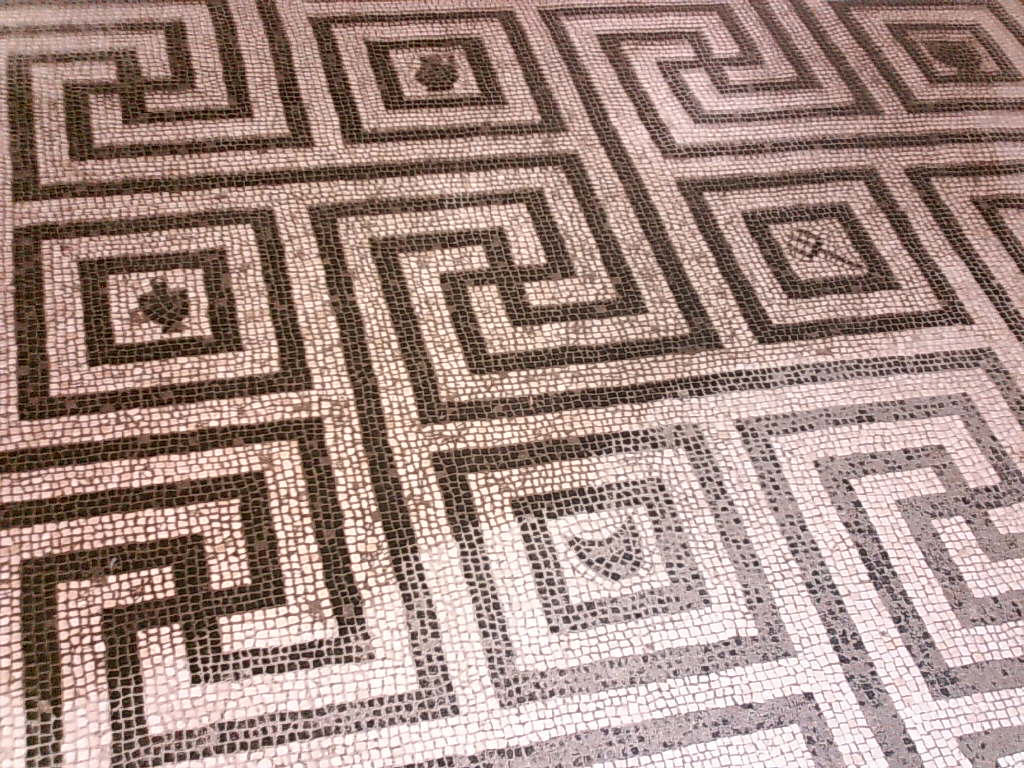
Bodenmosaik in einem Bad aus Herculaneum, vor 79
Ziegelstempel aus Vicus Mülfort, ~200
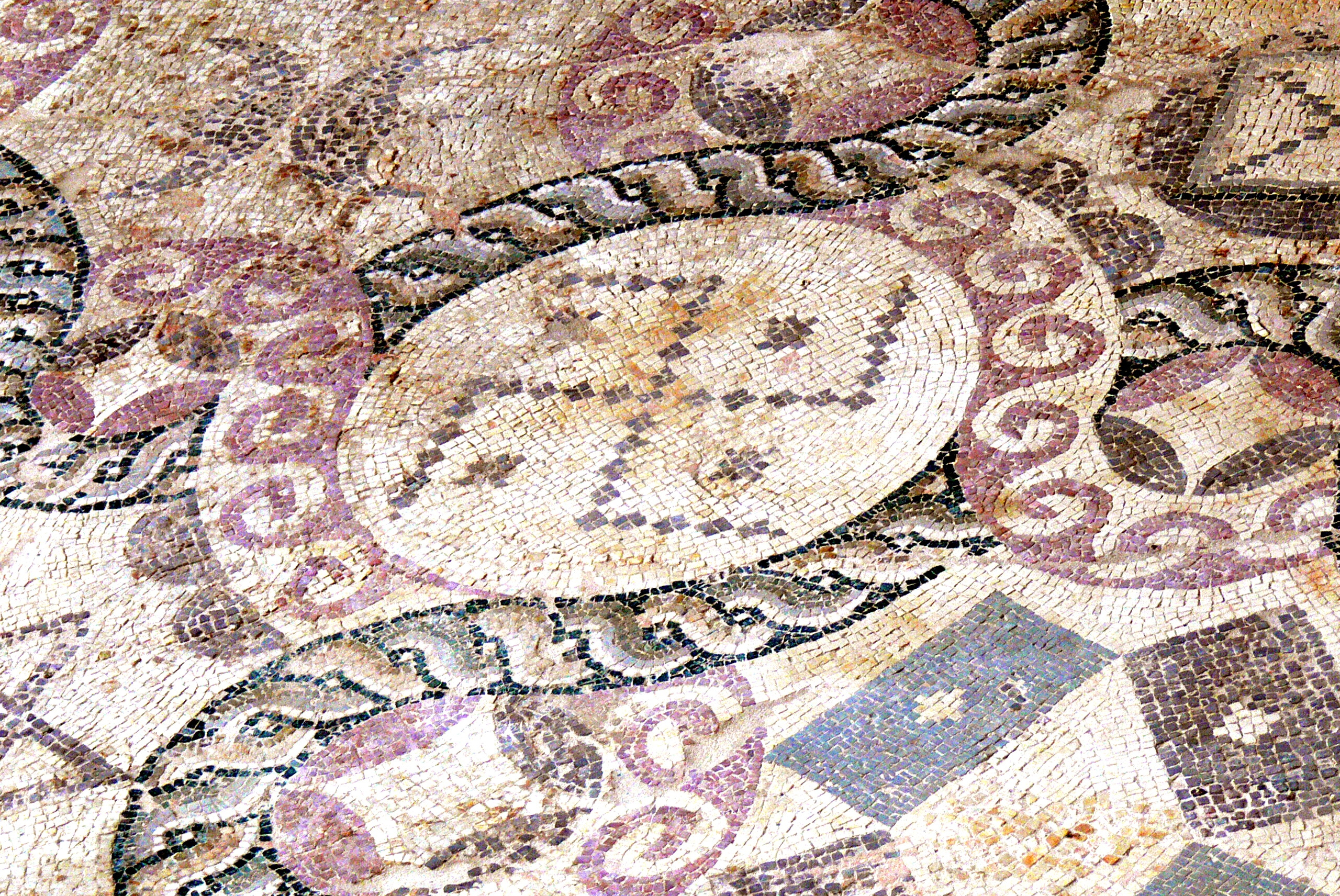
Bodenmosaik im Haus des Dionysos in Paphos (Zypern), ~200-300
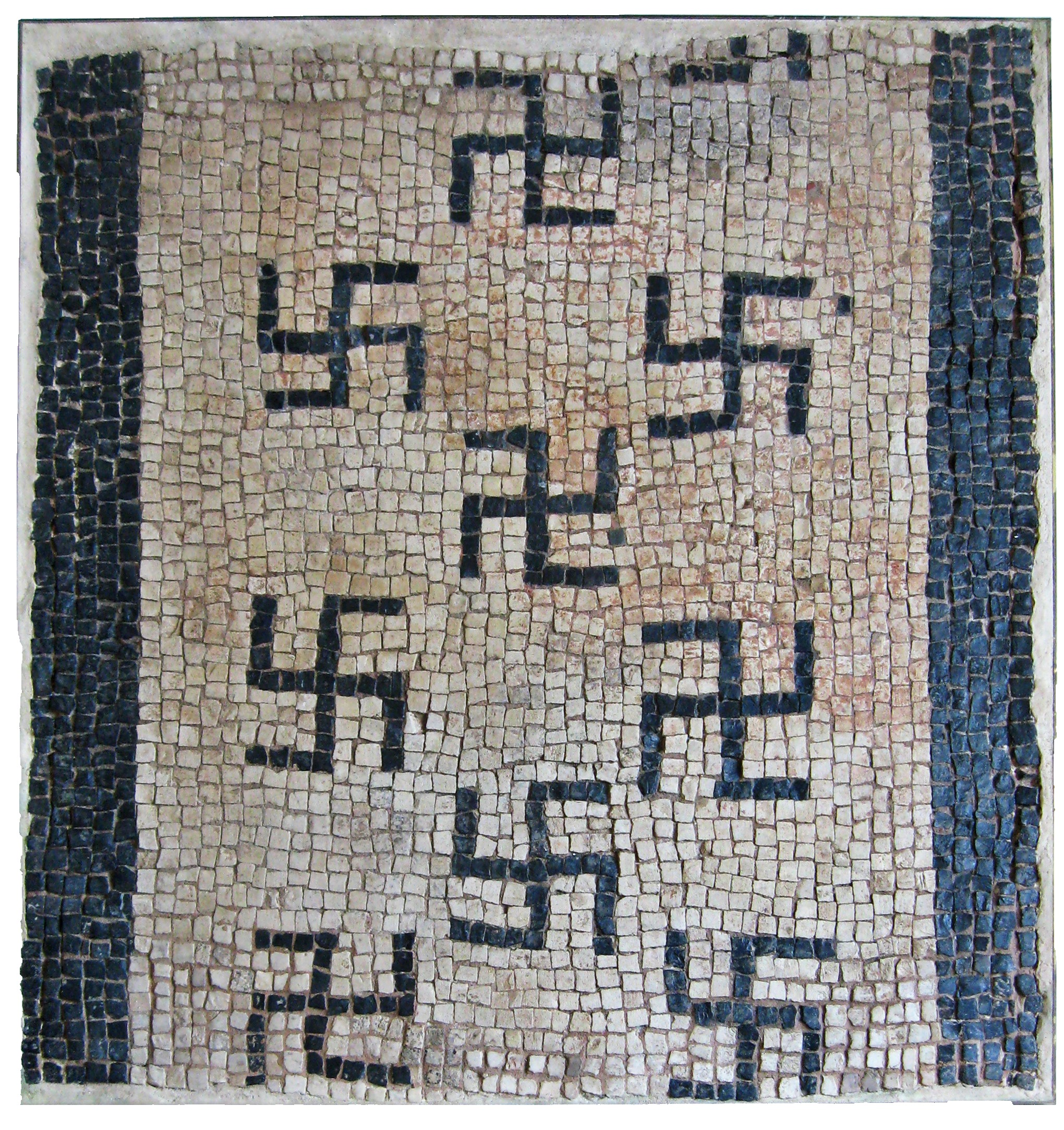
Contiomagus, Fußboden der Villa Hylborn

Im Römischen Reich findet sich die Swastika meist als eins von vielen variierten, wiederholten und komplex ineinander verschachtelten Formelementen der Mäander-Ornamentik. Oft sind Swastikamuster Bestandteil von Fußboden- und Wandmosaiken aus Tessera, von Fresken oder Stuck. Solche Bodenmosaike entstanden seit der Epoche des Hellenismus (ab etwa 300 v. Chr.) im ganzen Römischen Reich, so auch im römisch besetzten Syrien-Palästina. Man fand sie dort zum Beispiel in einer Synagoge in En Gedi aus der Hasmonäer-Zeit, im Vorzimmer einer Villa in Masada, in einem Empfangsraum des Palastes von Caesarea Maritima und im Vestibül einer Villa in der Oberstadt von Jerusalem. Sie gehörten zur allgemeinen Prachtentfaltung und geometrischen Ästhetik damaliger Architektur, nicht aber zu jenen spezifischen Mustern, an denen sich vom Judentum oder später vom Christentum genutzte Gebäude unterscheiden lassen.
Römische Swastiken finden sich auch auf Fibeln (Spangen zum Gewandschließen), auf drei Kontorniaten, Kleidungsstücken, einem Mithras-Denkmal und christlichen Grabinschriften. Sie werden als Dekoration und apotropäisches (übelabwehrendes) oder magisches Schutzzeichen gedeutet.

### Mittel- und Nordeuropa

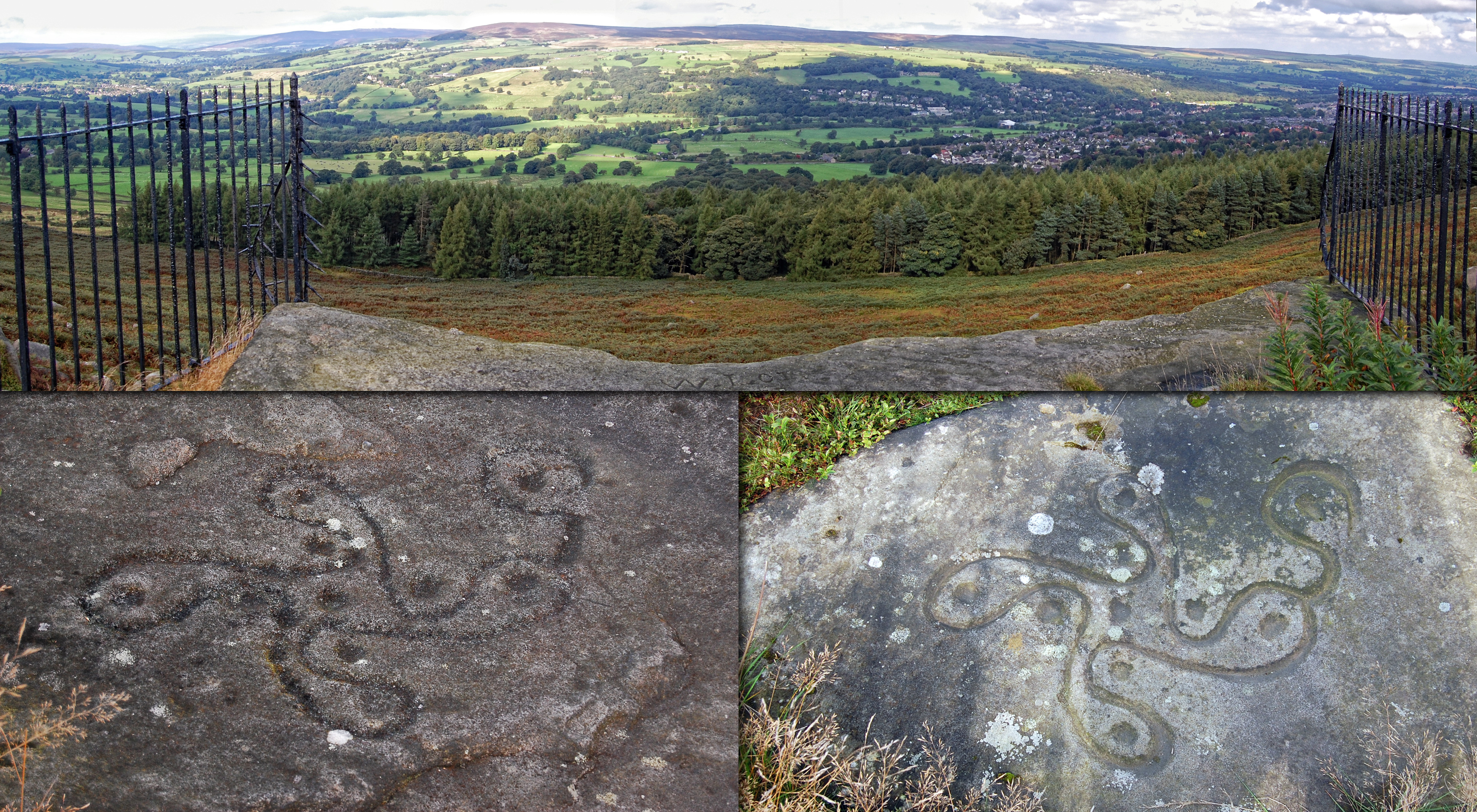
Felsrelief (Swastika?) in Ilkley, ≈3300 v. Chr.

In einen Megalith-Felsen des Ilkley Moor (West Yorkshire, England), genannt Swastikastein, ist eine serpentinische, schlangenartige Mäanderlinie mit neun runden Vertiefungen eingraviert, die eine vierteilige Swastika-artige Figur umschließt. Manche ordnen sie den spiralischen Cup-and-Ring-Markierungen der Stonehenge-Kultur in der Umgebung zu und datieren sie auf etwa 3300 v. Chr., andere ordnen sie den Kelten zu und datieren sie in die späte Bronzezeit (≈1600–1100 v. Chr.). Man fand ähnliche Muster auf skandinavischen Metallgefäßen jener Zeit und auf Gefäßen der mykenischen Kultur.
Eine brettchengewebte Borte aus dem keltischen Grab von Hochdorf an der Enz aus der Hallstattzeit (≈500–450 v. Chr.) trägt eine Reihe von Swastiken. Ob die Träger der Hallstattkultur mit den Kelten gleichzusetzen sind, ist in der Forschung noch umstritten. Auf deren streng geometrische Formen folgte der kurvenreiche, verschlungene Stil der Latènezeit (≈450 v. Chr. bis zur Zeitenwende). Damit erklären manche, dass Swastiken bei den Kelten sehr selten gefunden wurden. Sie werden wie das Radkreuz, das „Keltenkreuz“, die Triskele und der Wotansknoten als Kraftzeichen mit magischem Bezug zum Totenkult gedeutet. Aus verschiedenen, oft farbenfrohen Darstellungen auf Alltagsgegenständen, etwa Bekleidungsstoffen, wird gefolgert, dass die Swastika bei den Kelten keine spezifisch symbolische Bedeutung hatte.

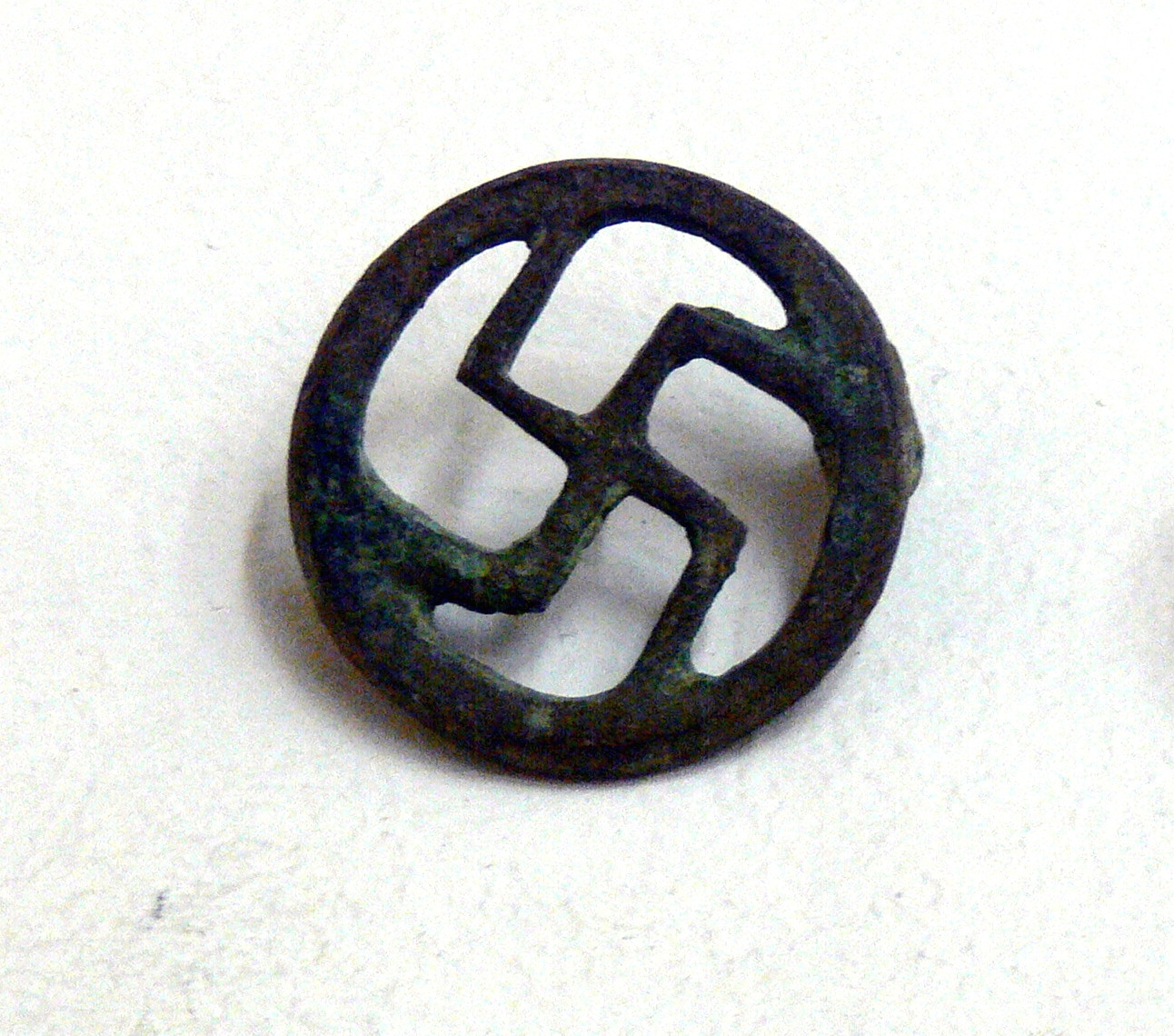
Fibel, römisch (Museum Laureacum, Österreich)
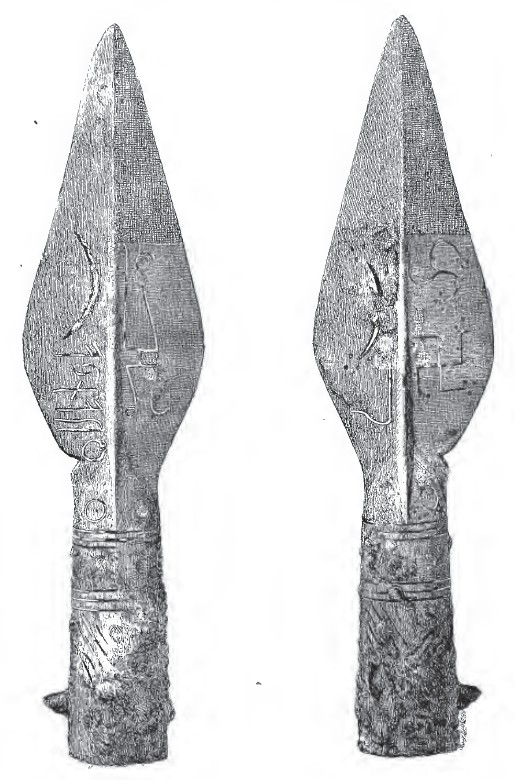
Speerblatt von Dahmsdorf mit Swastika (rechts) und Runen, ≈250
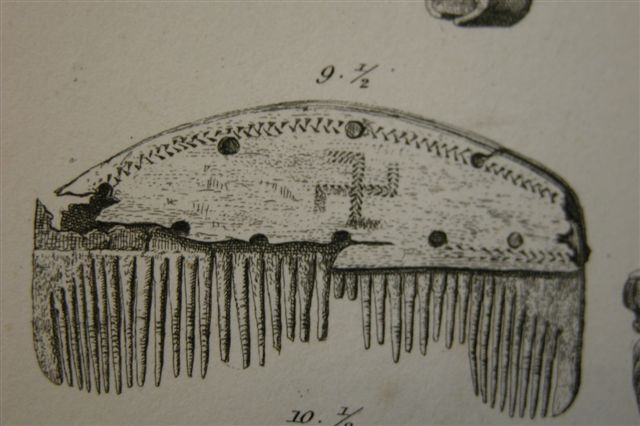
Beinkamm aus dem Nydam-Moor, 3./4. Jahrhundert
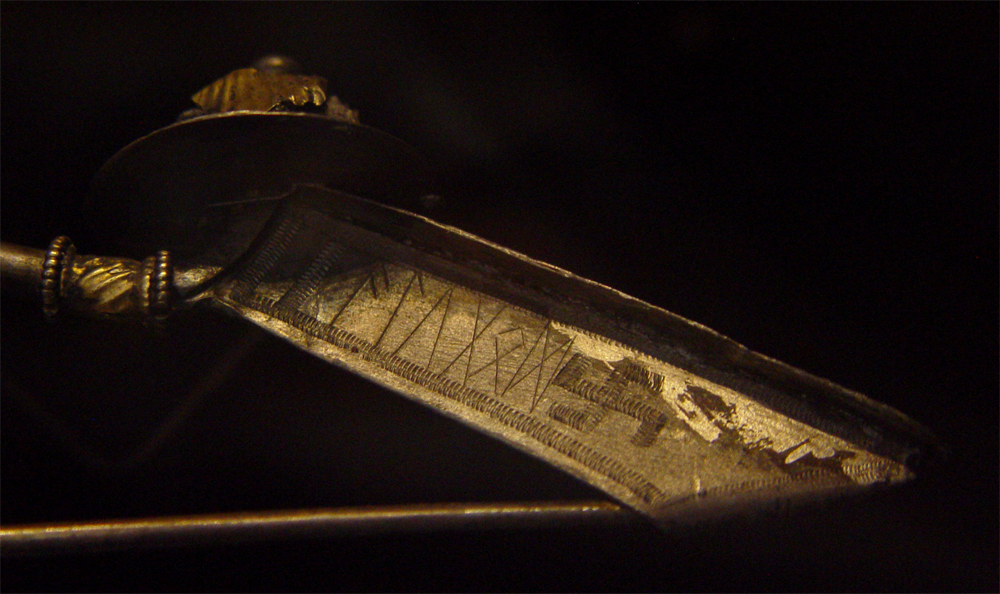
Fibel mit Runeninschrift, ≈300 (Værløse, Dänemark)
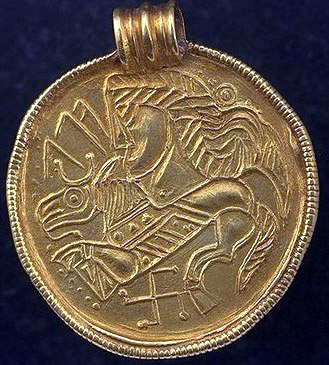
Djupbrunns C-Brakteat-II (IK 44) 5. Jahrhundert, Gotland
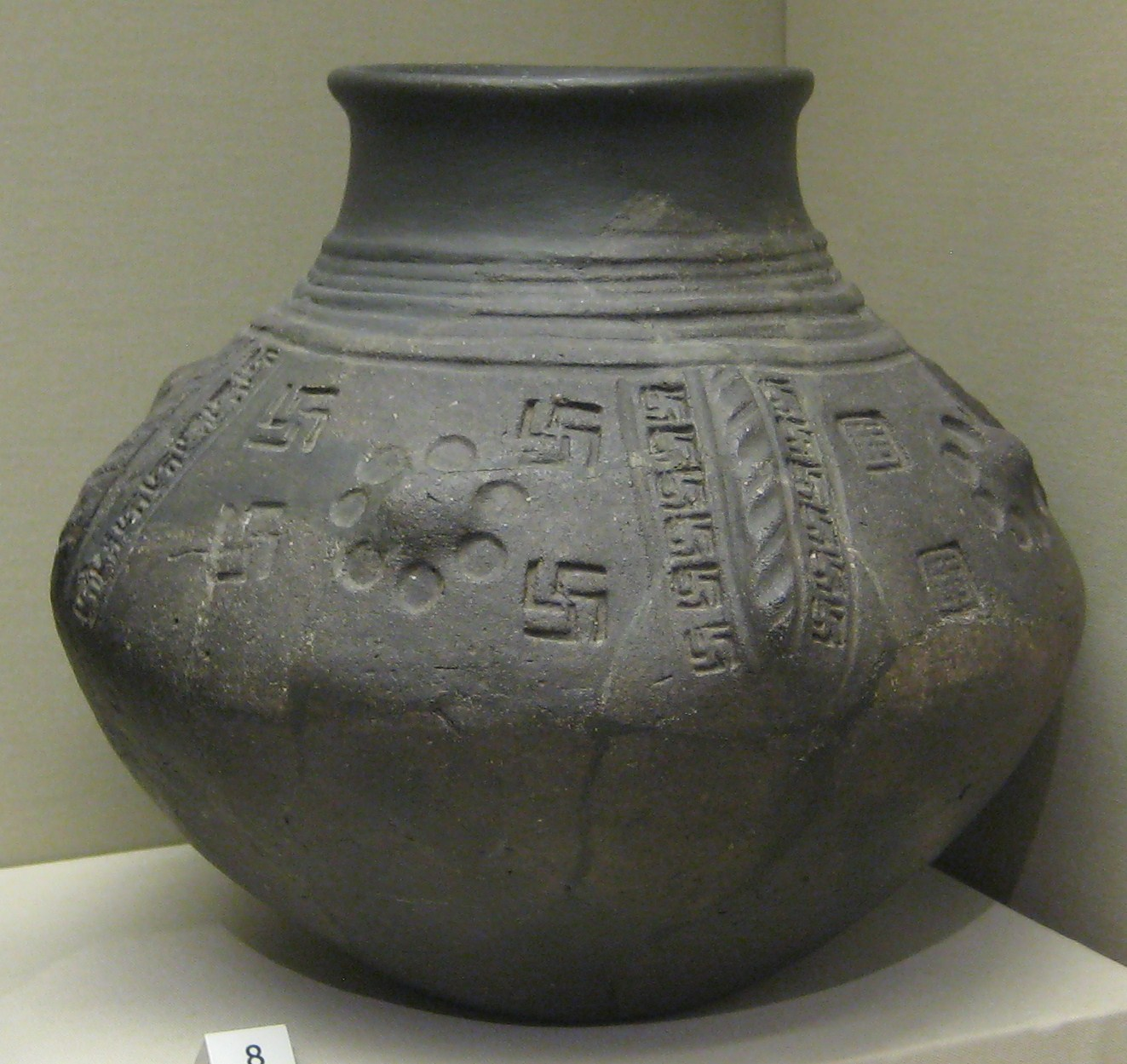
Urne, North Elham, ≈5./6. Jh.
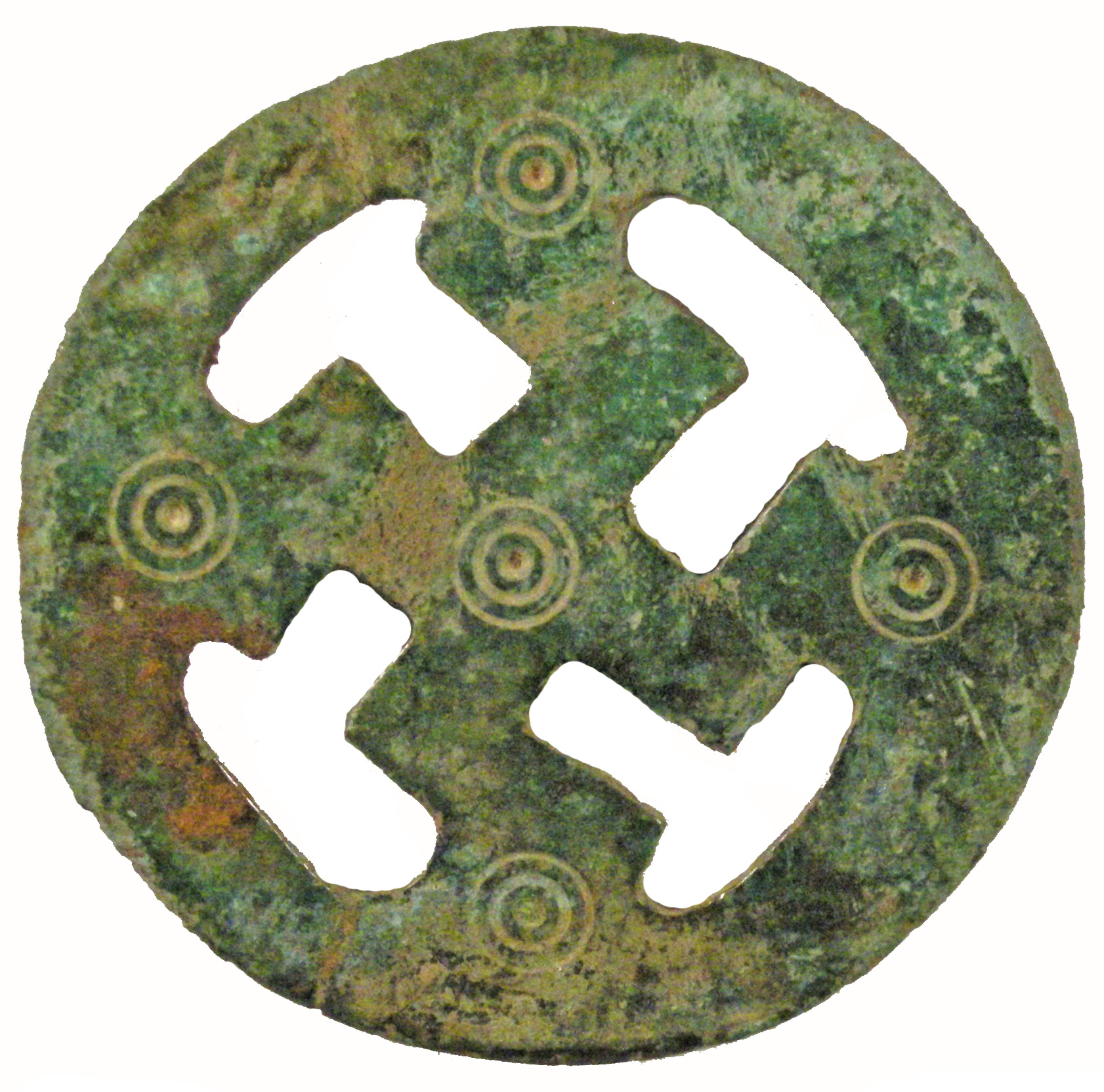
Angelsächsische Scheibenfibel des 6./7. Jahrhunderts, York

In der Bronzezeit in Mittel- und Nordeuropa hatten Swastika-ähnliche Zeichen vier in gleiche Richtung gebogene und spiralförmige Arme. Seit der Jungbronzezeit treten sie als Ornament auf Alltagsgegenständen auf, besonders auf Schmuck, sowie auf skandinavischen Felsbildern der Nordischen Bronzezeit. Diese Motive finden sich durchgehend von der Spätbronzezeit bis zum frühen Mittelalter auf unterschiedlichen Trägerobjekten. Daraus folgern Forscher, dass sie allgemein eine Zierfunktion mit möglicherweise apotropäischer Bedeutung hatten.
Die als Germanen beschriebenen, verschiedenen Gruppen verwendeten die Swastika als Stilelement in ihrer Alltagskultur von der römischen Kaiserzeit (RKZ) über die Völkerwanderungszeit (VWZ) und das Frühmittelalter bis zur Wikingerzeit. Sie kommt in der RKZ als stilisiertes Motiv auf Urnen in Brandgräbern nördlich der Alpen vor, etwa auf vereinzelten „Schalenurnen“ der Elbgermanen des 3. oder 4. Jahrhunderts, die mit der Rollrädchentechnik als Zierbänder in den feuchten Ton eingelassen wurden. Sie kommt auch als Gravur auf Waffen vor, so dem „Speerblatt von Dahmsdorf“ (gefunden 1865). Ähnliche, zum Teil ältere Speerblätter fand man bei Kowel (Ukraine), auf Gotland (Schweden), in Rozwadow (Polen), Øvre Stabu (Norwegen) und Vimose (Dänemark). Rolf Hachmann zufolge sind diese Swastiken mit „Tamga“ (Siegeln, Stempeln) der Sarmaten (Iran) verwandt.
Auch Fibeln sind Träger von Swastikamotiven. Auf Seeland (Dänemark) (11), im übrigen Dänemark (3), in Norwegen (3), Finnland (2), Südschweden (1) und Mecklenburg (1) fand man eine Reihe gleichartiger Swastikafibeln, genietet aus einer runden Bronzeplatte mit aus Silberblech gepressten Ornamenten darauf, vier gebogenen Armen und kleinen Plättchen am Ende. In Ungarn gefundene ähnliche Fibeln haben Tierköpfe am Ende der Arme. Sie werden gemeinsam auf ältere römische Fibeln zurückgeführt und auf 250 bis 400 n. Chr. datiert.
Goldbrakteaten der VWZ aus Reichtumszentren im heutigen Dänemark enthalten Swastiken neben anderen Symbolen und schriftartigen Zeichen in bestimmten „Formularfamilien“, die der „Ikonographische Katalog“ (IK) auflistet. So zeigt der B-Brakteat von Großfahner, Landkreis Gotha (IK 259) eine Figur, die ihre leeren Hände erhebt, über denen eine Swastika und eine Triskele angebracht sind. IK 389 zeigt eine Swastika mit Triskele, Kreuz und weiteren Symbolen. In der jüngeren RKZ und VWZ treten solche Swastiken zusammen mit Runen auf, besonders bei Fibeln und Brakteaten. Bei den modellgleichen Formularfamilien der B-Brakteaten von Nebenstedt (II), Darum (IV) (IK 129,1; 129,2), Allesø, Bolbro (I), Vedby (IK 13,1-3) findet sich eine Swastika als Einschub in das magische Runenwort laukaR („Lauch“). In der linksläufigen Inschrift von Nebenstedt und Darum erscheint eine Swastika als Zeichen mit unbestimmter Funktion. Solche Swastiken zwischen Runen wurden teils als besondere Schriftzeichen, teils als Symbole gedeutet, die eine magische Kraft der Runenaussage verstärken sollten.
In die Wikingerzeit gehört zum Beispiel eine Swastika auf dem Runenstein von Snoldelev in Dänemark.

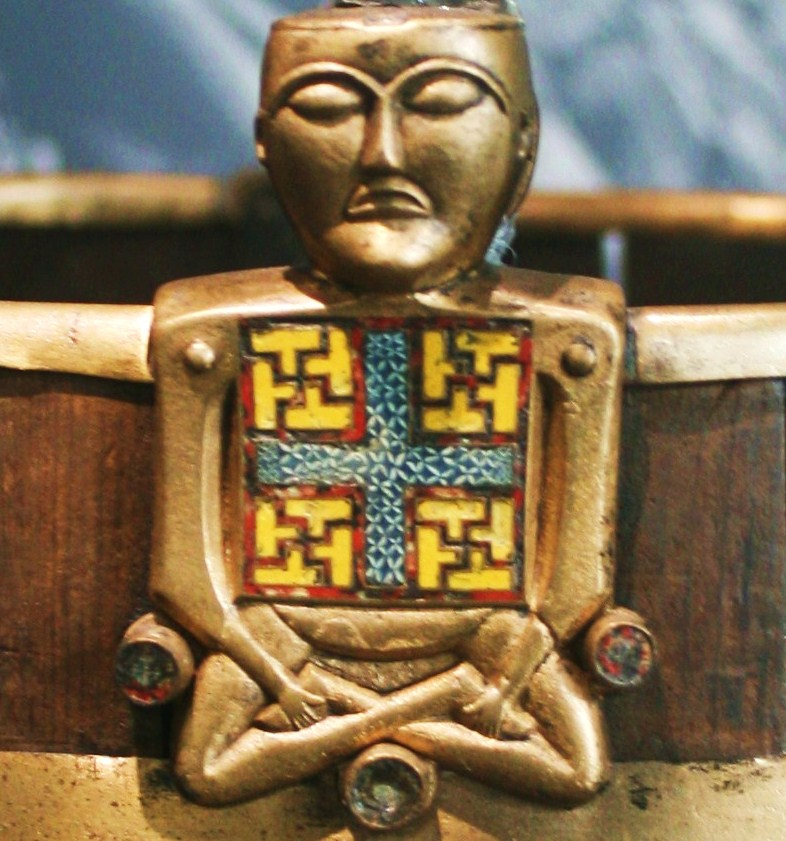
Handgriff eines Kübels vom Oseberg-Schiff, vermutete keltische Herkunft, undatiert

 Unter den Grabbeigaben im Oseberg-Schiff (um 830) wurde 1904 ein kleiner Kübel mit zwei Bronzegriffen gefunden. Beide zeigen eine identische menschliche Figur mit geschlossenen Augen im Lotussitz, die ein blau emailliertes Kreuz und vier rote Swastiken auf gelbem Grund auf der Brust trägt. Sie sind abwechselnd rechts- und linksgewinkelt und füllen die freien Flächen um das Kreuz zu einem Quadrat aus. Obwohl die Figur an eine meditierende Buddha-Figur erinnert, die Wikinger auf ihren Handelsrouten kennengelernt haben könnten, wird dieses Exemplar wegen sehr ähnlich geformten und gefärbten Handgriffen von keltischen Hängegefäßen eher als Beutegut aus Irland gedeutet.
Swastiken germanischer Kulturen werden bis heute unterschiedlich gedeutet. Christian Jürgensen Thomsen und Oscar Montelius deuteten sie ausgehend von Brakteaten 1855 als „Zeichen Thors“. Das wurde durch Funde ähnlicher Zeichen namens þórshamarr auf Island im 16. Jahrhundert begünstigt, die eine Verwandtschaft mit dem Mjölnir (Thorshammer) nahelegten. Der schwedische Archäologe Bernhard Salin bestritt diese Zuordnung, da diese Brakteaten sich wegen anderer Merkmale ebenso gut der Gottheit Odin zuweisen ließen. Auch Karl Hauck verbindet die Swastiken auf Brakteaten mit Thor oder Odin. Der Sprachwissenschaftler Wolfgang Meid dagegen sieht keine linguistischen Hinweise auf eine religiös-kultische Verwendung des Symbols.

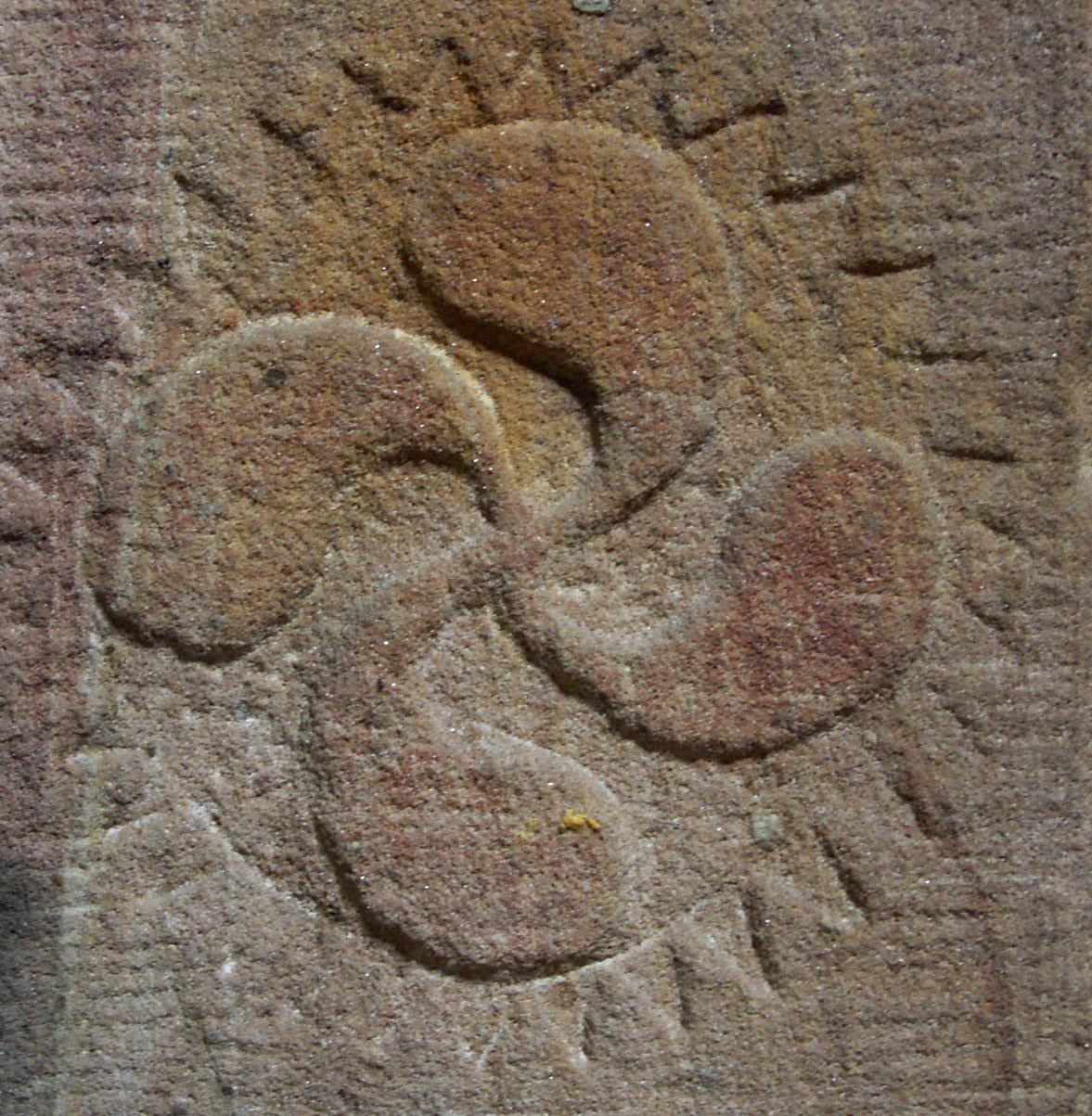
Sonnenkreuz (Lauburu) am Taufstein der Pfarrkirche Labach
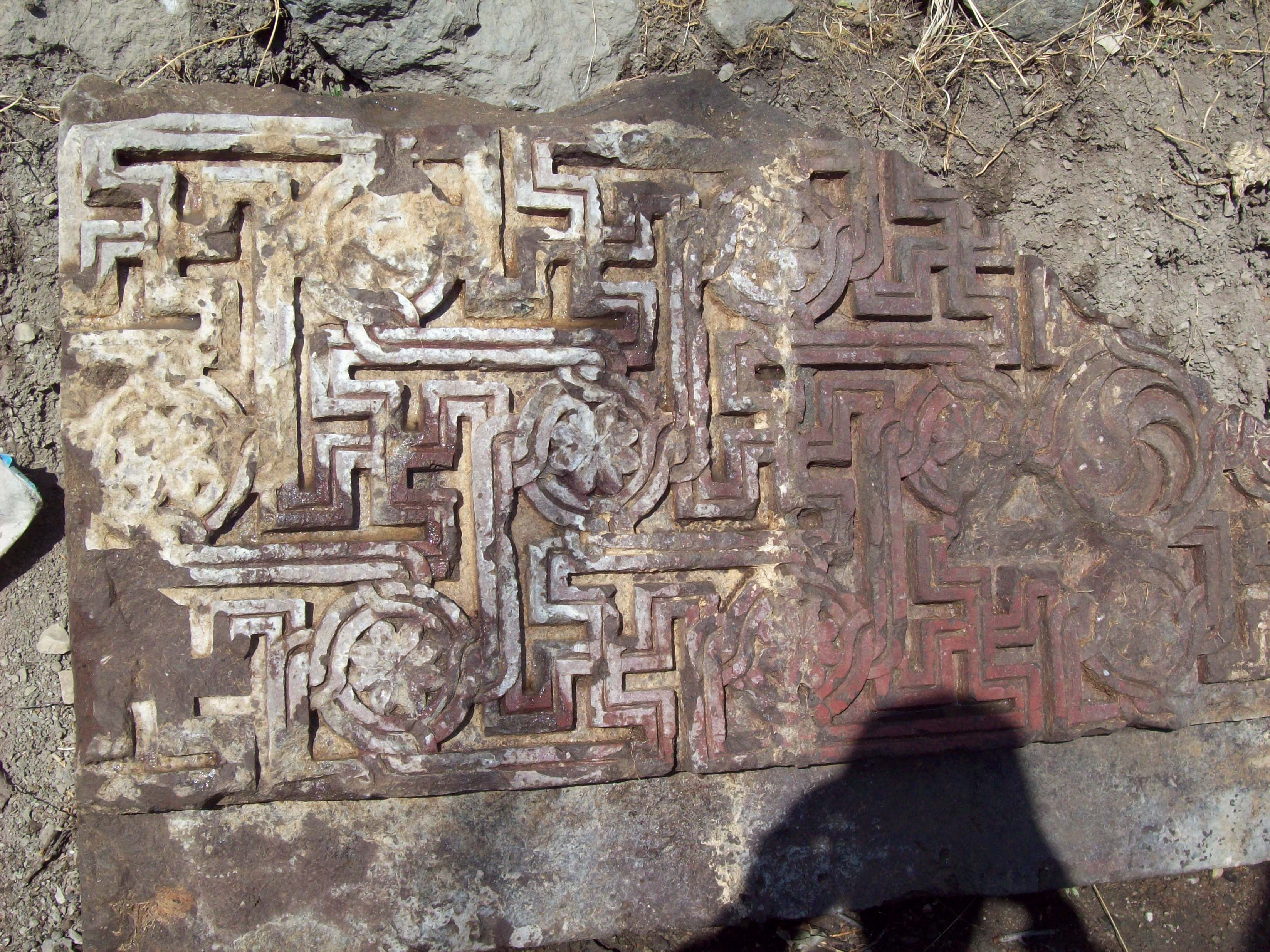
St.-Marineh-Kirche, Armenien, 11.–13. Jh.
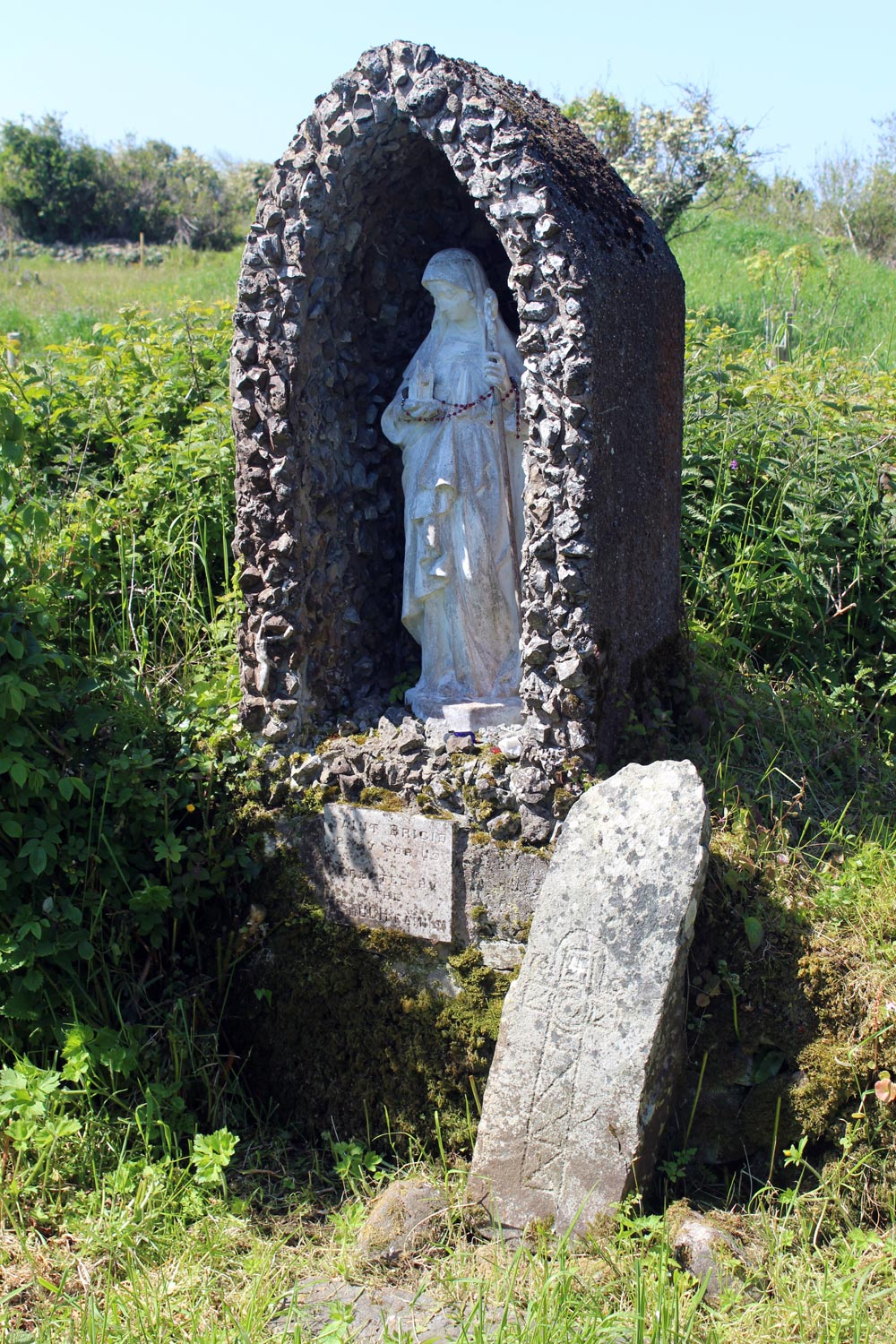
Antiker Kreuzstein mit Swastika neben einer modernen Ädikula-Heiligenfigur am katholischen Wallfahrtsort der St.-Brigid-Quelle bei Cliffoney, County Sligo in Irland

Im Mittelalter in Europa wurden römische und germanische Swastiken oft auf die Kreuzigung Jesu Christi oder seine Hoheit als „Licht der Welt“ bezogen. Sie erscheinen auf Fresken und Steinplatten von Kirchengebäuden, verbunden mit der Mäanderlinie, in der romanischen Ornamentik und einigen gotischen Bauwerken. Sie galten als „Schutzmittel gegen den Teufel“.

### Afrika

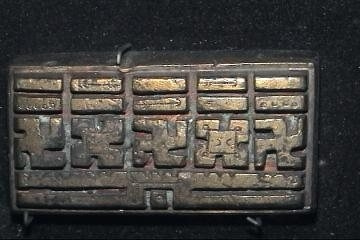
Goldgewicht der Ashanti, Ghana, ≈1300
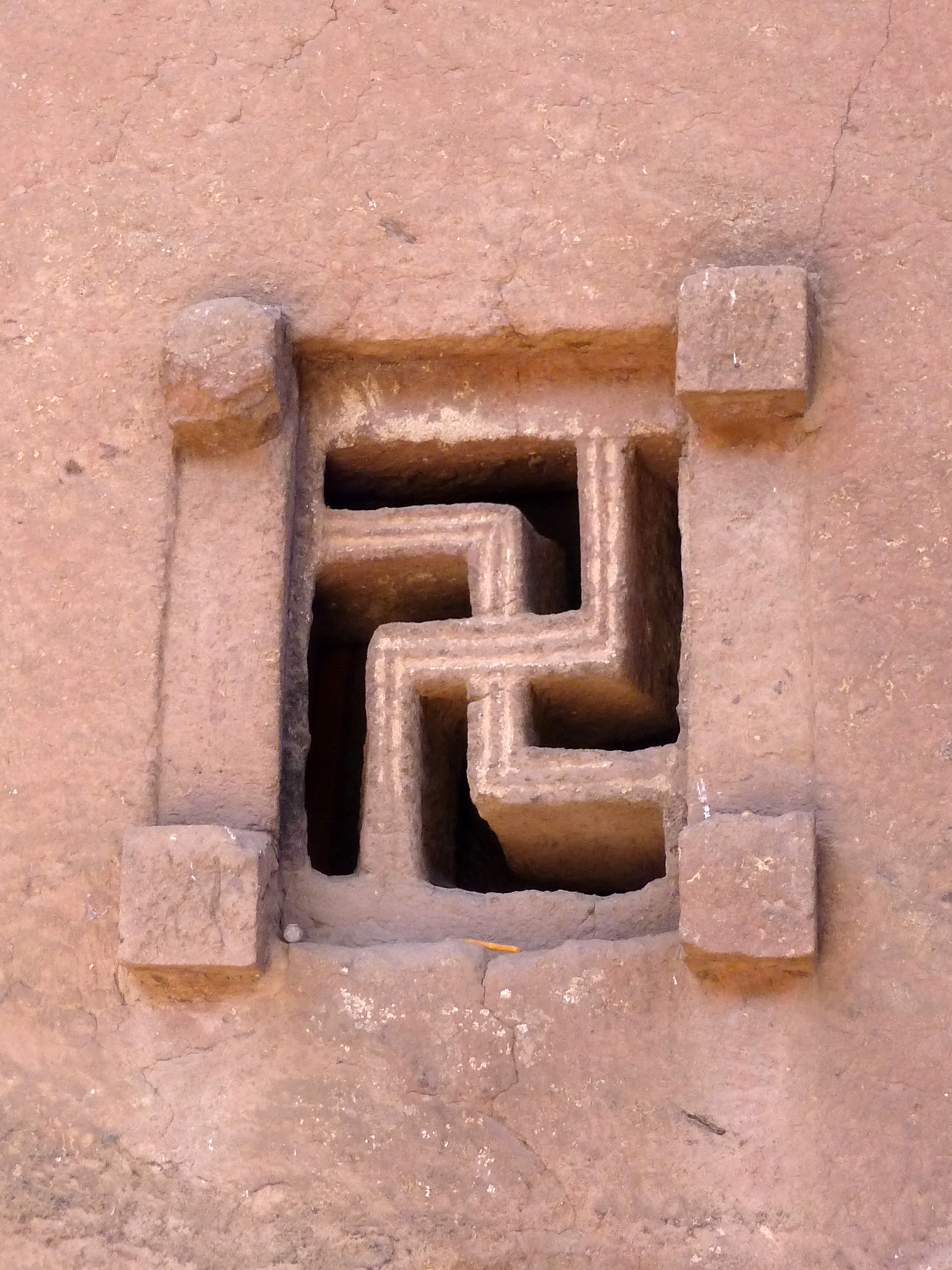
Fenster der Kirche Beta Maryam, Lalibela, 12. Jh.

Swastika-Ornamente aus der Ägäis gelangten durch Handel in das Mittlere Pharaonenreich (2137 bis 1781 v. Chr.) und wurden seit 1000 v. Chr. besonders in Nubien beliebt. Südlich der Sahara wurden jedoch nur wenige Swastiken gefunden. Die deutschen Forscher Leo Frobenius und Felix von Luschan belegten sie 1898 als Gravur auf Münzen oder Gewichten der Aschanti in Ghana, als Tätowierung einer Frau in Barundi (Uganda) oder als Amulett. Sie bestritten die Herkunft dieser Ornamente aus dem Mittelmeerraum und nahmen eine davon unabhängige Entstehung an.
In den Felsenkirchen von Lalibela in Äthiopien (erbaut um 1200) findet man viele Swastiken in Bodenmosaiken, Wand- und Säulenverzierungen. Manche haben kurvige Arme und lassen sich daher nicht von indischen oder römischen Vorbildern ableiten.

### Amerika

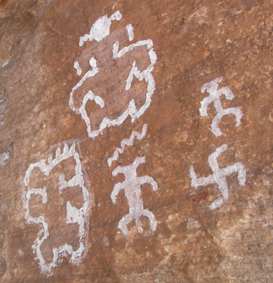
Piktogramme, Zion-Nationalpark, Utah
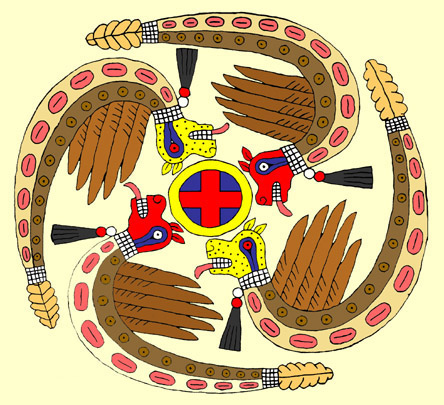
Donnervögel (Mississippi-Kultur)
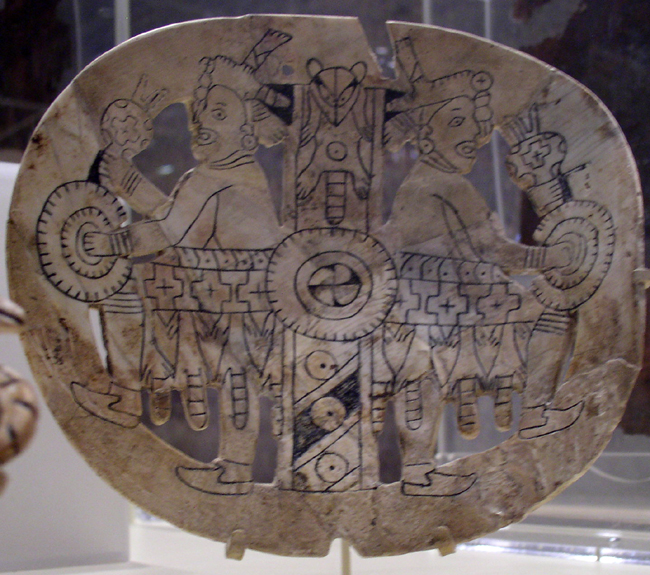
Schildkrötenpanzer (Mississippi-Kultur)
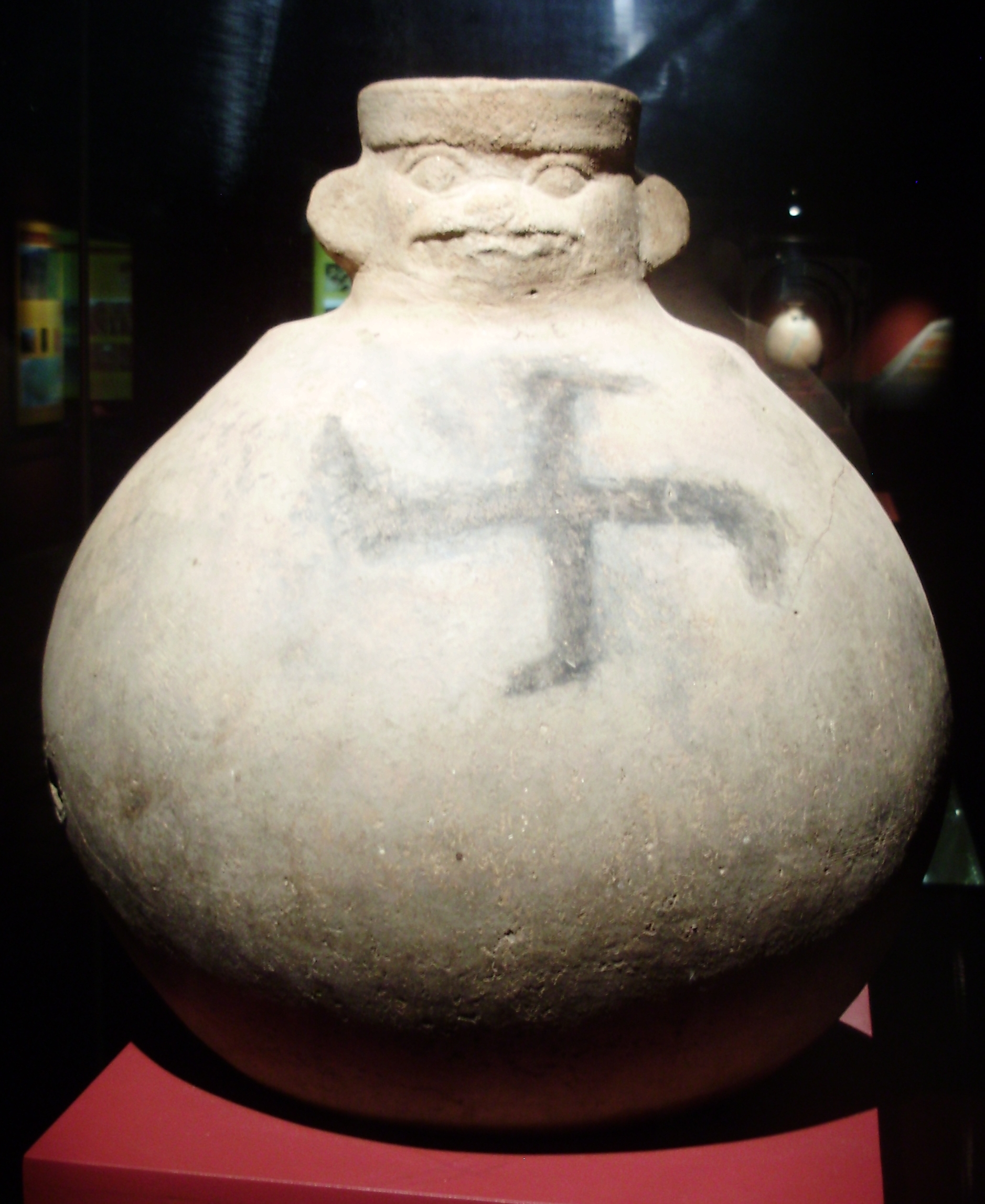
Sicán-Krug, Huaca-Rajada, Peru

Einige indigene Völker Amerikas dekorieren Gebrauchsgegenstände seit langem auch mit Swastiken. Die Navajo woben sie in die Muster ihrer Decken, Jacken und Teppiche ein, mit denen sie handelten. Andere Stämme übernahmen diesen Brauch auch für ihre Töpferei. Sie sahen die Swastika als Abbild der Rotation des Sternbilds Großer Bär um den Polarstern und Sinnbild einer mythischen Vorgeschichte: Darin seien vier Häuptlinge in jede Himmelsrichtung gesandt worden, um eine bessere Regierungsform als die eigene zu finden. Für die Hopi bildeten die Wander- und Rückwege ihrer Vorfahren eine große Swastika, die rechtsgerichtet der Bewegung der Erde, linksgerichtet der der Sonne entsprach.
Die Anasazi im Südwesten der heutigen USA zeichneten Bilder mit Swastiken in den Antilopenruinen. Sie gelten als älteste Beispiele in Nordamerika. Auch unter Felszeichnungen der Hohokam-Kultur im Süden Arizonas (300–1500) fanden sich dutzende Swastiken, für sich oder mit anderen Zeichnungen verbunden. Sie werden als Dekoration, nicht als religiöses Symbol gedeutet. Im Mississippi River Delta fand man auf Keramiken aus dem 13. Jahrhundert einheitlich stilisierte, stämmeübergreifende farbige Muster, darunter in Sonnenkreise integrierte Swastiken.
In einer der Pyramiden von Túcume der frühen Sicán-Kultur aus der Lambayeque-Zeit in Peru (≈750–1375) fand man einen Tonkrug mit einer mit Kohle gezeichneten Swastika.

## Forschungsgeschichte

### 19. Jahrhundert
Im 19. Jahrhundert nahm die Völkerkunde in Europa stark zu. Man entdeckte Swastiken in Indien, China, Japan, Kleinasien, Nordafrika und Amerika. Besonders Heinrich Schliemanns Funde und deren Deutung lösten eine Diskussion aus. 1872 verlangte der Antisemit Émile Burnouf in einem Brief an ihn: Die Swastika solle als Zeichen der „arischen Rasse“ betrachtet werden, das die Juden vollständig abgelehnt hätten. In seinem ersten Forschungsbericht (Trojanische Altertümer, 1874) behauptete Schliemann, die Swastiken aus Troja seien mit einer Swastika von der Bischofsinsel bei Königswalde (Erzgebirge) der Form nach identisch. Er folgerte daraus eine germanische Herkunft des Zeichens. Obwohl er kein Antisemit war, behauptete er in seinem Buch Ilios (1881): Die von ihm entdeckten Swastiken bewiesen, dass die ältesten Bewohner Trojas zur „arischen Rasse“ gehört hätten. Sie seien als die „heiligsten Symbole unserer arischen Vorväter“ von ungeheurer Wichtigkeit für die Archäologie. Dazu bildete er eine Göttinnenfigur aus Blei (nebenstehend) mit einer Swastika im Schamdreieck ab, obwohl diese auf dem Original fehlt. Damit schrieb er den trojanischen Swastiken eine religiöse und ethnische Bedeutung zu, obwohl die meisten sich auf alltäglichen, nicht kultischen Gegenständen befanden. Die Fälschung wurde 1902 aufgedeckt, als Schliemanns Sammlung in Berlin ausgestellt wurde.
Der Indologe Friedrich Max Müller widersprach Schliemann 1881 in einem von diesem erbetenen Aufsatz zur Swastika: Gleiche Formen bewiesen eine gemeinsame ethnische Herkunft in der Archäologie ebenso wenig wie gleiche Klänge eine gemeinsame sprachliche Herkunft in der Etymologie. Der britische Assyriologe Archibald Henry Sayce behauptete dennoch 1884 im Vorwort zu Schliemanns Werk Troja: „Wir“ (die Nordeuropäer) könnten Trojas Bewohner und die Griechen zur Zeit Agamemnons als „Brüder in Blut und Sprache“ begrüßen. Im Anhang behauptete der Journalist Karl Blind: Es sei nun klar bewiesen, dass die Trojaner zur „Rasse“ der Thrakier gehörten und diese von Goten und somit von Germanen abstammten.
Einige Autoren versuchten, eine indogermanische („arische“) Herkunft der Swastika mit eigenen Studien zu untermauern. So zeigte der polnische Bibliothekar Michael Zmigrodzki, ein Rassist und Antisemit, bei der Weltausstellung Paris 1889 Zeichnungen von 300 Objekten mit Gravuren, die er als Swastika oder angeblich davon stammendes Zeichen interpretierte und in Kategorien wie prähistorisch, pagan oder christlich einteilte. Zudem versuchte er, aus Schliemanns Funden einen angeblich ursprünglichen Idealtypus ohne ornamentale Details und Abweichungen herauszufiltern. Damit machte er dreidimensionale Gegenstände zu bloßen Trägern einer angeblich einheitlichen, direkt erkennbaren, besonderen und wiederholten grafischen Form. Sein erklärtes Ziel war, mit der Swastika eine prähistorisch verankerte, kontinuierliche kulturelle Überlegenheit der „Arier“ zu beweisen.
Gemäß der damaligen Popularität solcher Theorien nahmen das Museum für nationale Antiquitäten Frankreichs und das Museum für Frühgeschichte in Saint Germain seine Sammlung auf. Im August 1889 machte Zmigrodski die Swastika unter anderem bei einem Kongress für Anthropologie und prähistorische Archäologie zum Thema. Die meisten Teilnehmer vertraten die Arierthese, darunter Schliemann (Deutschland), Ludwig Müller (Kopenhagen), Burnouf, Sayce, Joseph Déchelette und Eugène Count Goblet d’Alviella (Frankreich). Sie missachteten dabei den jeweiligen Eigenkontext der Funde sowie afrikanische und amerikanische Belege, die vor allem Thomas Wilson (USA) präsentierte. So wurden der Swastika ähnelnde grafische Zeichen unterschiedlicher Kontexte zum isolierten, angeblich für sich sprechenden Erkennungsmerkmal der angeblichen Arierrasse konstruiert.
Die vermutete Herkunft der Arier aus Indien und Swastikafunde bei „Nichtariern“ widersprachen dem völkischen Rassenideal. Robert Philip Greg wollte die Swastika 1884 für die angebliche arische Rasse reservieren. Er behauptete, weder griechisch-ornamentale noch germanisch-religiöse Formen kämen bei Semiten vor. Karl Penka (Origines Ariacae, 1883; Die Herkunft der Arier, 1886) und Ernst Ludwig Krause (Tuisko-Land, der arischen Stämme und Götter Urheimat, 1891) stellten Nordeuropa als ursprüngliche Heimat hochgewachsener, hellhäutiger, blauäugiger und kämpferischer Arier dar. Diese, so Penka, hätten asiatische Völker unterworfen und seien nach Indien eingewandert. Damit kehrte er die gängige Einwanderungsthese um.
Thomas Wilson, Kurator für prähistorische Anthropologie der Smithsonian Institution, verfasste 1894 in deren Auftrag einen Bericht über den damaligen Forschungsstand zur Swastika. Darin belegte er ihre weite Verbreitung und wies die Annahme zurück, solche Zeichen unterschiedlicher Zeiten und Kontexte ließen sich auf eine gemeinsame Herkunft zurückführen und als Symbol einer bestimmten Religion, Mythologie oder Ethnie deuten. Er nahm ihre Ausbreitung vom Industal aus an.
Die Deutung der Swastika als Symbol prähistorischer „Arier“ drang seit Schliemanns Thesen dazu auch in die akademischen Diskurse der deutschen Altertumswissenschaft, Anthropologie, Kunstgeschichte und Volkskunde ein. Diese und andere Fachbereiche nahmen seit der Romantik ein „deutsches Volkstum“ mit eigenem „Nationalcharakter“ und eine „nordische Rasse“ an, die als „die Germanen“ die Vor- und Frühgeschichte Europas bestimmt habe. Einflüsse anderer Völker und Kulturen wurden dann oft als Degeneration beschrieben. Empirische Belege dafür wurden kaum geboten.

### 1900 bis 1945
Völkische, später auch nationalsozialistische Autoren knüpften an die bereits etablierte Arierthese an und behaupteten weiter eine nordeuropäische Herkunft der Swastika und ihre Bedeutung als „Heilszeichen“ der Arier. Seit 1917 erschienen dazu viele propagandistische und pseudowissenschaftliche Schriften, darunter:
- Ludwig Wilser: Das Hakenkreuz nach Ursprung, Vorkommen und Bedeutung (1917; viele Neuauflagen),
- Otto Grabowski: Das Geheimnis des Hakenkreuzes und die Wiege des Indogermanentums (1921),
- Karl Jaeger: Zur Geschichte und Symbolik des Hakenkreuzes (1921),
- Jörg Lechler: Vom Hakenkreuz. Die Geschichte eines Symbols (1921; 2. Auflage 1934); Sinn und Weg des Hakenkreuzes (1935),
- Gustaf Kossinna: Ursprung und Verbreitung der Germanen in vor- und frühgeschichtlicher Zeit (1926),
- Erwin Richter: Das Hakenkreuz als Führer zu altgermanischer Kultur: Ein Beitrag zur germanischen Wiederentdeckung (1931),
- Herman Wirth: Was heißt deutsch? Ein urgeistesgeschichtlicher Rückblick zur Selbstbesinnung und Selbstbestimmung (1931; 1934); Vom Ursprung und Sinn des Hakenkreuzes (1933),
- D. Bernardi: Das Hakenkreuz (7. Auflage 1933),
- Wilhelm Scheuermann: Woher kommt das Hakenkreuz? (Berlin 1933),
- Engelbert Huber: Das ist Nationalsozialismus: Organisation und Weltanschauung der NSDAP: mit zwei Tafeln Abbildungen der Abzeichen (1933),
- Theobald Bieder: Das Hakenkreuz (2. Auflage 1934),
- Eugen Fehrle: Das Hakenkreuz: von seinem Sinn und seiner Geschichte (1935),
- Friedrich Langewiesche: Sinnbilder germanischen Glaubens im Wittekindland (1935),
- Karl Theodor Weigel: Runen und Sinnbilder (1935),
- Walter Heinzel: 5000 Jahre Hakenkreuz. Vom altnordischen Sonnezeichen zum Symbol des ewigen Deutschlands (1941).

Ludwig Wilser war seit 1885 mit unwissenschaftlichen Thesen zu Runen hervorgetreten und hatte eine „Urschrift“ germanischen Ursprungs behauptet. Als selbsternannter „Rassenforscher“ popularisierte er die These, die Swastika sei eine germanische Rune. Wilhelm Scheuermann beschrieb diese als Fruchtbarkeitssymbol, wobei er sich auf die Bleifigur aus Troja mit gefälschtem Swastikazeichen berief, und als militärisches Wappen nordeuropäischer Arier, die Troja in frühgeschichtlicher Zeit erobert hätten. Engelbert Huber dagegen räumte offen fehlende historische Belege für die antisemitische Deutung des Hakenkreuzes ein. Erst die Völkische Bewegung habe es für ihre Ziele so gedeutet und dabei vorausgesetzt, dass es aus Indien stamme. Das sei inzwischen widerlegt. Seine ursprüngliche Bedeutung sei unbekannt, jedoch werde einhellig ein Zusammenhang mit dem Sonnenkult angenommen. Autoren, die von einer „germanischen Kontinuität“ vom Altertum bis zu ihrer Gegenwart überzeugt waren, führten dazu nur wenige Belege an, darunter die Swastika, deren germanische Herkunft sie voraussetzten.
Die weitgehend spekulative „Sinnbildforschung“, die um 1900 entstand, war Teil der Völkischen Bewegung. Ab 1933 förderte das NS-Regime sie stark, um die Massenwirkung der NS-Propaganda durch Rückgriff auf altgermanische Symbolik zu verstärken und das eigene Parteiabzeichen zum Symbol der völkischen Einheit und Ganzheit und zum quasi-religiösen Kultobjekt zu machen. Die Deutung der Swastika als kontinuierliches germanisches Sonnensymbol gab diesem Streben eine pseudowissenschaftliche Legitimation.
Einige „Sinnbildforscher“ vertraten konkurrierende Theorien und wetteiferten ab 1933 um die politische Anerkennung ihrer Position. So erklärte Karl Theodor Weigel, die Bedeutung der Runen könne erst geklärt werden, wenn Herkunft und Abstammung der Rasse geklärt seien, aus deren „Blut und Boden“ sie zweifellos stammten. Eugen Fehrle dagegen behauptete, das Hakenkreuz sei das „arische führende Fossil“ unter den vielen Sonnensymbolen und verkörpere das ewige „Stirb und Werde“. Es sei „wie ein Stern, der uns den Weg weist“. Die germanischen Symbole seien nie nur dekorativ, spielerisch und zweckmäßig, sondern drückten immer „Einheit mit den ewigen Mächten des Lebens“ aus. Das NS-Regime förderte diese Konkurrenz gezielt durch verschiedene Institute, da alle Varianten der Kontinuitätsthese den eigenen machtpolitischen Absichten entgegenkamen. Der „Reichsführer SS“ Heinrich Himmler erklärte: Es sei ihm gleich, welche Theorie über die Vorgeschichte der Germanen wahr sei. Da Forscherhypothesen ständig wechselten, könne die NSDAP auch eine These aufstellen, die der Forschung widerspreche. Wichtig sei nur, dass die Forscher den Stolz des deutschen Volkes stärkten; dazu würden sie bezahlt.
Dazu richtete Himmler 1935 die „Forschungsgemeinschaft Deutsches Ahnenerbe“ ein, als deren Mitgründer er den Pseudoarchäologen Herman Wirth berief. Dieser hatte die Swastika seit 1931 zum Merkmal einer matriarchalischen Erlösungsreligion erklärt, die auf Atlantis geherrscht und etwa in Megalithgräbern und skandinavischen Felsbildern Spuren hinterlassen habe. Mit ausgedehnten Projekten, etwa zu den Felsritzungen von Tanum, versuchte er diese Fiktion zu untermauern, fand aber selbst bei anderen Nationalsozialisten kaum Anerkennung. Wirth gab die Swastika auch als Beleg für eine Abstammung der Hopi, mexikanischer und peruanischer Indios von der angeblichen nordisch-atlantischen Herrenrasse aus. Himmler unterstellte die Deutsche Tibet-Expedition Ernst Schäfers von 1938 dem „Ahnenerbe“, um prähistorische Studien zu treiben, Rassenvergleiche anzustellen und die Tibeter eventuell als Verbündete gegen Großbritannien zu gewinnen. Dahinter stand die Annahme, die tibetische Swastika weise auf Nachkommen angeblicher Arier in Tibet hin.

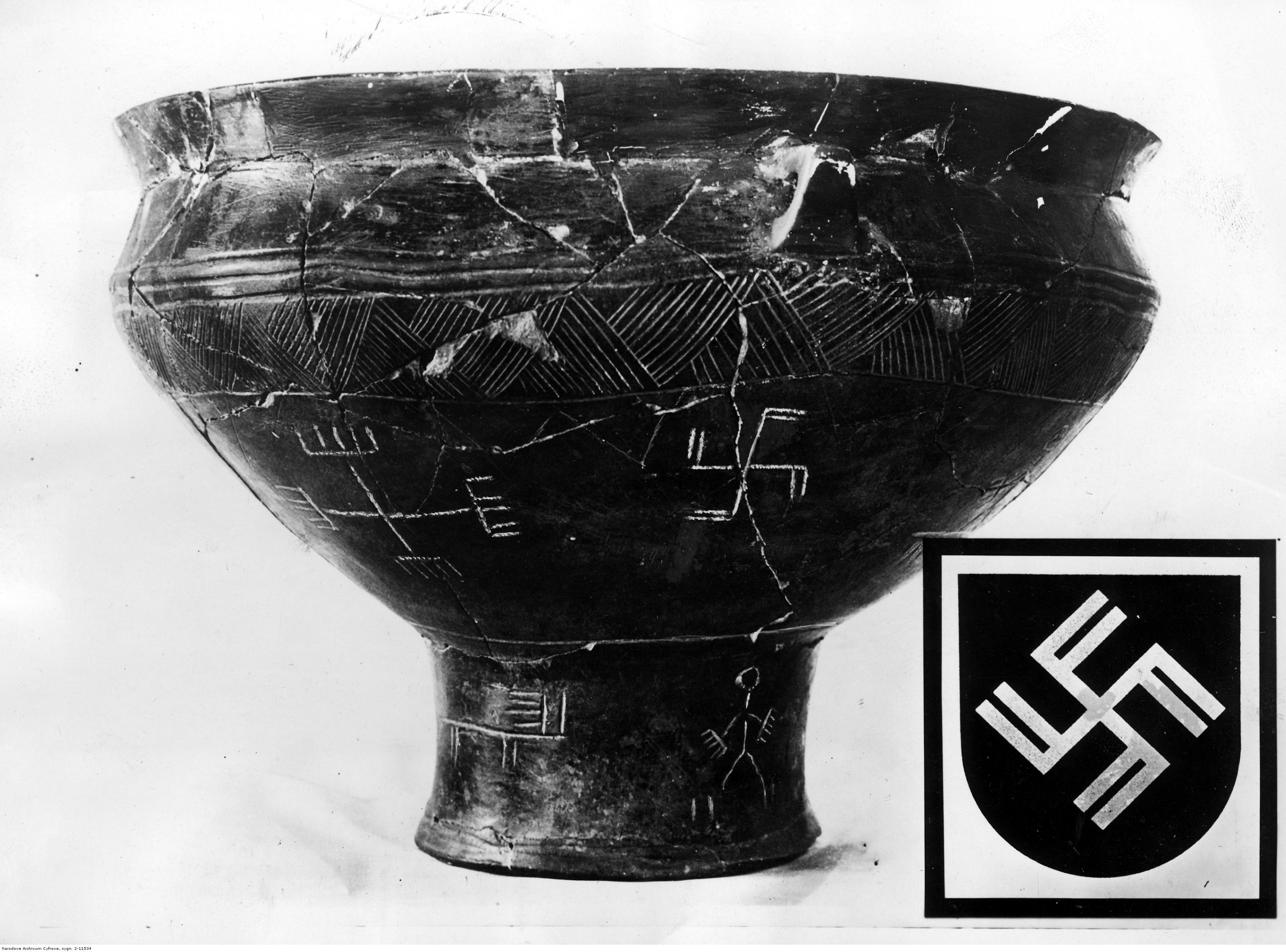
Für NS-Propaganda benutzte Urne des 3./4. Jahrhunderts mit doppelhakiger Swastika, Łódź

 Die Nationalsozialisten benutzten archäologische Funde in Polen, um ihre Gebietsansprüche und „Germanisierung“ zu legitimieren. Der sächsische Archäologe Walter Frenzel benutzte eine Swastika im Museum von Łódź für ein neues Wappen der in „Litzmannstadt“ umbenannten Stadt.
Nur wenige Forscher der NS-Zeit widersprachen der rassistischen Deutung der Swastika. Der britische Archäologe William Norman Brown verwies dazu auf Funde in Harappa (The Swastika: A Study of the Nazi Claims of Its Aryan Origins, 1933). Der Linguist und Religionswissenschaftler Jan de Vries, ein Mitarbeiter des „Ahnenerbes“, bezweifelte in der ersten Auflage seiner „Altgermanischen Religionsgeschichte“ (1935–1937) die These einer Kontinuität und nordischen Heimat der Germanen. Germanische Swastiken der Bronzezeit hätten sich zufällig aus der Spiralornamentik entwickelt. Swastiken der Eisenzeit seien aus Asien über Südosteuropa nach Mitteleuropa gelangt. Nationalsozialistische Rezensenten kritisierten dies. Der Volkskundler Otto Lauffer bezeichnete den NS-„Sinnbildforscher“ Langewiesch 1937 in einer Fachzeitschrift ironisch als „Deutobold Symbolizetti Allegorowitsch Mystifizynski“. Ohne rationale Prüfung ihrer Thesen mache sich die deutsche Symbolforschung international lächerlich.
Der Psychoanalytiker Wilhelm Reich erklärte 1930, die Swastika habe ursprünglich den Geschlechtsverkehr zweier Menschen, später die menschliche Arbeitskraft symbolisiert, die ihrerseits nur eine Form von Sexualität sei. Weil die Swastika an unbewusste Triebe appelliere, sei sie ein massenwirksames Hilfsmittel des Faschismus geworden. Er berief sich dazu auf Herta Heinrich (Hakenkreuz, Vierklee, Granatapfel, Zeitschrift für Sexualwissenschaft, 1930), Percy Gardner (Ares as Sun-God, 1880), John Loewenthal und andere. Dabei setzte er ebenfalls ahistorisch eine einheitliche, originale, versteckte Bedeutung verschiedener Swastika-Abbilder voraus. Der Tiefenpsychologe Carl Gustav Jung sah 1936 die Swastika und den römischen Liktorenbündel als Archetypen, die ein kollektives Unbewusstes ausdrücken. Ihre Verwendung im Faschismus sah er als Wiederbelebung von gefährlichen Triebkräften, die schon die mittelalterlichen Judenpogrome bewirkt hätten.

### Seit 1945
Ab 1945 trat die volkskundliche Symbolforschung zurück. Jüngere Volkskundler und Philologen wie Fritz Paul verwarfen sie als nicht fortsetzbar und kritisierten ihre Methodik scharf: Sie habe Funde ganz unterschiedlicher Zeiten und Völker „durch oft zügelloses Analogisieren in ein willkürliches, allegorisches oder symbolisches Sinngefüge“ gebracht. Germanisten wiesen die These einer „germanischen Kontinuität“, für die auch die Swastika angeführt worden war, als sachfremd zurück. Hermann Bausinger, Wolfgang Brückner, Hans Moser und andere zeigten, dass äußerlich identisch geformte Zeichen und Objekte nur in ihrem Eigenkontext richtig zu deuten sind und historische Kontinuität nur bei gleichen Aktoren, gleichem Kulturraum, gleicher Funktion und Bedeutung anzunehmen ist. Daher hielt Rolf Wilhelm Brednich die ältere Forschung zur Swastika für großenteils unwissenschaftlich: Sie habe den Eindruck einer breit belegten germanischen Kontinuität nur dadurch erreicht, dass sich völkische Wissenschaftler laufend gegenseitig zitiert hätten und vom NS-Regime gefördert worden seien. Gleichwohl behaupten populärwissenschaftliche Autoren oft weiter, die Swastika sei ein prähistorisches kultisches Symbol der (Indo-)Germanen und besitze archetypische Kraft.
Einige der am „Ahnenerbe“ beteiligten Forscher blieben nach 1945 fachlich anerkannt, so Jan de Vries. Er beschrieb die Swastika (die er „Hakenkreuz“ nannte) 1957 als Teil „fremdartiger“ Kultureinflüsse auf die Germanen. Sie habe sich seit 2500 v. Chr. von der Induskultur nach Kreta, Griechenland und Italien verbreitet und sei dabei zu einem rein dekorativen Muster „herabgesunken“. Weil sie bei „semitischen Völkern“ ganz fehle, sei sie wahrscheinlich auf indogermanische Kultur zurückzuführen. Die Germanen könnten sie in der Jungsteinzeit aus Thrakien und Mazedonien erhalten haben. In der Mäanderornamentik (1./2. Jh.) und als spiralige Form auf Töpfen und Hängegefäßen der späten Bronzezeit sei sie wohl ein „reines Schmuckmotiv“ gewesen. Erst in der Eisenzeit habe sich die rechtwinklige Form durchgesetzt, erst ab dem 4. Jahrhundert komme sie auf einer Urne als Sinnbild vor. Sie sei eine Variante des zuvor üblichen Sonnenrades, später auch ein magisches Glückszeichen und ein religiöses Symbol, oft mit dem Gott Thor verbunden.
Horst Junginger kritisierte, de Vries habe in seinem Artikel „Hakenkreuz“ für die protestantische Enzyklopädie Religion in Geschichte und Gegenwart (3. Auflage 1959) dessen Gebrauch in der NS-Zeit nicht erwähnt.
Laut Morten Hegewisch vermieden Volkskundler wie Ernst Grohne oder Archäologen wie Rolf Hachmann nach 1945, neuere germanische Swastikafunde überhaupt zu deuten. Dies habe dazu beigetragen, sie weiter ungeprüft als Sonnensymbole einzustufen. So verwies das Reallexikon der Germanischen Altertumskunde (2005) bei den Stichworten „Hakenkreuz“ und „Swastika“ auf „Sonnensymbol“. Der Autor Andreas Nordberg stellt die uneinheitliche Bedeutung und mögliche rein dekorative Funktion europäischer Swastiken dar, wobei die Swastika als Sonnensymbol die rollende Sonne abgebildet haben könne. Hegewisch zufolge zeigt der Befund, dass die germanischen Formen die römischen Hakenkreuzfibeln infolge der Romanisierung nachahmten und beide keine erkennbare kultische Bedeutung hatten. Kelten, Römer und Germanen hätten andere Muster viel häufiger als die Swastika und auch diese oft nur dekorativ verwendet. Bezüge zu einzelnen Gottheiten ließen sich allenfalls bei Einzelfunden vermuten, aber nicht ohne weitere analoge Belege verallgemeinern.

## Religiöser Gebrauch

### Hinduismus

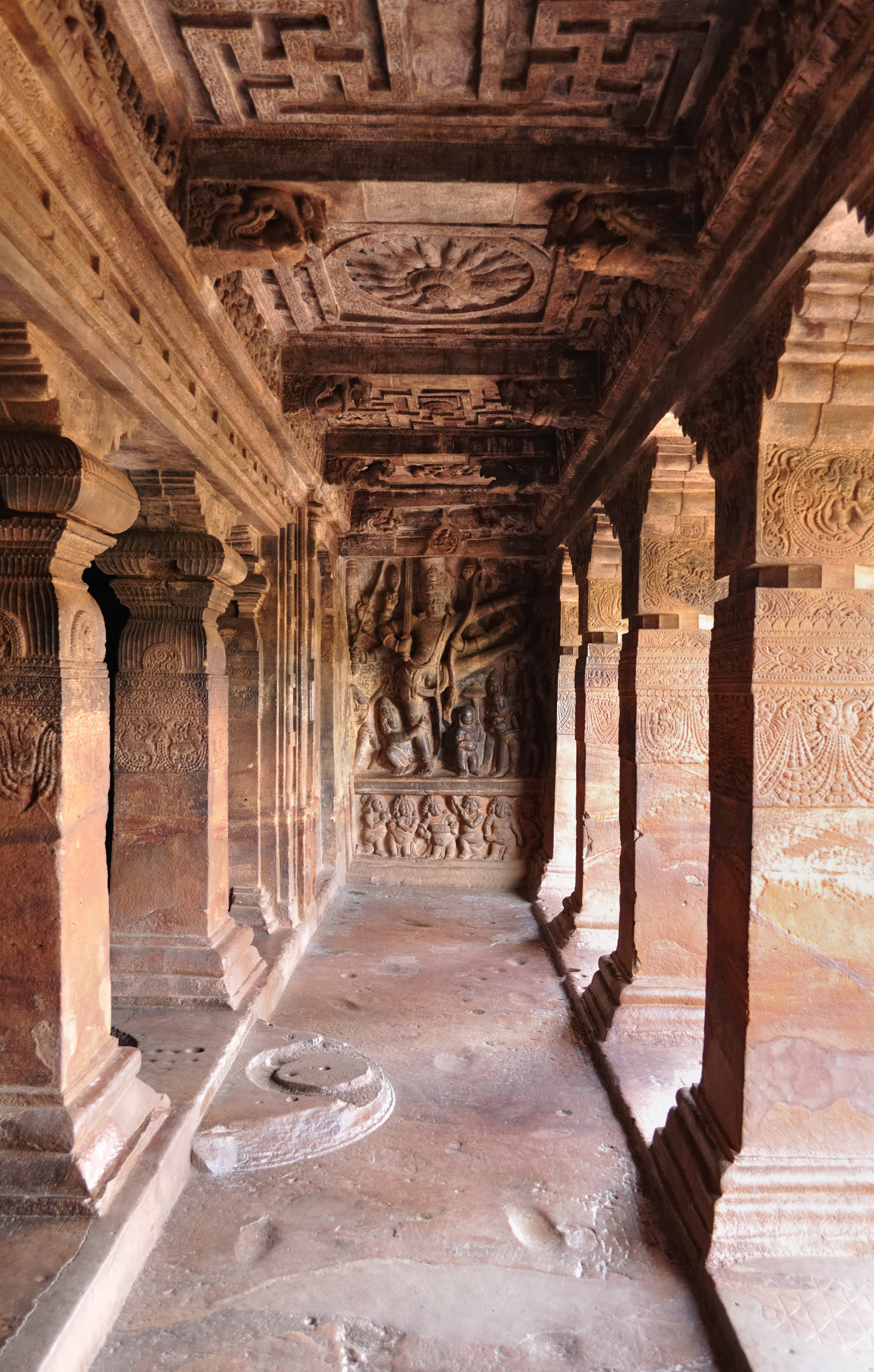
Decke im Felshöhlentempel in Badami für den Gott Vishnu (um 580)
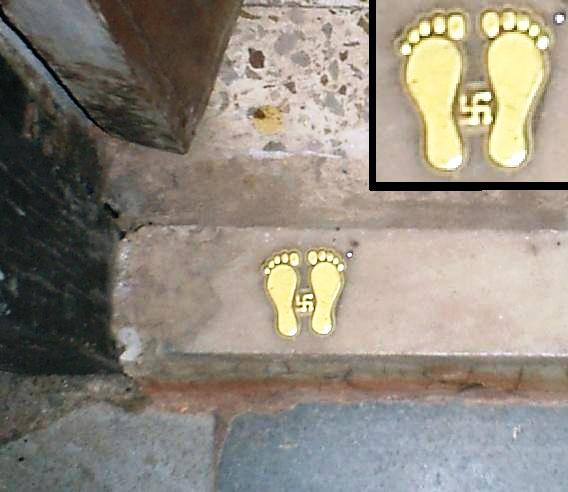
Türschwelle am Tempeleingang, Ambernath
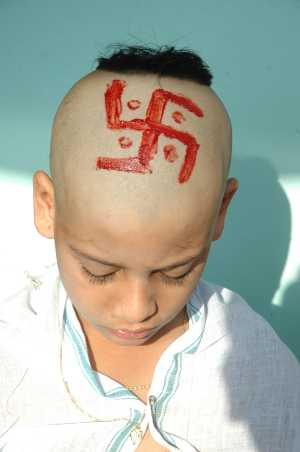
Kopfbemalung eines Jungen
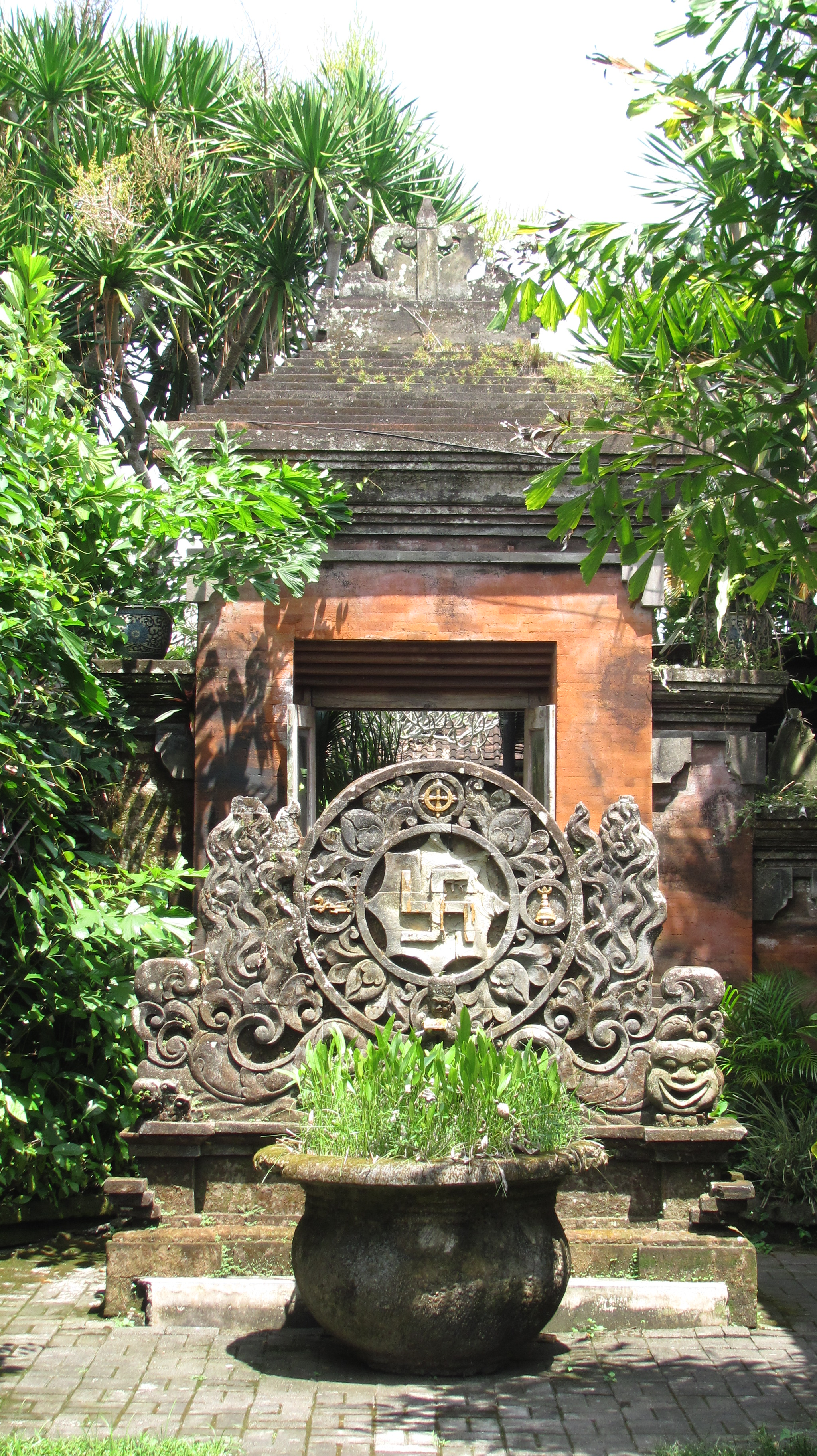
Swastika vor dem Tempel Pura Majaran Agung in Ubud auf Bali

Im Hinduismus ist die Swastika das wichtigste Symbol nach dem Om. Nach der Lehre (Dharma) der Veden wird die Figur als abstraktes Abbild von vier Radspeichen, deren Haken Rotation nahelegen, oder von zwei quer übereinander gelegten Stöcken zum zeremoniellen Feueranzünden (Yajna) aufgefasst. Oft ist sie mit vier Punkten, je einem in jedem Winkel, verbunden. Sie symbolisiert den ewigen Kreislauf von Geburt und Tod (Samsara) und gilt als Zeichen der Reinkarnation. Sie wird darum zu Beginn fast aller religiösen Feiern verwendet. Sie symbolisiert allgemein die Kraft und rotierende Vorwärtsbewegung der Sonne und bedeutet Freude, Licht und Leben. Sie markiert in den Veden den Sonnengott Surya, in den Puranas das Chakra des Gottes Vishnu und einen der acht Yoga-Sitze. Sie wird auch als Zeichen des Gottes Ganesha verehrt. Die rechtsgewinkelte Form gilt als glückverheißend und wird bei Hochzeiten, Festen für die Glücksgöttin Lakshmi und anderen Freudenfesten verwendet. Die seltenere linksgewinkelte Form heißt auf Sanskrit Sauvastika, wird dem weiblichen Aspekt der Gottheit zugeordnet und dreht sich nach indischer Auffassung gegen den Uhrzeigersinn. Manchmal wird dieser Form negative Wirkung zugeschrieben: Sie sei Symbol der Göttin Kali und stehe für Sonnenuntergang, Niedergang des Lebens, Nacht, Unheil und Tod.

Die Swastika, eines der meistverwendeten Symbole des Jainismus

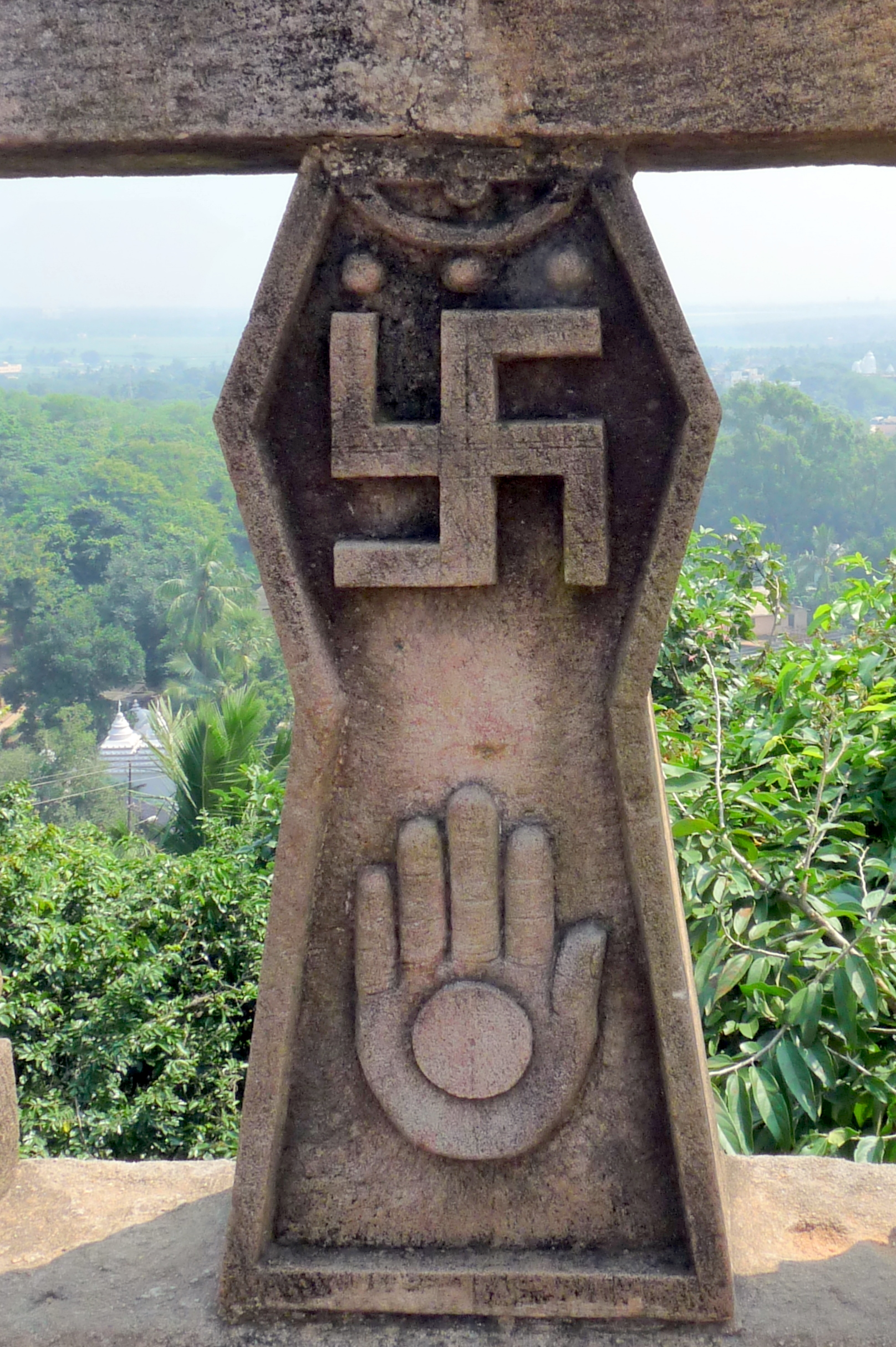
Symbol des Jainismus als Skulptur bei Udayagiri und Khandagiri

### Jainismus
Im Jainismus, der sich auf Mahavira (5. Jahrhundert v. Chr.) zurückführt, spielt die Swastika eine zentrale Rolle. Sie repräsentiert wie im Hinduismus Samsara, hier zudem die vier Stufen der Existenz: Götter, Menschen, Tiere und Unterwelt. Sie ist das Symbol des siebten von 24 „Furtbereitern“ (Tirthankara). Die vier Arme stehen auch für die vier Gruppen der Jains (Mönche, Nonnen, männliche und weibliche Laien) und die vier unendlichen Merkmale der Seele (Wissen, Wahrnehmung, Glück, Energie). Das seit 1974 von allen Jains akzeptierte Symbol des Jainismus fasst dessen Lehren zusammen.

### Buddhismus

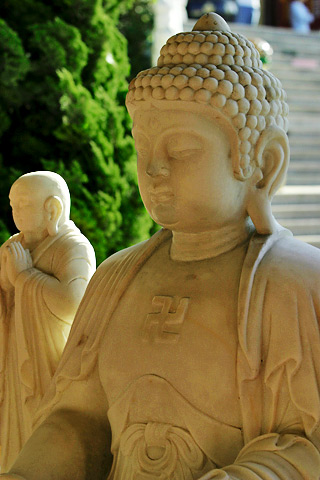
Buddhastatue mit Brust-Swastika
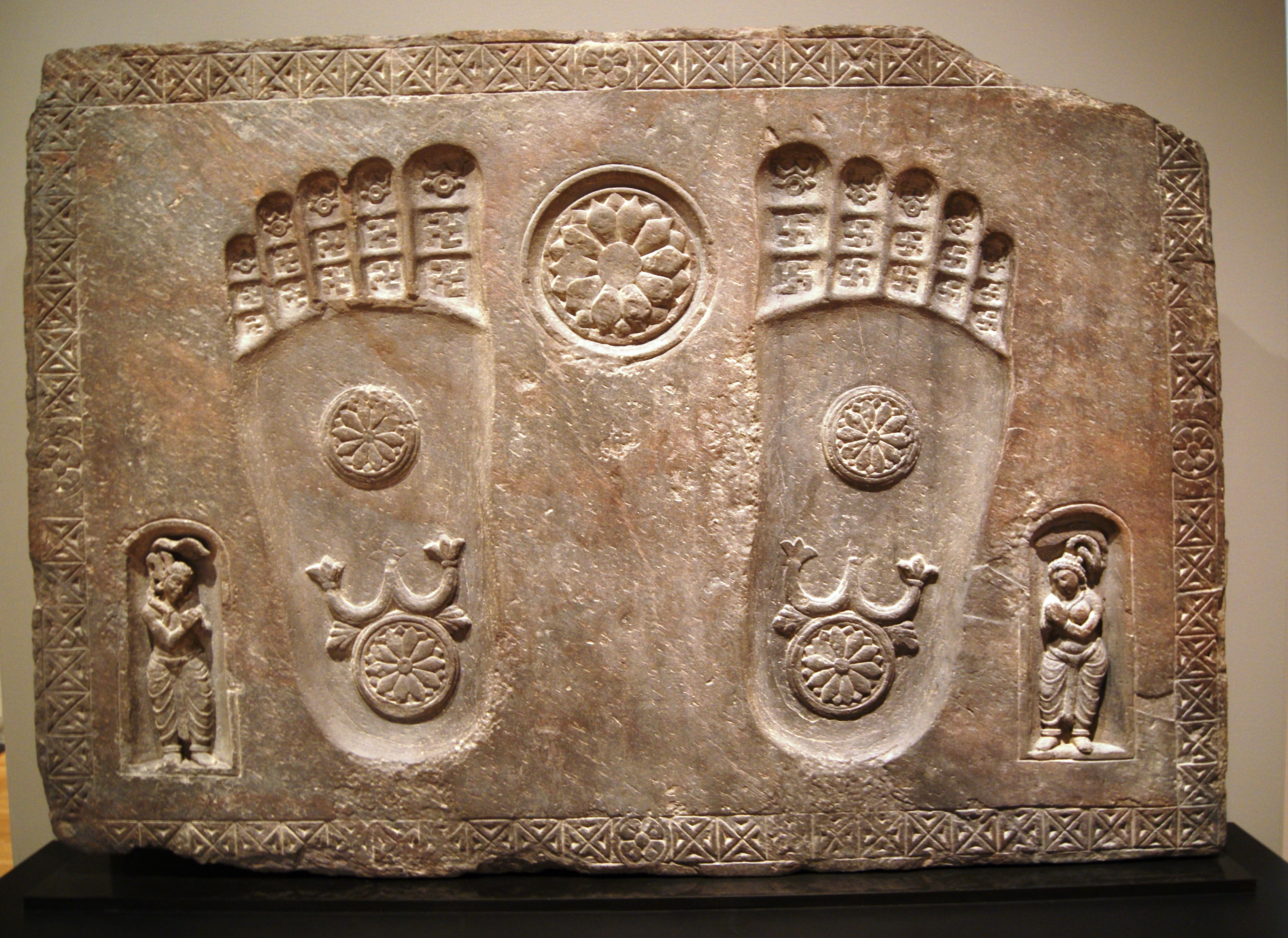
Fußabdrücke des Buddha, 2. Jahrhundert
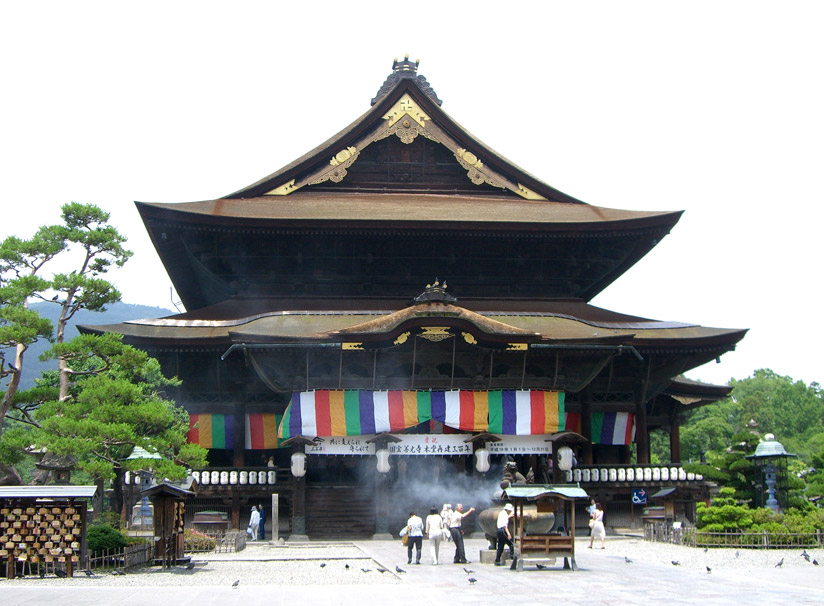
Giebel des Tempels Zenkō-ji, 6./7. Jahrhundert
Kartensymbol in Japan

Schon die vorbuddhistische Bön-Religion kannte die Swastika. Der Berg Kailash, dessen Umrundung man erlösende Kraft zusprach, hieß dort auch „Swastika-Berg“. In der Mongolei erscheint die linksgewinkelte Form als Gravur in Felszeichnungen und Hirschsteinen seit 200 v. Chr. oft.
Im Buddhismus in Tibet symbolisiert die linksgewinkelte Swastika Festigkeit, Ausdauer und Beständigkeit. In China heißt sie wan und gilt als Anhäufung von Glückszeichen mit zehntausend Wirkungen. In der chinesischen Ikonographie symbolisiert sie Fülle, Überfluss, Wohlstand und langes Leben. Als chinesisches Schriftzeichen steht sie (chinesisch 卍, 卐, Pinyin wàn) für die Myriade (10.000) bzw. die Unendlichkeit. Sie wird oft mit dem Zeichen fu für Fledermaus kombiniert und bedeutet dann „zehntausendfaches Glück“. Kaiserin Wu Zetian (625–705) erklärte eine Swastika in einem Kreis zum Zeichen für „Sonne“.
Im Buddhismus in China symbolisiert sie das Siegel des Herzens Buddhas oder die Buddha-Natur. Sie erscheint in der Song-Dynastie (960–1276) auch auf Brust, Handteller oder Fersen von Buddha-Statuen, nicht wie in Indien nur auf der Stirn. Vermutet wird dabei ein Einfluss des Nestorianismus in China, dessen Anhänger christliche Kreuze auf Stirn und Brust trugen. In nestorianischen Kunstwerken symbolisiert die Swastika die sich drehende Sonne, das Feuer oder das Licht. Eine Swastika verziert die Dachgiebel vieler historischer Gebäude, besonders buddhistische Tempel. Auf Landkarten zeigt sie deren Lage.

Sayagata-Stoffmuster

In Japan ist die linksgewinkelte Swastika auf Brust, Füßen oder Händen von Buddhastatuen und an Buddhatempeln oft zu sehen. Auf Landkarten und Stadtplänen markiert sie deren Standort. Sie wird als Weitergabe der Buddha-Natur gedeutet. Das japanische Schriftzeichen für sie heißt manji (japanisch 卍, ursprünglich 卍字 oder 万字, dt. ‚10.000er-Zeichen‘). Es wird meist nach links gewinkelt dargestellt. Die nach rechts gewinkelte Form heißt gyaku manji (逆卍, ‚umgedrehtes Manji‘) oder migi manji (右卍, ‚Rechts-Manji‘). Solche Zeichen werden auch für regelmäßige Muster verwendet, die manjimon (万字文). Darunter sind das manjitsunagi (万字繋), das mehrere Swastiken gleicher Richtung waagerecht oder gekippt miteinander verbindet, oder das sayagata (紗綾形) auf Stoffen aus der Edo-Zeit: Es verbindet die Enden von linken und rechten Swastiken mit Linien.
In allen vom Theravada-Buddhismus geprägten asiatischen Staaten (Burma, Kambodscha, Laos, Sri Lanka, Thailand) markiert die Swastika Buddhas „Fußspuren“. In manchen dieser Staaten ist eine linksgerichtete Swastika auf Verpackungen aufgedruckt, um die streng vegetarische Herstellung der Lebensmittel darin anzuzeigen.

### Andere

Falun Gong
Red Swastika Society
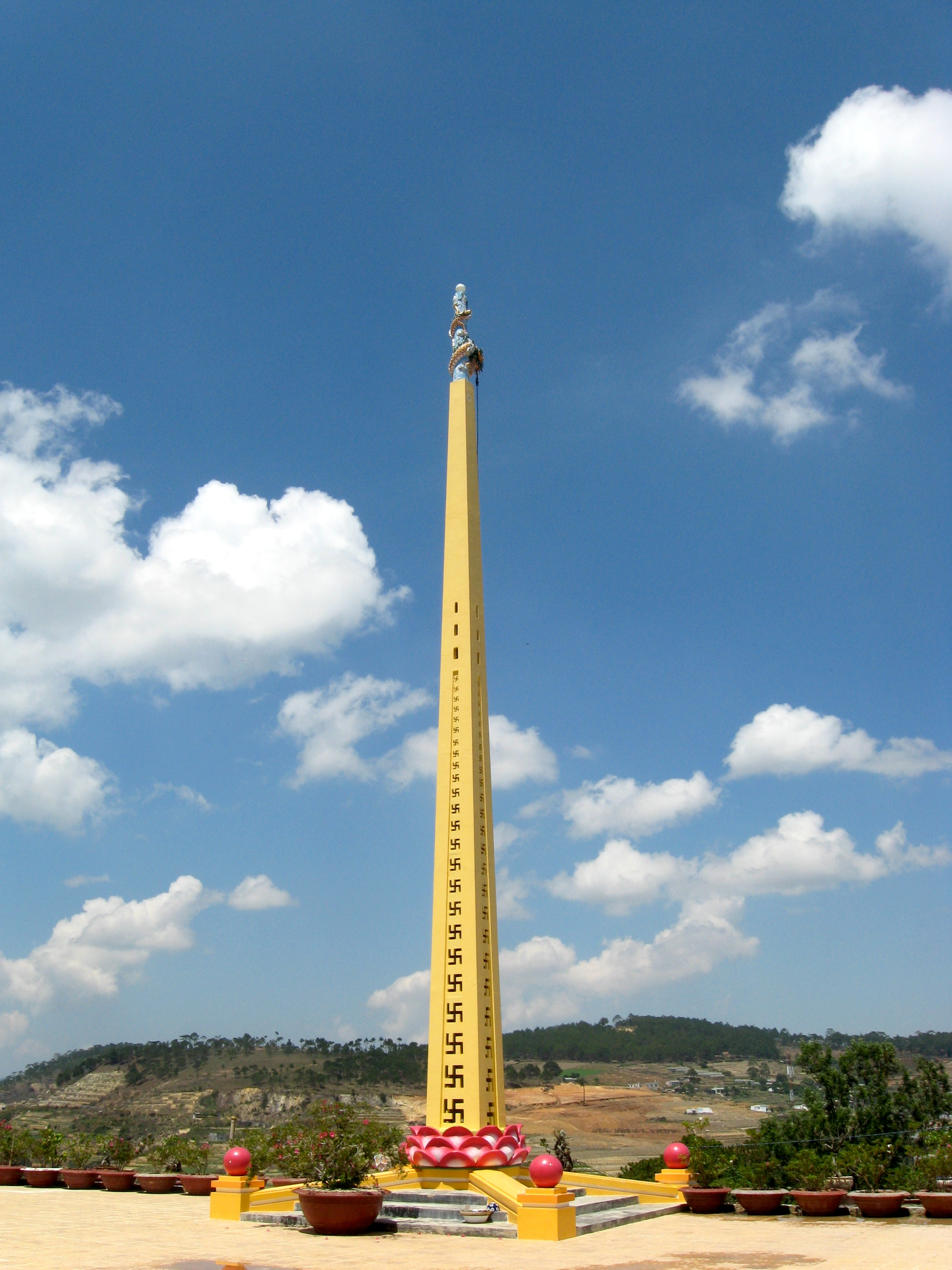
Stele am Cao-Dai-Tempel in Đà Lạt
Rael-Bewegung

Das Symbol der Falun Gong aus China wird srivatsa genannt und zeigt eine linksgerichtete goldene Swastika, umgeben von je vier weiteren Swastiken und Symbolen des Yin und Yang in einem kreisförmigen Ring. Die Vertreter betonen seine positive Bedeutung in Übereinstimmung mit indischer und chinesischer Tradition und grenzen es vom nationalsozialistischen Hakenkreuz ab.
Vertreter der synkretistischen Religion Daoyuan (gegründet 1921) gründeten 1922 die Gesellschaft Rote Swastika, um den Weltfrieden zu fördern und akute Katastrophenhilfe zu leisten. Sie wuchs bis 1937 zu einer mit dem Roten Kreuz vergleichbaren internationalen Hilfsorganisation, die besonders nach dem Massaker von Nanjing half.
Die synkretistische Religion der Cao Dai in Vietnam (gegründet 1926) übernimmt Symbole mehrerer Religionen, darunter eine buddhistische linksgerichtete Swastika.
Der 1973 gegründete Raelismus verwendet das Symbol einer Swastika in einem Davidstern. Der Gründer Claude Vorilhon will es auf einem UFO von Außerirdischen gesehen haben. Seine Anhänger tragen es als Medaillon. Nach Protesten von Juden änderte Vorilhon das Symbol zur Form einer Blüte ab. Gleichwohl treten die Raelianer für eine weltweite Akzeptanz der Swastika ein, die sie als Zeichen einer von Außerirdischen gestifteten humanen Intelligenz deuten. Jedoch führten Demonstrationen mit Swastikafahnen in einigen Fällen zu Festnahmen. 2009 erklärte der Gründer den 23. Juni daher zum jährlichen „Swastika-Rehabilitations-Tag“.

## Nichtreligiöser Gebrauch

### Heraldik

Wappen von Leonard Chamberlayne, 1394
Wappen der Familie Boreyko, Polen, 14./15. Jh.
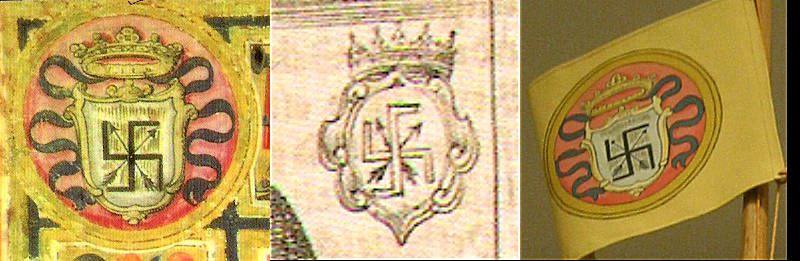
Wappen des Samurai Hasekura Tsunenaga, 16./17. Jh. (europäische Darstellungen)
Familienwappen der Hachisuka
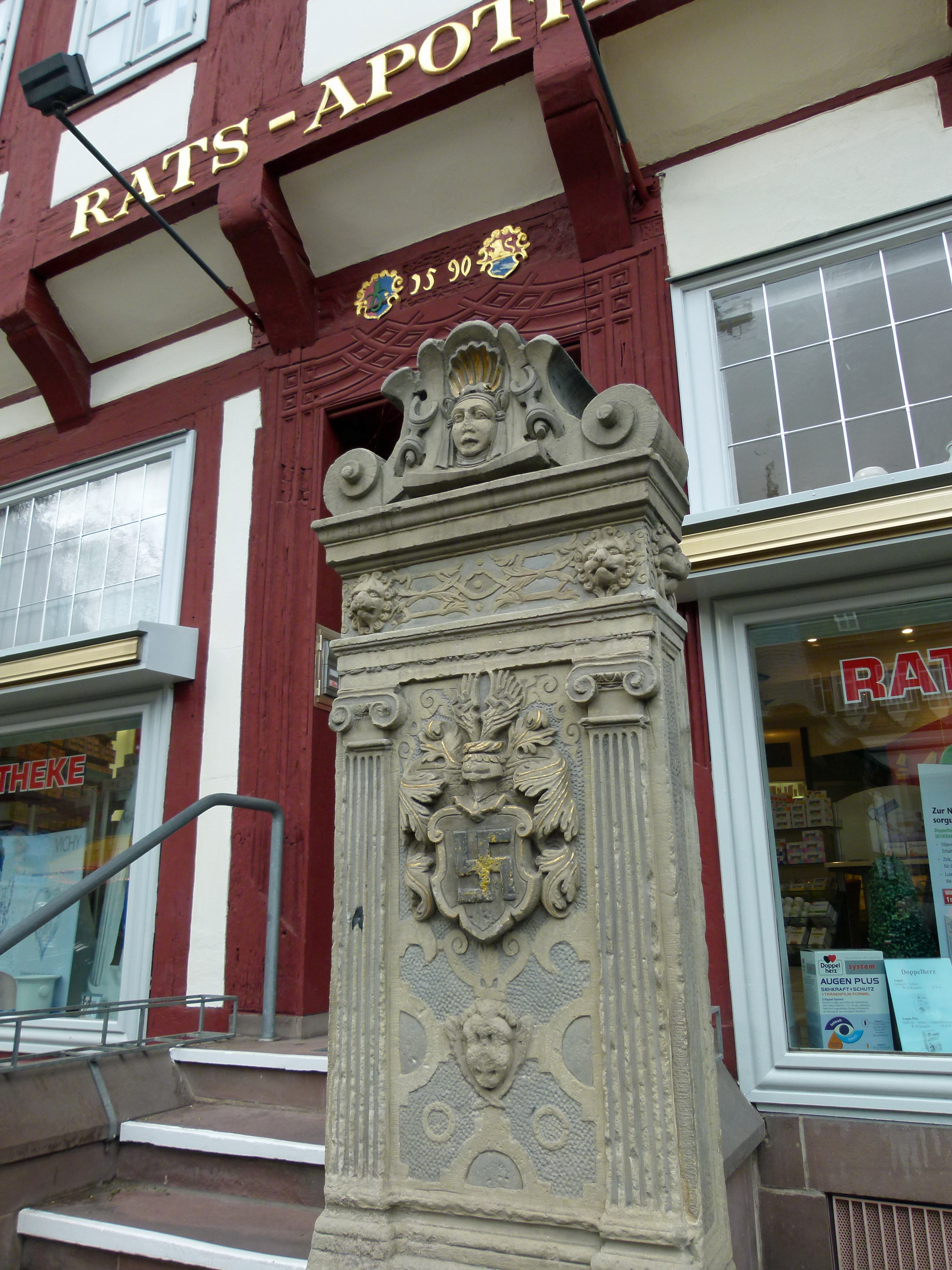
Wappen der Adelsfamilie Raven an der Ratsapotheke Einbeck (~16. JH)

Seit der Frühen Neuzeit machten Fürsten, Städte und Adelsfamilien Europas vielfältige Kreuzesformen zum Bestandteil ihrer Wappen, darunter auch einige der Swastika ähnliche Formen. Wappen mit dem fylfot von der britischen Insel wurden in der Heraldik des 19. Jahrhunderts normiert.
Seit dem 15. Jahrhundert integrierten einige japanische Adelsfamilien die Swastika in ihre Wappen (Mon), so die Hachisuka und Nobuhira Tsugaru (1586–1631). Seit 1900 steht sie im Wappen der Stadt Hirosaki.
Das mittelalterliche Wappen der Patrizierfamilie Raven enthielt ein Hakenkreuz. Das Ehepaar Heinrich Becker und Dorothee Raven stifteten es der Marktkirche St. Jacobi (Einbeck) im Januar 1640 als Holzepitaph.

### Populäres Glücks- und Werbungszeichen

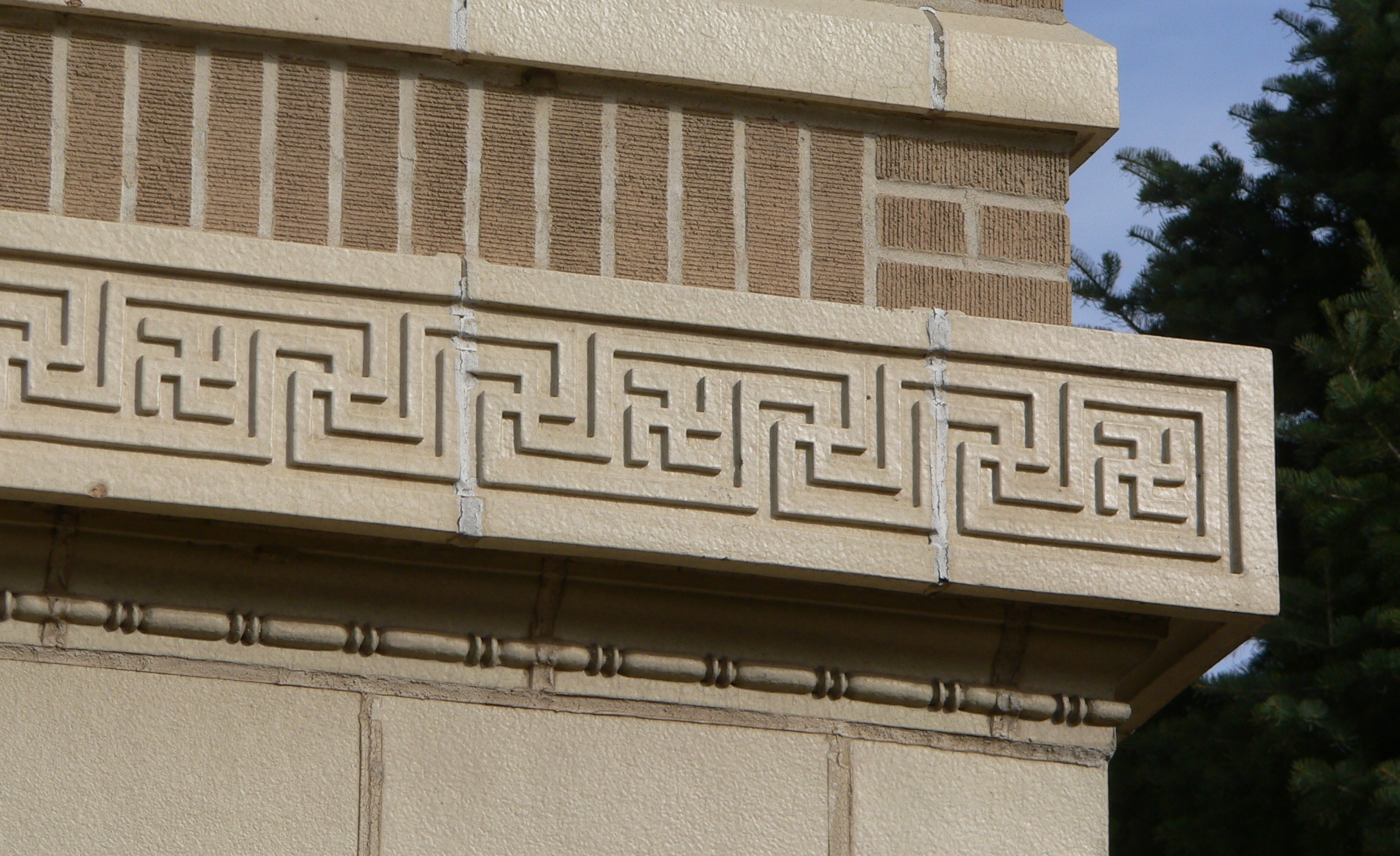
Ornament an Gerichtsgebäude, Falls City, Nebraska
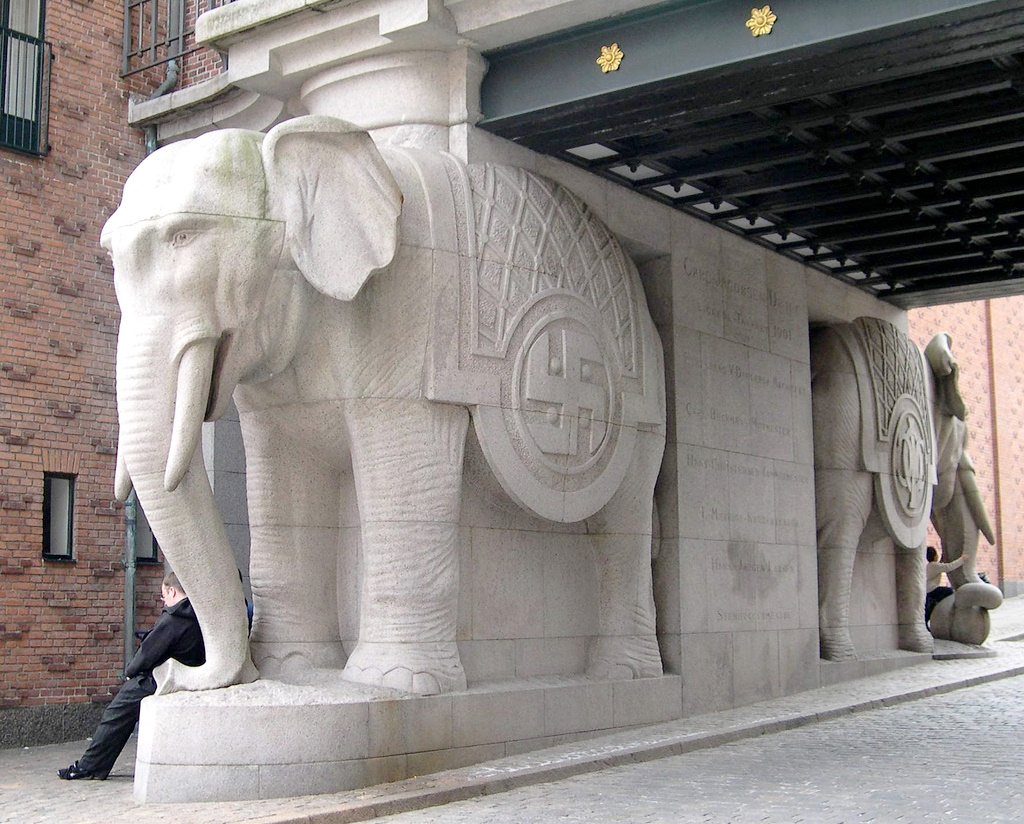
Elefantentor der Brauerei Carlsberg, 1901
Buch-Logo von Rudyard Kipling, 1911
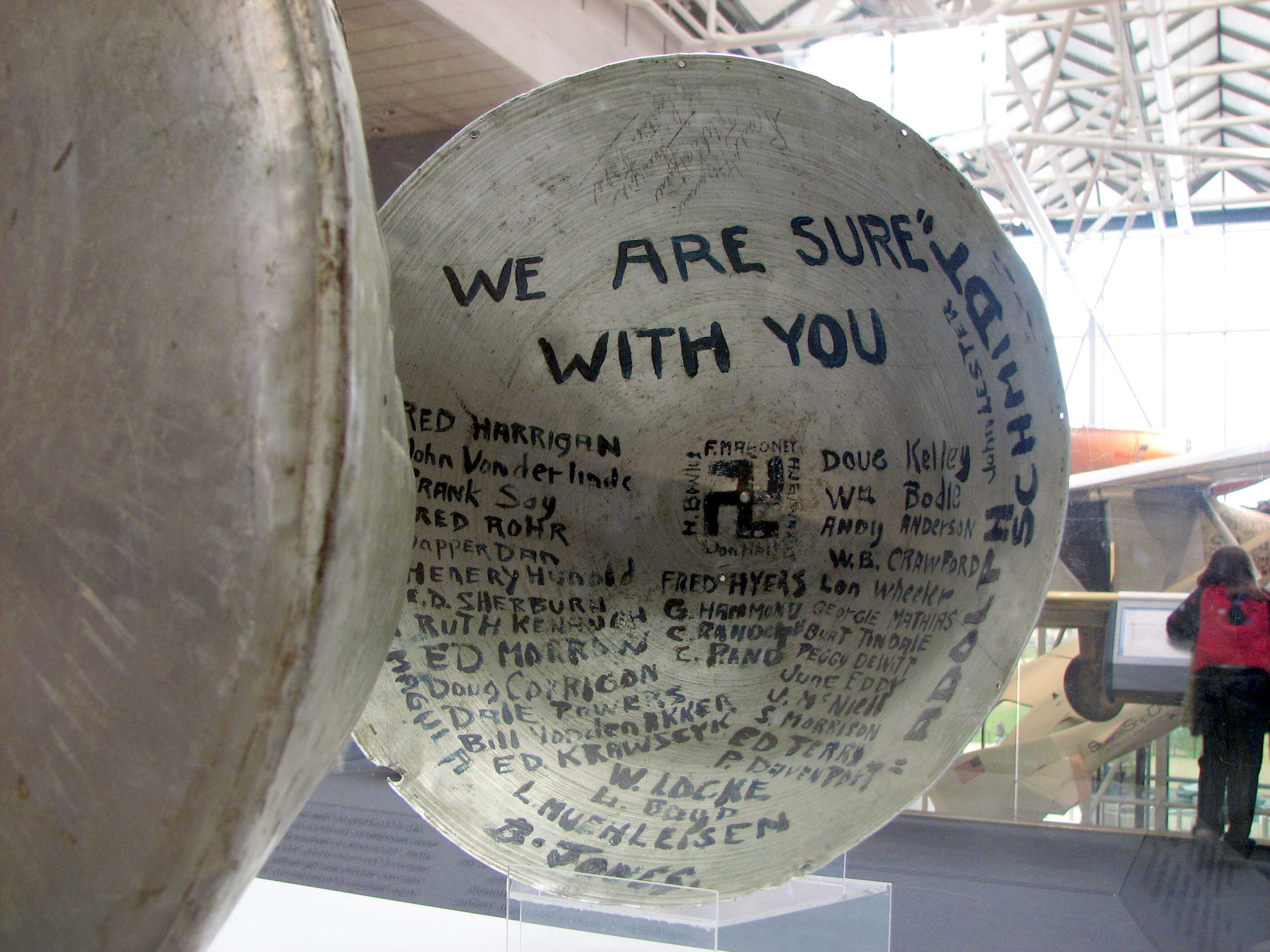
Flugzeugnase der Spirit of St. Louis, 1927
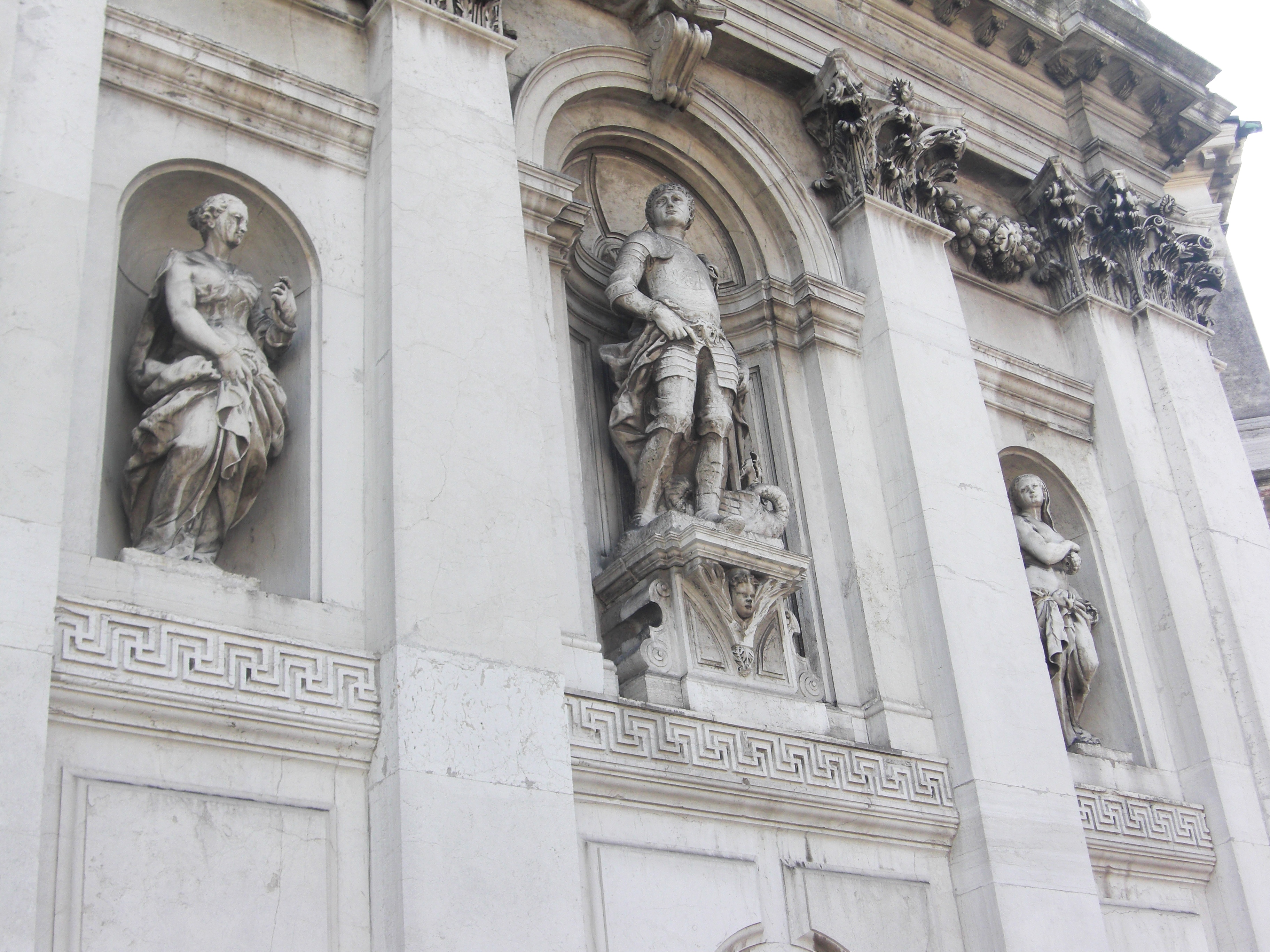
Ornament an der barocken Kirche Santa Maria della Salute in Venedig
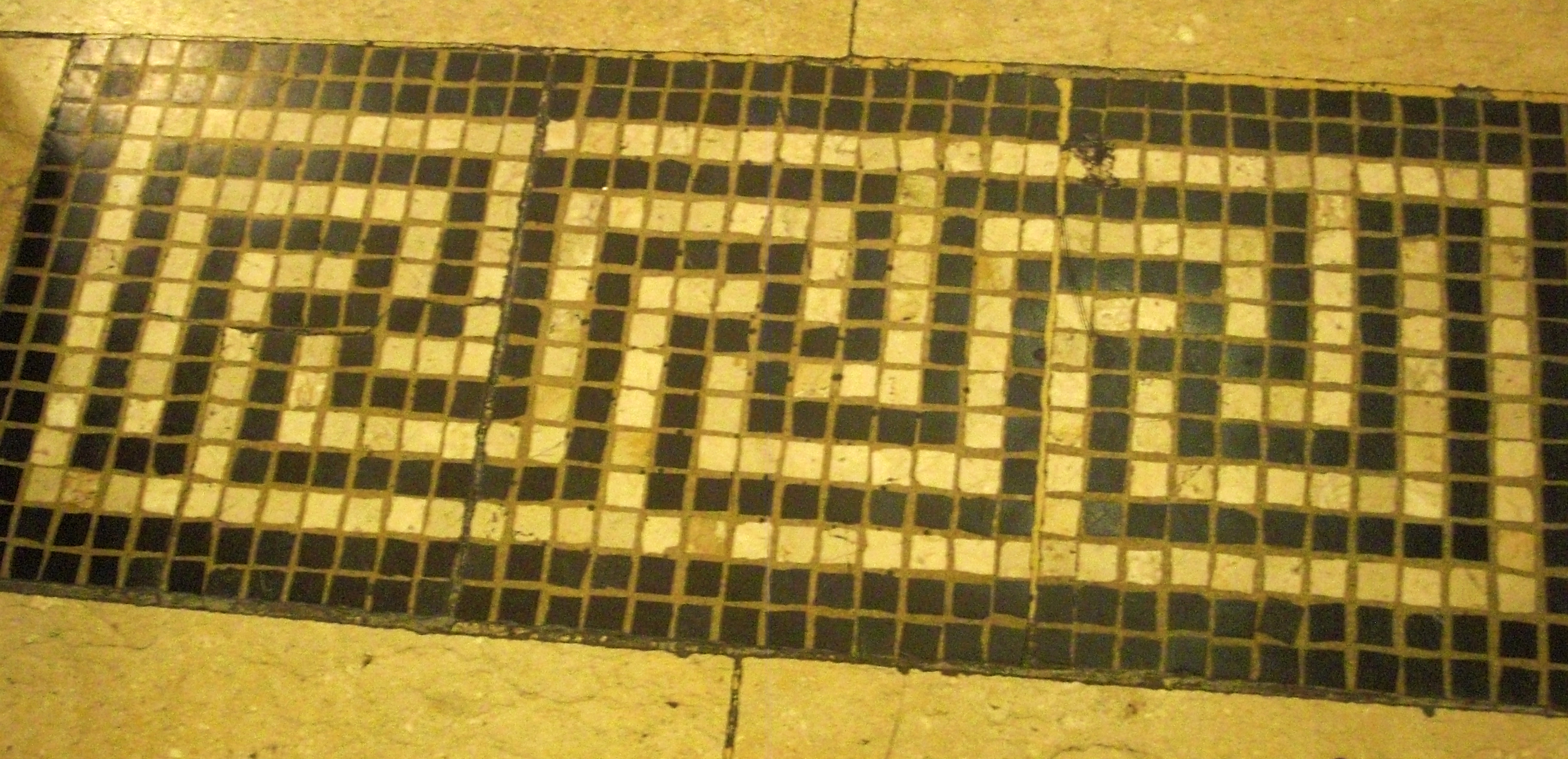
Bodenmosaik in der Wiener Staatsoper
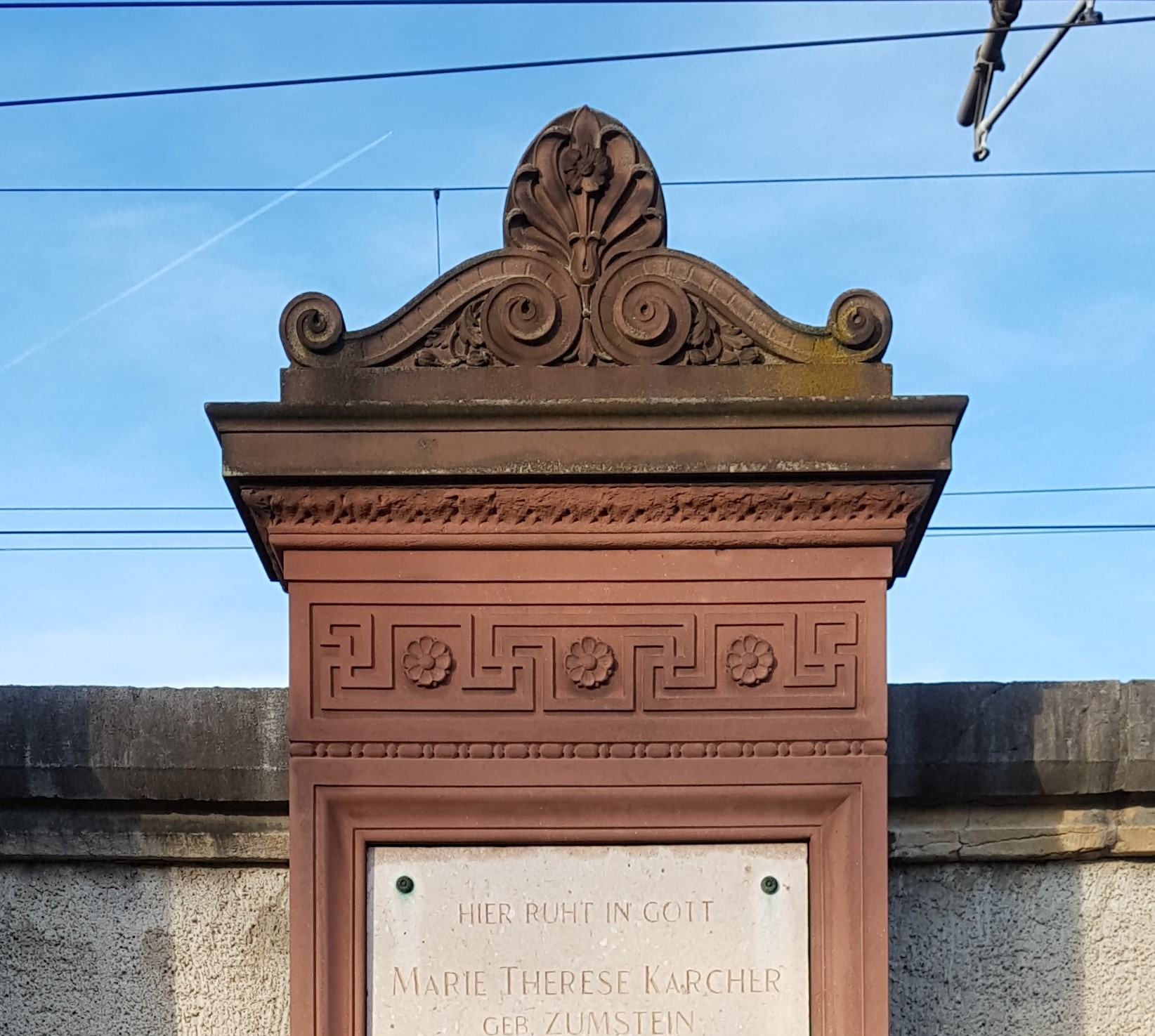
Ornament an einem Grabstein auf dem Wolfgottesacker in Basel

Seit etwa 1900 wurde die Swastika als Glückszeichen weltweit beliebt. Architekten nahmen sie in die Gebäudegestaltung auf, zum Beispiel für den Laguna-Damm in Arizona, einen Bahnhof in Buenos Aires, ein Einkaufszentrum in Sydney, die University of Chicago und das Brooklyn Museum.
Manche Unternehmen benutzten sie als Markenzeichen, so die Bahngesellschaft St. Louis, Rocky Mountain and Pacific Railroad Company (USA), die New Mexico Coal Company, die Fred Harvey Company für Juwelenschmuck, die dänische Brauerei Carlsberg ab 1882, die schwedische Firma ASEA, die norwegische Per Kure Norsk Motor- og Dynamofabrik und die isländische Dampfschiffahrtsgesellschaft Eimskip. Andere benutzten sie zur Werbung oder für ihr Produktdesign. Die Pacific Coast Biscuit Company warb 1916 für ihre Matzen mit der Swastika. Die Coca-Cola-Company warb 1925 mit einem Schlüsselanhänger in Hakenkreuzform. Sie bot 2003 in Hongkong die Plastikfigur Robowaru an, die zwei Swastiken auf der Brust trug. Nach Kritik jüdischer Verbände zog sie die Figur zurück. Die Buell Manufacturing Company stellte eine Decke namens „Moki“ mit vier Swastiken an den Ecken her, die laut Katalog „ein großes Lager mit vielen Zelten, Wasser und viel Glück“ darstellen sollte. Sie folgte damit indianischen Vorbildern.
1920 ließen die Farbwerke Hoechst das Hakenkreuz als Markenzeichen für das unter anderem gegen Syphilis gerichtete Medikament Salvarsan eintragen. Dies kritisierten Kommentatoren damals als Käuferwerbung für „Hakenkreuzler“ und Hinweis auf deren sexuelles Verhalten.
Der Schriftsteller Rudyard Kipling ließ die Swastika in frühen Ausgaben seiner Werke als Schmuckzeichen abdrucken. Seitdem die NSDAP das Symbol benutzte, verzichtete er jedoch darauf. Ab 1920 gab auch die Firma Carlsberg die Swastika als Firmenlogo auf und vermied ab 1933 Swastikamotive in ihrer Werbung.
Um 1900 wurden in Eureka Springs (Arkansas) einige silberne Teelöffel mit Swastiken am Stiel als Souvenirs hergestellt. Sie hatten keinen Bezug zum NS-Hakenkreuz. Erst nach 1945 zog Gerald L. K. Smith, der 1943 die nationalistische und antisemitische America First Party gegründet hatte, in jenen Ort.
Von 1905 bis 1916 spielte in Nova Scotia (Kanada) ein Eishockeyteam unter dem Namen Windsor Swastikas. Die 1912 gegründete Wäscherei Swastika Laundry in Dublin hatte die Swastika auf ihre Fahrzeuge lackiert. Um sie vom NS-Hakenkreuz zu unterscheiden, setzte sie 1939 das Gründungsdatum dazu. Heinrich Böll beschrieb 1957 einen Beinahezusammenstoß mit einem so lackierten Lieferwagen. Von 1913 bis 1916 gab ein „Girl's Club“ in den USA die Zeitschrift The Swastika heraus, die sich mit Alltagsthemen für Frauen befasste. Pokerchips waren mit Swastiken bedruckt. Ein Kinderbuch über einen kleinen Affen stellte die Swastika als seinen Talisman vor. Ein klassisches Musikerensemble nannte sich Swastika-Quartett. 1929 gab es in Raton (New Mexico) ein Swastika-Hotel. Die University of New Mexico gab bis 1939 ein Jahrbuch mit dem Titel The Swastika heraus.
Im Ersten Weltkrieg gab das British National War Savings Committee als Gegenwert für private Kriegsanleihen eine Medaille und Briefmarken mit dem Swastika-Emblem heraus. Eine US-Firma gab 1917 Münzen heraus, von denen manche die Swastika über dem Weißkopfadler (dem Nationalsymbol der USA) und die Aufschrift „Good luck“ trugen. Manche Piloten ließen ihre Flieger mit einer Swastika als Glückszeichen bemalen, so Fritz Beckhardt, ein deutscher Jude. 1924 zeigte Felix A. Theilhaber eine Fotografie davon, um an den beispielhaften Einsatz jüdischer Patrioten für Deutschland zu erinnern, bevor die Nationalsozialisten das Hakenkreuz für sich reklamierten und antisemitisch deuteten. Auch US-amerikanische Piloten, die damals für Frankreichs Fremdenlegion kämpften, flogen mit der Swastika. Eine Postkarte der 45. US-Infanterie-Division von 1920 trug die Swastika mit dem Spruch: May this emblem protect you well from every bullet, every shell („Möge dieses Emblem dich gut vor jeder Kugel, jeder Granate schützen“). 1927 ließ Charles Lindbergh für seinen bevorstehenden Atlantikflug die Propellernase seines Flugzeugs innen mit einer linksgerichteten Swastika bemalen und von allen Helfern signieren. 1938 ließ er sich vom NS-Regime einladen und nahm Hakenkreuzmedaillen von Hermann Göring als Geschenk an.
Seit 1911 trug das Dankabzeichen der Pfadfinder eine Swastika, seit 1922 auch ihre Verdienstmedaille. Der Gründer Robert Baden-Powell erklärte das 1921 mit der universalen Verbreitung des Glückszeichens, das er aus Indien kannte. Er zeigte aber auch Sympathie für Adolf Hitler und bemühte sich ab 1933 um Zusammenarbeit mit der Hitlerjugend. 1935 gab der britische Pfadfinderverband das Swastika-Emblem jedoch auf, um sich von der NSDAP abzugrenzen.
In Nordamerika gibt es die Ortschaften Swastika (Ontario) und Swastika (New York), den Swastika Lake in Wyoming und den Swastika Mountain in Oregon. Katharine Burdekin schrieb 1937 den Zukunftsroman Swastika Night.
Ab 1940 nach Beginn des Zweiten Weltkriegs verzichteten die Native Americans aus Protest gegen das NS-Regime auf traditionelle Swastikadekorationen. Die 45. Infanteriedivision ersetzte die Swastika auf den Schulterklappen ihrer Uniformen durch ein anderes Symbol. Bis 1942 blieben jedoch Wegmarken und der frühere indianische Handelsplatz Peach Springs an der Route 66 mit Swastiken dekoriert.

### Symbol staatlicher Unabhängigkeit

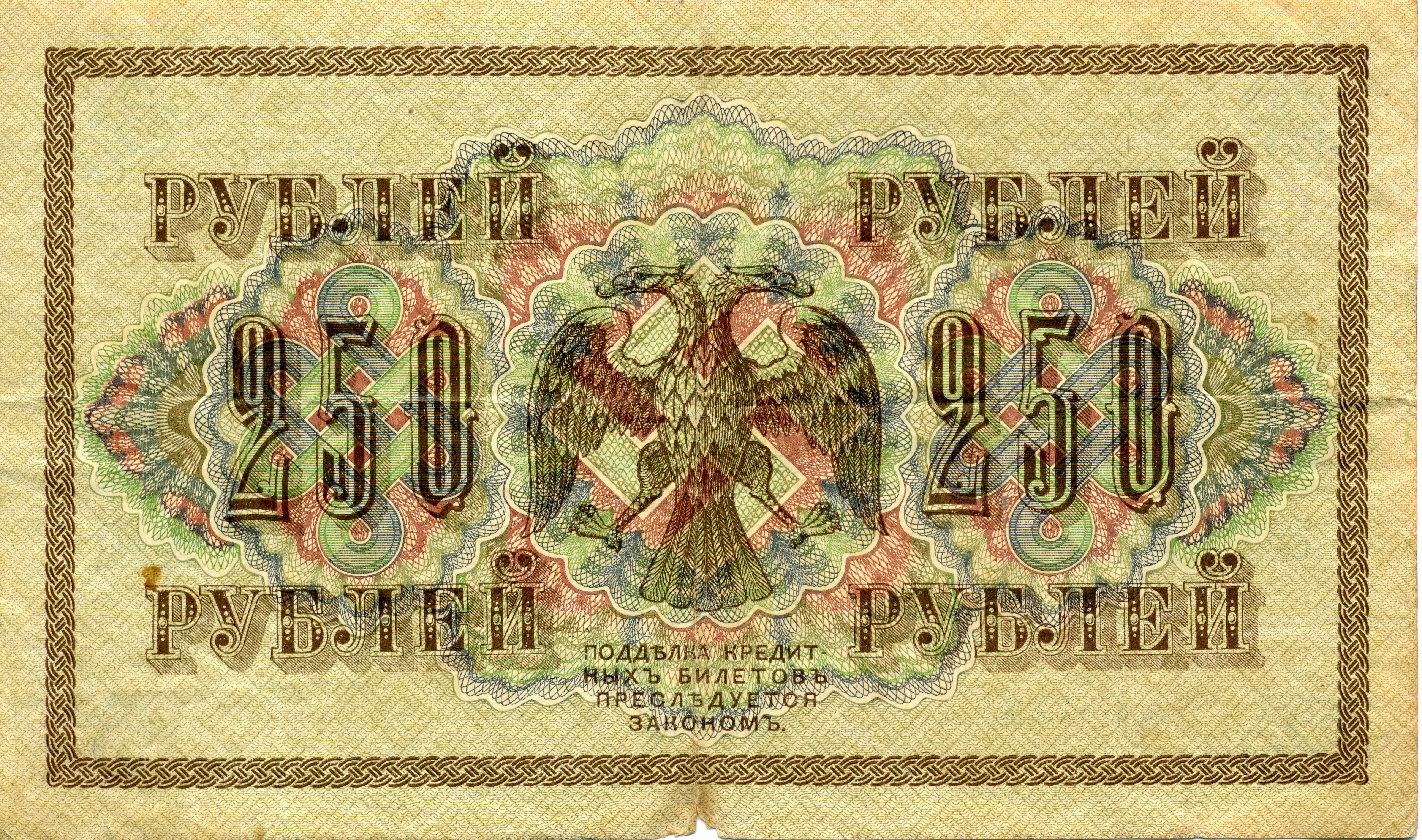
Russische Banknote, Rückseite, 1917
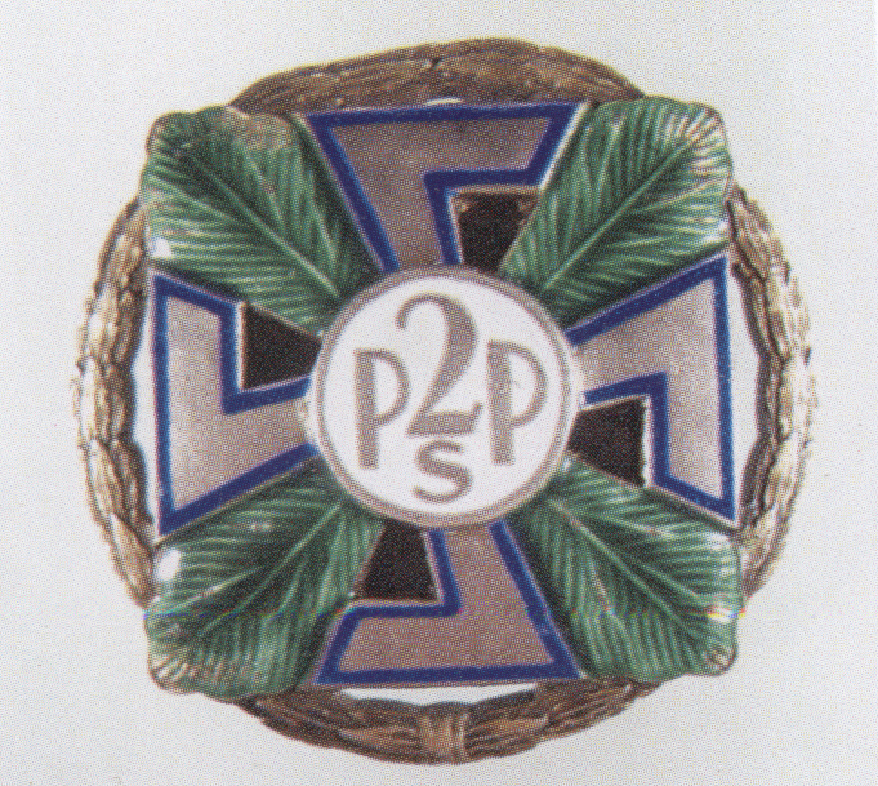
22. Brigade der Podhale-Gebirgstruppen, Sanok, Polen
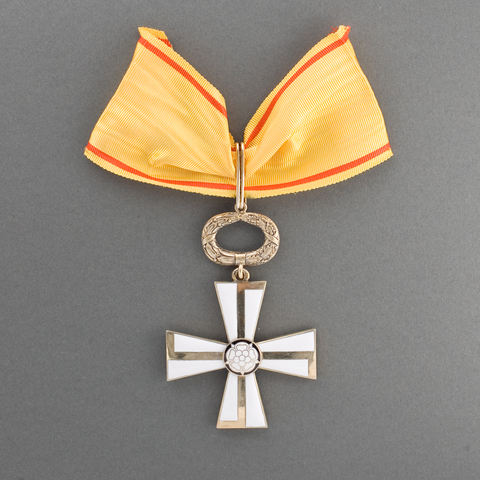
Finnisches Freiheitskreuz, 1. Klasse, seit 1918
Heutige Flagge des finnischen Staatspräsidenten
Flagge des autonomen Gebiets Guna Yala in Panama, 1925–2010
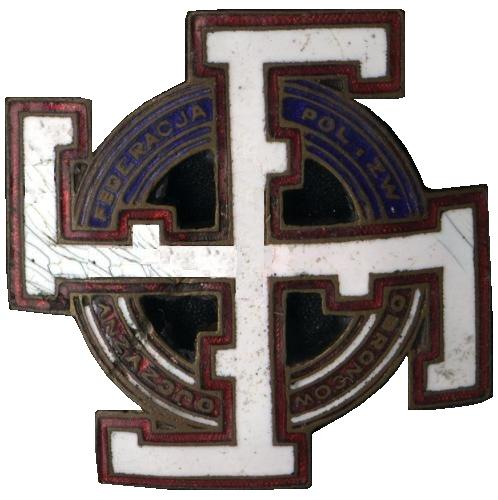
Föderation Polnischer Verbände der Verteidiger der Heimat, 1929
Flagge eines Geschwaders der finnischen Luftstreitkräfte (1958–2020)
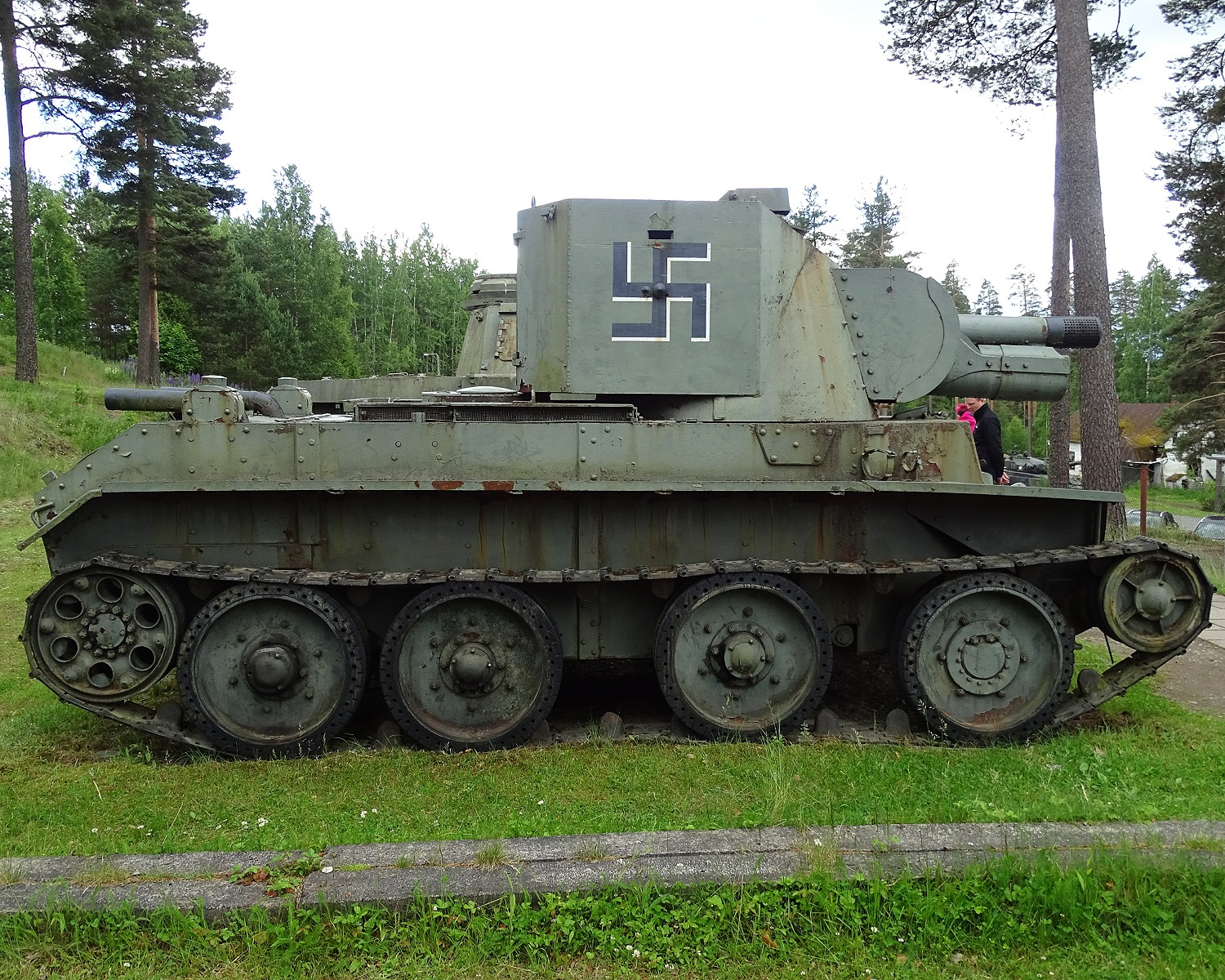
Finnischer Panzer vom Typ BT-42

Seit etwa 1890 verwendeten manche Militärverbände, Orden und Staaten die Swastika als Symbol nationaler und antimonarchistischer Unabhängigkeitsbestrebungen, seit 1918 auch im Rahmen faschistischer Strömungen.
Die durch die Februarrevolution 1917 in Russland zur Macht gelangte provisorische Regierung unter Alexander Fjodorowitsch Kerenski druckte eine Swastika als Unabhängigkeitszeichen auf ihre Banknoten. In der Republik Polen benutzten die Podhale-Schützen einiger Gebirgstruppen von 1918 bis 1939 Abzeichen mit einer Swastika. Die unabhängige Republik Lettland verlieh von 1920 bis 1928 als höchste nationale Auszeichnung den Lāčplēsis-Orden, eine rechtsgewinkelte Swastika. Diese kam schon seit der Römerzeit in der lettischen Ornamentik und Folklore vor und wird dort als Feuerkreuz gedeutet.
1918 schenkte der schwedische Entdecker Eric von Rosen Finnland ein mit einer senkrechten blauen Swastika verziertes Flugzeug. Dieses Symbol wurde dann bis 1945 Hoheitszeichen der Luftstreitkräfte Finnlands. Es blieb bis 2020 als Symbol auf Flugzeugen und Flaggen von Geschwadern erhalten. Eine Swastika wurde auch als Hoheitskennzeichen finnischer Panzerfahrzeuge verwendet. Die Ordenskette (Collane) der Finnischen Weißen Rose enthielt von 1919 bis 1963 neun Swastiken, die den Unabhängigkeitskampf gegen Russland symbolisieren sollten. Der Finnische Orden des Freiheitskreuzes enthält die Swastika weiterhin, ebenso die Flagge des finnischen Staatspräsidenten.
Von 1925 bis 2010 führte die autonome Republik Guna Yala in Panama eine Nationalflagge mit einem nach links gewinkelten Hakenkreuz in der Mitte. Als Urheber wird der US-Bürger Richard Marsh vermutet, der von europäischer völkischer und rassistischer Literatur beeinflusst war und Panama einem Marionettenregime der USA unterwerfen wollte. Andere deuten diese Swastika als Symbol für den Oktopus, der in der Mythologie der Kuna die Welt erschuf.

## Antisemitischer und rassistischer Gebrauch

Deutsches Turnerkreuz, 1844

### Turnerbewegung
1844 erfanden Anhänger des „Turnvaters“ Friedrich Ludwig Jahn das Turnerkreuz, das den Wahlspruch „Frisch, fromm, fröhlich, frei“ mit vier kreuzförmig angeordneten Buchstaben F abkürzt. 1880 beschloss die Deutsche Turnerschaft (DT) ein Bundesbanner, dessen Rückseite die vier F in Form einer Swastika anordnete, jedoch ohne sie völkisch zu deuten. 1888 schloss die DT österreichische Vereine aus, die entgegen den Statuten Juden ausgrenzten. Daraufhin bildeten diese 1889 einen „Deutschen Turnerbund“, aus dem der heutige DTB hervorging. Er pflegte damals das „Deutschtum“ und nahm nur „Arier“ auf. Viele deutsche Turnvereine traten ihm bei. Dort wurde das „Turnerhakenkreuz“ mit vier nach rechts gewinkelten und kreisförmig gerundeten F üblich. 1919 machte der DTB es zu seinem Emblem.
1920 übernahm der Deutsche Turnverband, der auch tschechische und österreichische Vereine umfasste, dieses Emblem. 1923 begrüßte er Hitler und die NSDAP. Einige Turner meinten im internen Vereinsblatt, das Turnerkreuz sei kein Hakenkreuz. Die meisten betonten dagegen, es sei ein Hakenkreuz, zwar nicht im parteipolitischen Sinn, aber als völkisches „Symbol arischer Reinheit und des deutschen Wiederaufstiegs“. Wegen dieser deutschnationalen Tradition vollzog die Turnerschaft 1924 die „reinliche Scheidung“ von anderen Sportverbänden. Zum 15. Turnerfest im Juli 1933 lud der DTB Hitler als Hauptredner ein und beschrieb sich als Wegbereiter des „Dritten Reiches“. Der Titel des Vereinsblatts trug Turnerkreuz und Hakenkreuz nebeneinander; in einem Propagandafilm über das Turnfest verschmolzen beide zur Einheit.

### Esoterik, Okkultismus, Lebensreform
Seit etwa 1880 fanden Esoterik, Spiritualismus und Okkultismus in Europa und den USA Zulauf. Diese Strömungen überlappten sich in Deutschland und Österreich mit der Völkischen Bewegung. Sie werden als Reaktion auf Industrialisierung, Verstädterung und Kapitalismus gedeutet.

Emblem der Theosophischen Gesellschaft seit 1891

1875 gründete die Exilrussin Helena Petrovna Blavatsky in den USA die Theosophische Gesellschaft. Im ersten Band ihres Hauptwerks Die Geheimlehre (1888) entwarf sie eine spekulative Kosmologie, die an Hinduismus und Buddhismus anknüpfte. Der zweite Band beschrieb die Menschheitsentwicklung als Abfolge von „Wurzelrassen“ und behauptete eine gegenwärtige und zukünftige Dominanz der „Arier“. Jedem Stadium der zyklisch vorgestellten Evolution ordnete sie esoterische Symbole zu, darunter die Swastika. Diese integrierte sie 1891 neben Henkelkreuz und Davidstern in das Emblem ihrer Gesellschaft. Der Arzt Franz Hartmann verbreitete die Theosophie ab 1885 in Europa. Er veröffentlichte dazu von 1892 bis 1900 die Zeitschrift „Lothusblüten“, die als erste deutschsprachige Publikation die Swastika im Titelblatt trug. Blavatskys Theosophie gilt als starker Impuls im modernen Rassismus.
Auch der Buddhismus fand in Deutschland damals Anhänger. Karl Seidenstücker, der sich strikt von der Theosophie abgrenzte, popularisierte ihn mit einer Reihe von Zeitschriften. Die Monatszeitschrift Der Buddhist trug ab 1905 je eine rechts- und linksgewinkelte Swastika. Nachdem die NSDAP das rechtsgewinkelte Hakenkreuz zum Parteizeichen gemacht hatte, trug das Titelblatt nur noch eine linksgewinkelte Swastika.
Die Swastika, verstanden als Sonnensymbol und Kennzeichen der Arier, wurde um 1900 auch in der deutschen Lebensreform- und Jugendbewegung und der Freikörperkultur beliebt. So bildete sich unter vielen Bünden von FKK-Anhängern 1907 in Berlin auch eine theosophisch orientierte Loge „Swastika“.
Auch Alfred Schuler war von der Theosophie beeinflusst. Ab 1900 erhob er die Swastika zum Symbol seines Denkens, mit deren Hilfe das vitale, nach Höherem strebende Leben zu erneuern sei. Das christliche Kreuz sei eine kastrierte Swastika, die sich nicht mehr drehe und darum das alte Leben zum Stillstand gebracht habe. Zu seinem Nachlass gehörte das antisemitische Gedicht Epilogus: Jahwe-Moloch mit den Zeilen: „Ans Herz des Lebens schlich sich Marder Juda. […] Morde den Vater, eh daß er dein Kind, deine Seele frißt, und entfeßle die Urknäul, das hundertspeichige Feuerrad.“ Gemeint war die Swastika, die hier erstmals als Werkzeug eines Mordes am Judentum (der Vater steht für dessen Gott JHWH) erschien.
Der Dichter Stefan George übernahm die Swastika von Schuler als Symbol für den Eros und den Koitus, zunächst als Dekoration für Liebesgedichte. Ab 1916 machte der George-Kreis die Swastika zum Signet seiner Blätter für die Kunst für besondere, von ihm herausgegebene Werke. Bevor Georges letztes Werk (Das Neue Reich, 1927) erschien, betonte der Georg Bondi Verlag, das Signet habe nichts mit Politik und dem NSDAP-Hakenkreuz zu tun.

### Völkische Bewegung

Flagge des 1900 gegründeten Neutempler-Ordens

Die um 1880 entstandene Völkische Bewegung bevorzugte zunächst den Mjölnir als Abzeichen, so die Zeitschrift Der Hammer (1902–1940). Nachdem man germanische Artefakte mit Swastikagravuren gefunden hatte, propagierten vor allem die Alldeutschen das „Hakenkreuz“ als ihr Symbol. Deren völkische Zeitschrift Heimdall veröffentlichte 1899 das Gedicht „Sonnenwende“, in dem es hieß: „Laßt die Sonnenrune funkeln, Hakenkreuz erstrahl’ im Dunkeln…“
Damals wuchs in der Völkischen Bewegung der Einfluss der Ariosophie, einer rassistischen Variante der Theosophie. 1907 hisste Jörg Lanz von Liebenfels auf der von ihm erworbenen Burg Werfenstein in Österreich eine Fahne mit einem roten Hakenkreuz, das den Wiederaufstieg „zu den uralten Höhen reinblütigen deutschen Heldentums“ symbolisieren sollte. Damit wurde die Swastika erstmals öffentlich als antisemitisches Zeichen verwendet.
Guido von List sah das Hakenkreuz im Anschluss an Ludwig Wilser und andere als „germanische Rune“ und Geheimzeichen „urarischen Weistums“, somit als Schriftzeichen für die Sonne in einer Ursprache, die die Arier als angebliche Rasse von Kulturgründern besessen hätten. Seine Schrift Das Geheimnis der Runen (1908) war von Blavatskys „Geheimlehre“ beeinflusst. Darin ergänzte er ein jüngeres skandinavisches Runenalphabet mit zwei von ihm erfundenen Runen, die der Swastika ähnelten. So sollte diese die Runenschrift vervollständigen.
Wilhelm Schwaner gab seit 1897 die Zeitschrift Der Volkserzieher heraus, deren Titelseite 1907 erstmals ein Hakenkreuz trug. Im selben Jahr gründete er den Bund deutscher Volkserzieher, der ein Hakenkreuz als sein Abzeichen wählte. 1912 gründete er mit dem Maler Ludwig Fahrenkrog die neuheidnische Germanische Glaubens-Gemeinschaft (GGG), die ebenfalls das Hakenkreuz (hier in gold auf blau) betonte. 1913 erschien Schwaners Buch Unterm Hakenkreuz, Bundesbuch der Volkserzieher. Es war für ihn (wie für alle derartigen völkischen Gruppen) ein Heilszeichen der „arischen Rasse“. Damit sollte der Pangermanismus das Christentum und seine Symbole ersetzen.
Diesen Vorbildern folgten schon vor dem Ersten Weltkrieg viele völkische Organisationen, darunter der antisemitische und ariosophische Germanenorden und die Deutschvölkische Partei (DVP). Diese versuchte seit 1914 erfolglos, alle völkischen und antisemitischen Strömungen zu sammeln. 1917 machte sie ein Hakenkreuz zum Titelemblem ihres Parteiorgans Deutschvölkische Blätter. Auch der Wandervogel machte ein Hakenkreuz 1917 zu seinem Abzeichen und erklärte es als „alte Germanenrune“, „Zeichen des Höherstrebens, der steten Entwicklung, des Werdens“ und Bekenntnis zum „bewussten Deutschwillen“, der gemäß dem Wahlspruch „aus dem Dunklen ins Helle“ strebe.
Hakenkreuze tauchten ab 1910 öfter in völkischen Romanen auf. So ließ Hermann Löns die Kapitelenden seines Bestsellers Der letzte Hansbur (1910) wegen der „volkstümlichen Deutungen“ und „rein gefühlsmäßig durch den unmittelbaren graphischen Eindruck“ mit verschiedenen Hakenkreuzen dekorieren. Hermann Burte stilisierte seinen Romanhelden Wiltfeber (1912) mit bewusster Analogie zum Ewigen Juden als heimatlosen blonden Wanderer. Dieser zeichnet im Roman bei seiner Rückkehr in sein Heimatdorf ein Hakenkreuz in den Sand, worauf ein Alteingesessener bemerkt: „Glaubst du daran? Ha, wenn das wieder lebendig würde!“ Ernst Wiechert ließ seinen Roman Der Totenwolf (1924) nach dem gescheiterten Hitlerputsch mit einem schwarzweißroten Schutzumschlag und dem als Sonnenrad stilisierten Hakenkreuz veröffentlichen. Damit verwarf er einen Umschlagentwurf ohne Hakenkreuz seines Verlegers.
Für antisemitische russische Monarchisten symbolisierte die Swastika ihre Opposition zur russischen Oktoberrevolution 1917, die sie auf ein angebliches Weltjudentum zurückführten. Dieses radikal zu bekämpfen, betrachteten sie als Vermächtnis der von Bolschewiki ermordeten letzten Zarin Alexandra Fjodorowna. Diese hatte ihr Schlafzimmer mit einer Swastika als Glücks- und Segenszeichen verzieren lassen. In ihrem Nachlass fand man die antisemitische Verschwörungstheorie der Protokolle der Weisen von Zion.

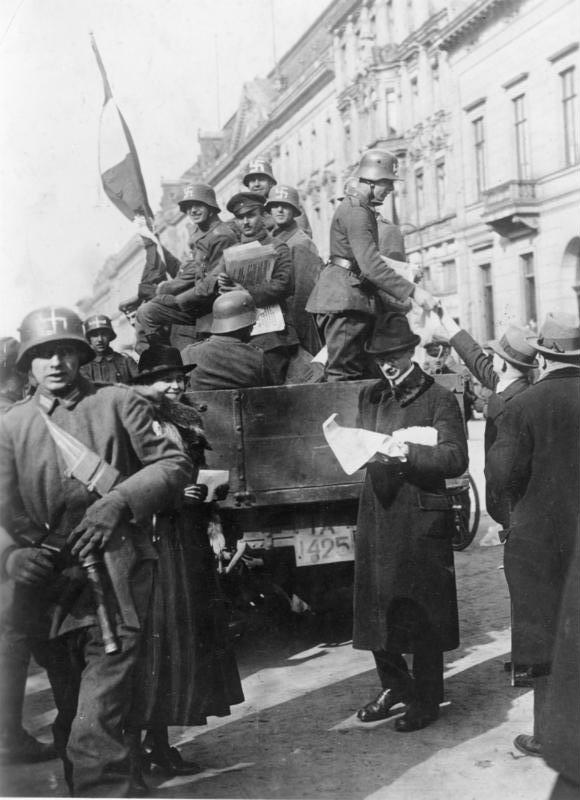
Kapp-Putschisten mit Hakenkreuzen auf den Helmen am 13. März 1920 in Berlin

Im Oktober 1918 trat ein „Deutscher Volksrat“ unter der Führung des „völkischen“ Literaten Heinrich Pudor an die Öffentlichkeit, der mit dem Hakenkreuz als Symbol zu Judenpogromen aufrief. In der Novemberrevolution wurde das Hakenkreuz neben Schwarz-Weiß-Rot zum Hauptkennzeichen der Revolutionsgegner, darunter einiger Freikorps und der völkisch-rassistischen Thule-Gesellschaft. Es erschien als Graffito an Wänden und auf Straßen, als Uhranhänger oder Bierzipfel, Anstecker oder Brosche, auf Zeitungen, Zeitschriften und Broschüren, an Panzerwagen oder LKW. Viele Schulen mussten ein Trageverbot erlassen, um Schlägereien zu verhindern. Nach Rudolf von Sebottendorf wurde eine schwarz-weiß-rote Hakenkreuzfahne zum ersten Mal im Mai 1919 bei einer Trauerfeier der Thule-Gesellschaft für sieben von Soldaten der Münchner Räterepublik erschossene Mitglieder verwendet. Die Marine-Brigade Ehrhardt trug ein Hakenkreuz beim Kapp-Putsch im März 1920 auf ihren Stahlhelmen und bekundete damit ihren Willen, die aus der Novemberrevolution entstandene Weimarer Republik zu beseitigen. Für viele Mitglieder der Freikorps war das Hakenkreuz Teil ihrer „Landsknechtmode“, die ihr kriegerisches Auftreten demonstrierte.

### Nationalsozialismus

Skizze Hitlers von 1920: „Die heiligen Zeichen der Germanen. Eines dieser Zeichen sollte von uns wieder erhoben werden.“
Embleme der Deutschen Christen, 1932–1935–1937
Flagge des Deutschen Reiches, 1935–1945

Adolf Hitler soll das Hakenkreuz erstmals 1895/1896 als Ministrant im Stift Lambach gesehen haben, wo es im Wappen eines ehemaligen Abtes (Theoderich Hagn, Amtszeit von 1858 bis 1872) abgebildet war. Er kannte aus der von Liebenfels herausgegebenen Zeitschrift Ostara wahrscheinlich auch dessen antisemitische Deutung.
Friedrich Krohn, Mitglied des Germanenordens und der Thule-Gesellschaft, schlug der frisch gegründeten DAP im Mai 1919 ein nach links gewinkeltes schwarzes Hakenkreuz in einem weißen Kreis auf rotem Grund als Parteisymbol vor (Ist das Hakenkreuz als Symbol der nationalsozialistischen Partei geeignet?). Es sei nach buddhistischer Deutung ein Talisman für Glück und Gesundheit. Die Ausrichtung nach links folgte den Theosophen und dem Germanenorden. In dem nach rechts gewinkelten Hakenkreuz, das Guido von List und die Thule-Gesellschaft bevorzugten, sah Krohn dagegen ein Symbol des Untergangs und Todes.
Im Herbst 1919, als er wichtigster Redner der DAP geworden war, bedauerte Hitler, „daß den Parteigenossen jedes äußere Kennzeichen ihrer Zusammengehörigkeit fehlte […], das den Charakter eines Symbols der Bewegung besaß und als solches der Internationale entgegengesetzt werden konnte“. Für eine möglichst effektive NS-Propaganda suchte er ein „Symbol von großer plakatmäßiger Wirkung“, das auch die Völkische Bewegung, die Deutschnationalen und Teile der Christen ansprechen und einbinden sollte. Das Hakenkreuz erschien dafür geeignet, weil es als völkisch-germanisches und antisemitisches Symbol etabliert war und nicht erst neu erfunden werden musste. Auf Hitlers Wunsch ersetzte Krohn seinen Entwurf durch ein nach rechts gewinkeltes geradarmiges Hakenkreuz. Dass der Richtungswechsel ein Lebenszeichen in ein Todeszeichen verkehren sollte, ist unbelegt. Nachdem sich die DAP zur NSDAP umbenannt hatte, erschien diese Form am 20. Mai 1920 beim Gründungstreffen der Starnberger NSDAP-Gruppe erstmals als Fahne. Die altösterreichischen Nationalsozialisten übernahmen es im Frühsommer 1920. Bei ihrer Tagung in Salzburg am 7. August 1920 übernahm auch die NSDAP diese Hakenkreuzform als ihre Parteifahne.
Der Österreicher Ottokar Kernstock (1848–1928) komponierte 1923 das Hakenkreuzlied für eine Fahnenweihe der Fürstenfelder Ortsgruppe der Deutschen Nationalsozialistischen Arbeiterpartei (DNSAP). Nach Protesten aus der Christlichsozialen Partei und der römisch-katholischen Kirche erklärte er, „jeder gute Deutsche“ habe damals mit den ursprünglichen „idealen Zielen“ der Nationalsozialisten einverstanden sein müssen. Kernstocks Lied wurde wie auch Kleo Pleyers Lied Wir sind das Heer vom Hakenkreuz bei Massenveranstaltungen der NSDAP oft gesungen und gehörte zu den fünf wichtigsten Parteiliedern.
Hitlers Umschlagsentwurf für die Erstausgabe seiner Programmschrift Mein Kampf (1925) trug über dem ursprünglich geplanten Titel Die germanische Revolution eine wehende Hakenkreuzfahne als Mittelpunkt einer strahlenden Sonne. Diese Verbindung sollte den „Sieg des Lichts“ (der „arischen Weltanschauung“) über die Mächte der Finsternis, vor allem das Judentum, symbolisieren. In der Schrift erklärte Hitler den Sinn der Parteifahne:

„Im Rot sehen wir den sozialen Gedanken der Bewegung, im Weiß den nationalistischen, im Hakenkreuz die Mission des Kampfes für den Sieg des arischen Menschen und […] der schaffenden Arbeit, die selbst ewig antisemitisch war und antisemitisch sein wird.“

Aus dem Wiedererkennungswert und der raschen Reproduzierbarkeit des Hakenkreuzes erklären manche Historiker auch die Erfolge der NSDAP im „symbolpublizistischen Bürgerkrieg“ der frühen 1930er Jahre.
1930 äußerte Hitler sich zum Verhältnis von Kreuz und Hakenkreuz, um seinen Rassismus und Nationalismus mit der christlichen Tradition in Vereinbarung zu bringen:

„Und wenn mir so mancher sagt: Wie können Sie Ihr heidnisches Zeichen diesem Kampf vorantragen, wo doch das Christenkreuz allein berufen ist, diesen Kampf zu führen? Dann sage ich: Dieses Zeichen richtet sich etwa nicht gegen das Christenkreuz, im Gegenteil, es ist die politische Auswirkung dessen, was das Christentum tatsächlich will und wollen muss. Denn endlich kann man doch nicht den Kampf, den z. B. das Zentrum führt oder die Bayerische Volkspartei, als den Kampf des christlichen Kreuzes bezeichnen! […] Gewiss müsste unser christliches Kreuz das hehrste Symbol des Kampfes gegen den jüdisch-marxistischen-bolschewistischen Geist sein. […] Aber dann dürften nicht Parteien, die mit dem Marxismus, mit dem Atheismus, ja mit dem in der verfeinerten Form sich darstellenden Bolschewismus paktieren, das Christuskreuz als ihr Parteizeichen reklamieren.“

Hitler sah den Germanenkult als altmodisch an und lehnte ihn wegen mangelnder Kulturleistungen als NS-Gründungsmythos ab. Die indische Swastika sah er als vergangenes Merkmal von „hochstehenden arischen Einwanderern“, die sich mit der „dunkelschwarzen Urbevölkerung“ vermischt hätten und deshalb von den Briten versklavt worden seien. Kulturschaffend waren für ihn nur weiße Nordeuropäer und nur so lange, wie sie „reinrassig“ blieben. Die indische Herkunft der Swastika spielte für ihn und andere führende Nationalsozialisten keine Rolle mehr. „Arier“ bedeutete für sie nur noch „Germanen“ als ausschließender Gegenbegriff zu „Juden“.
Alfred Rosenberg, Robert Ley und Heinrich Himmler dagegen sahen das Hakenkreuz als archaisches Heilszeichen der germanisch-arischen Frühgeschichte. Um diese pseudowissenschaftlich als Wurzel des angestrebten „Dritten Reichs“ auszugeben, schrieb Rosenberg in seinem Werk Der Mythus des 20. Jahrhunderts (1930):

„Wird dieses Zeichen entrollt, so ist es Zeichen für alt-neuen Mythus: die einen schauen, denken an Volksehre, an Lebensraum, an nationale Freiheit und soziale Gerechtigkeit, an Rassenreinheit und lebenerneuernde Fruchtbarkeit. Immer mehr wird es umwittert von Erinnerungen an jene Zeit, da es als Heilszeichen den nordischen Wanderern und Kriegern voranzog nach Italien, Griechenland […] Das Symbol der organischen germanischen Wahrheit ist heute bereits unumstritten das schwarze Hakenkreuz.“

In völkischer Tradition leitete er das Hakenkreuz vom Sonnenrad ab, das er auch als kosmisches Prinzip (Schöpfrad) auffasste, und verknüpfte es mit dem Manichäismus (Gut-Böse-Dualismus) des persischen Zoroastrismus und der nachchristlichen Gnosis.
Die SPD und die Eiserne Front versuchten 1932, der Hakenkreuzpropaganda der NSDAP mit eigenen Symbolen entgegenzutreten: Ihre Zeitungen und Plakate zeigten drei Pfeile, die sich von oben auf das Hakenkreuz richteten oder es durchbohrten. Die Idee stammte von Sergej Tschachotin.
Zur Beruhigung seiner deutschnationalen bürgerlichen Anhänger hatte Hitler immer betont, dass die rote Hakenkreuzflagge nicht nur den antisemitischen „nationalen Sozialismus“ symbolisiere, sondern auch die alten Reichsfarben Schwarz-Weiß-Rot enthalte. Gemäß der Koalition von NSDAP und DNVP nach der Reichstagswahl 1933 (12. März) wurden Schwarz-Weiß-Rot und Hakenkreuzflagge nebeneinander zu Nationalflaggen erklärt: die Hakenkreuzflagge als allgemeine Staatsflagge und Schwarz-Weiß-Rot als Reichskriegsflagge.
Am 19. Mai 1933 erließ das NS-Regime das „Gesetz zum Schutze der nationalen Symbole“. Es sollte sie vor „Kitsch“ bewahren, ihren rein kommerziellen Gebrauch begrenzen und die Deutschen stärker an die NS-Ideologie binden. Dazu mussten die Zeitungen Listen von erlaubten und nicht erlaubten Hakenkreuz-Darstellungen drucken. Erlaubt waren Hakenkreuze etwa auf Fahnenmasten, als Weihnachtsbaumspitzen, auf Neujahrspostkarten, auf Hitlerportraits und als wertvolle Schmuckgegenstände. Verboten waren sie auf Pralinen- und Zigarettenschachteln, Fußbällen, Bratwürsten und als massenhaft hergestellter Billigschmuck. Damit versuchte das Regime, einen symbolverstärkenden von einem symbolentweihenden Gebrauch zu unterscheiden. Zugleich wurde das Hakenkreuz in vielfältigen Formen massenhaft hergestellt. Es erschien unter anderem als Wimpel, Armband, Anhänger, Briefbeschwerer, Schallplattenhülle, auf Pokalen, Besteck, Tauschkarten, als Bausatz für Kinder, besticktes Kissen, Kaminsims, Wand- und Tapetenmuster oder Abziehbild. So war es im Alltag überall präsent.
Seit dem Reichsflaggengesetz vom 15. September 1935 galt die Hakenkreuzflagge als einzige National- und Handelsflagge. Dabei sollte das Ineinander, nicht mehr das Nebeneinander der drei Farben die Verwandlung und Vollendung des alten Reiches zu einer neuen Ganzheit symbolisieren. Im Zweiten Weltkrieg äußerte Hitler in seinen „Tischgesprächen“, er habe die alten Reichsfarben abgeschafft, da diese nur für das „Bismarck-Reich“ gestanden hätten; ihm sei es darum gegangen, ein neues Symbol für das neue „Germanische Reich deutscher Nation“ zu schaffen.
Der Propagandafilm Triumph des Willens von Leni Riefenstahl inszeniert das Hakenkreuz mit riesenhaften Einstellungen und Überblendungen als Zentrum einer faschistischen Ästhetik. Es steht für die NSDAP, die nationalsozialistische Bewegung, das deutsche Volk, Hitler, die „Machtergreifung“ und die Gleichschaltung. Es vermittelt diese nicht nur, sondern enthält ihre unmittelbare Gegenwart, etwa indem marschierende Massen in seine schwarzen Balken eingeblendet sind.
Neben den Nationalsozialisten verwendeten auch Teile der Deutschen Christen (DC) Hakenkreuze in ihren Symbolen. Nachdem sie 1933 die Führung einiger evangelischer Landeskirchen erreicht hatten, brachten einige von ihnen dominierte Kirchengemeinden Hakenkreuze auf ihren Kirchtürmen an, darunter mindestens neun allein in Thüringen. Auch die 1933 entstandene „Deutsche Glaubensbewegung“, die als Gegensatz und Alternative zum Christentum völkische Kultformen herausbilden wollte, hatte als Symbol ein abgerundetes Hakenkreuz, ähnlich dem der Thule-Gesellschaft. Infolge des Kirchenkampfes distanzierte sich das NS-Regime jedoch 1937 von den Thüringer DC, die eine Nationalkirche anstrebten, und verbot ihnen die gleichzeitige Verwendung von Kreuzen und Hakenkreuzen, also ihre Embleme. Auf Anordnung der Gestapo mussten sie Hakenkreuzflaggen von Kirchtürmen abhängen, da diese gegen das Gesetz zum Schutz nationaler Symbole verstießen.

### Rechtsextremismus seit 1945

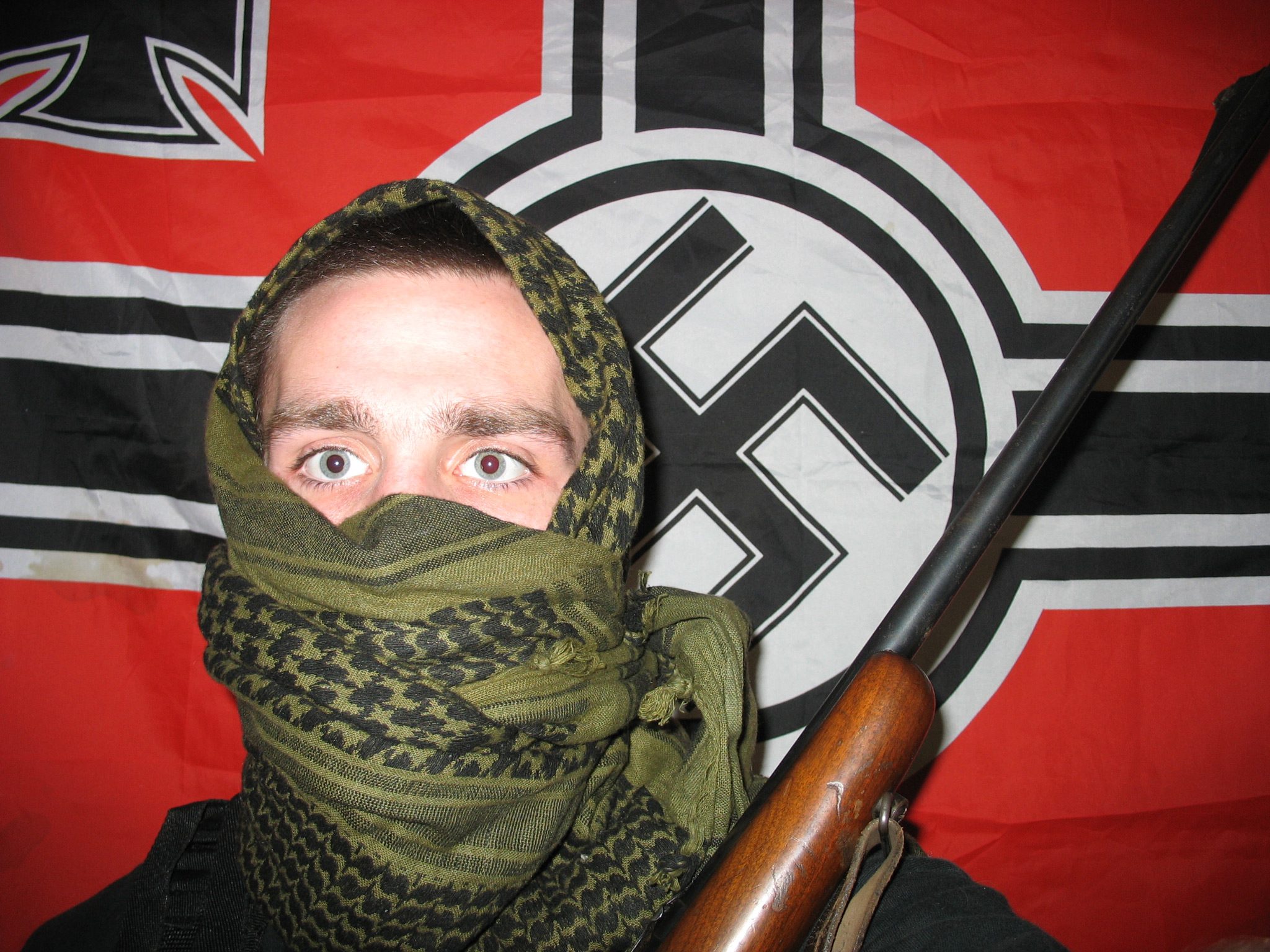
Bewaffneter Neonazi (USA) vor Reichskriegsflagge
Neonaziflagge mit Keltenkreuz
Kolovrat
Flagge mit Mäander-Element der neofaschistischen griechischen Partei Chrysi Avgi
Emblem der paramilitärischen Gruppe Russische Nationale Einheit

Im Rechtsextremismus, besonders im Neonazismus, blieb das Hakenkreuz ein verbindendes Identitäts- und Erkennungsmerkmal. Um der Strafbarkeit zu entgehen, wird es auf Flaggen von Neonazis manchmal grafisch verändert oder durch Zeichen mit ähnlichem Sinngehalt ersetzt: etwa durch Keltenkreuz, Odalrune, Schwarze Sonne, Varianten der Siegrune, Wolfsangel, Triskele oder Mjölnir.
Manche nationalistischen Hindus hatten das NSDAP-Hakenkreuz ab 1920 als Zeichen einer gemeinsamen arischen Rasse betrachtet und Hitler als möglichen Verbündeten gegen den britischen Kolonialismus begrüßt. Im Anschluss daran stellte die Wahlinderin Savitri Devi Hitler als Avatar des Gottes Vishnu dar und glaubte somit an seine Wiedergeburt. Sie fand nach 1945 viele Anhänger im europäischen Neonazismus. Rechte Esoterik knüpfte an die Swastika allerlei Verschwörungstheorien, etwa eines nazistischen Geheimbunds in Tibet, wobei der Nationalsozialismus als okkult-esoterische Bewegung gedeutet wird, um völkisch-rassistische Konzepte fortzuführen. Mit Hinweis auf solche Allianzen sieht Victor Trimondi die Swastika als Zeichen rassistischer Elemente im Hinduismus und Buddhismus selbst. Der belgische Indologe Koenraad Elst weist diese These als Fehldeutung zurück.
Die Neonazis der seit 2010 bestehenden mongolischen Gruppe Tsagaan Chas („Weiße Swastika“) tragen das unveränderte NS-Hakenkreuz. Manche russische Rechtsextreme verwenden eine doppelte („slawische“) Swastika mit acht Haken, genannt Kolovrat. Um 1995 gab sich eine russische Neonaziband diesen Namen. Der Leiter der Partei Russische Nationale Einheit in Moskau, Konstantin Nikitenko, gründete 1997 eine „Spezialorganisation“ namens Kolovrat für die militärische Ausbildung der Parteijugend.

## Weitere Verwendungen

### Öffentlicher Raum

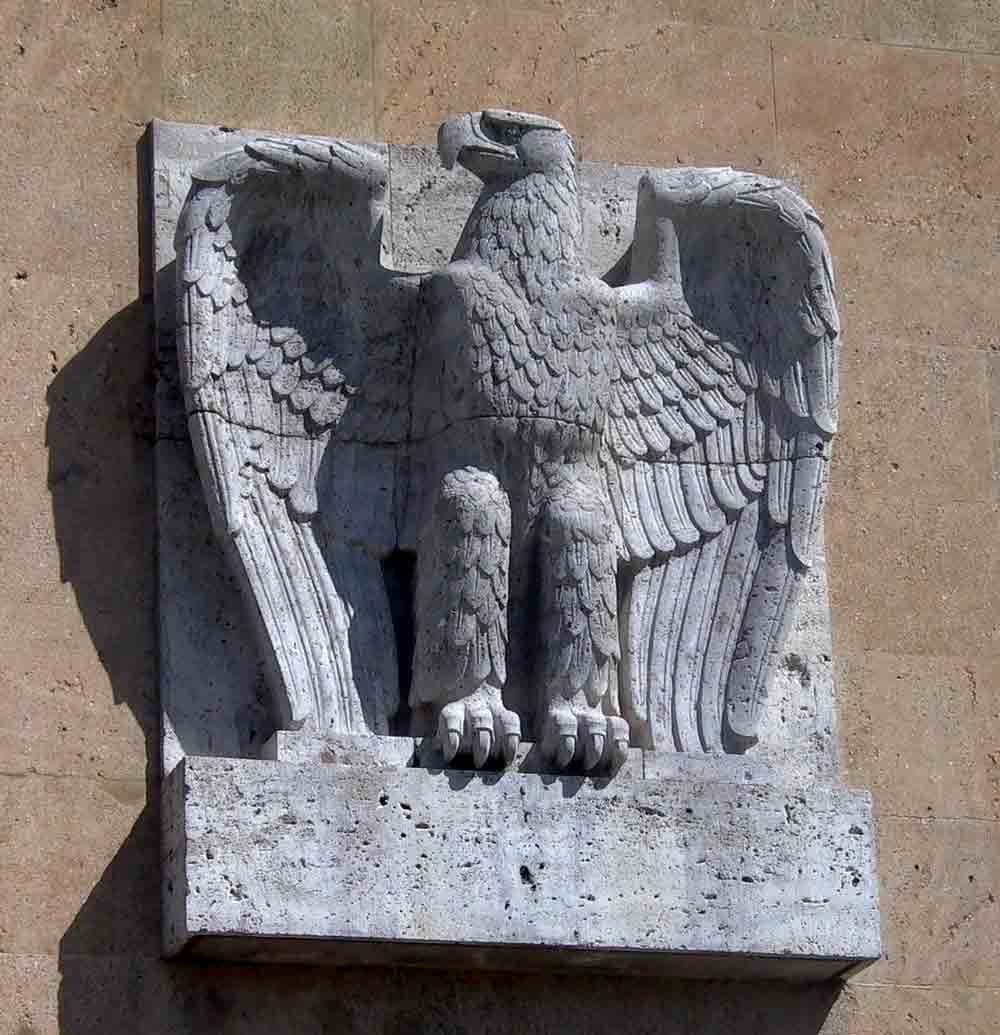
Reichsadler, dessen Hakenkreuz vom Tragebalken entfernt wurde, Flughafen Berlin-Tempelhof
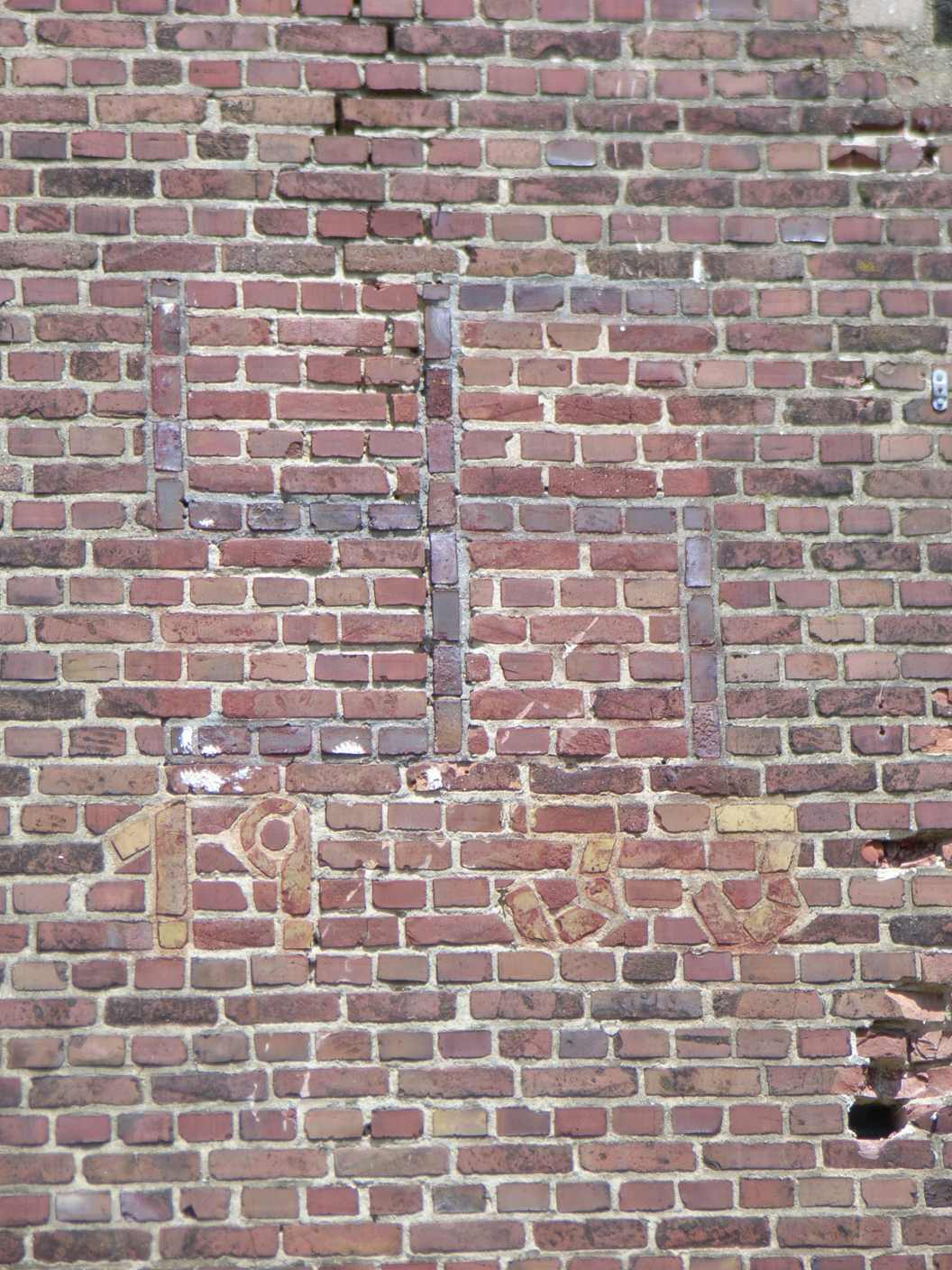
Hausgiebel in Alt-Spenrath, nach 2007 abgerissen
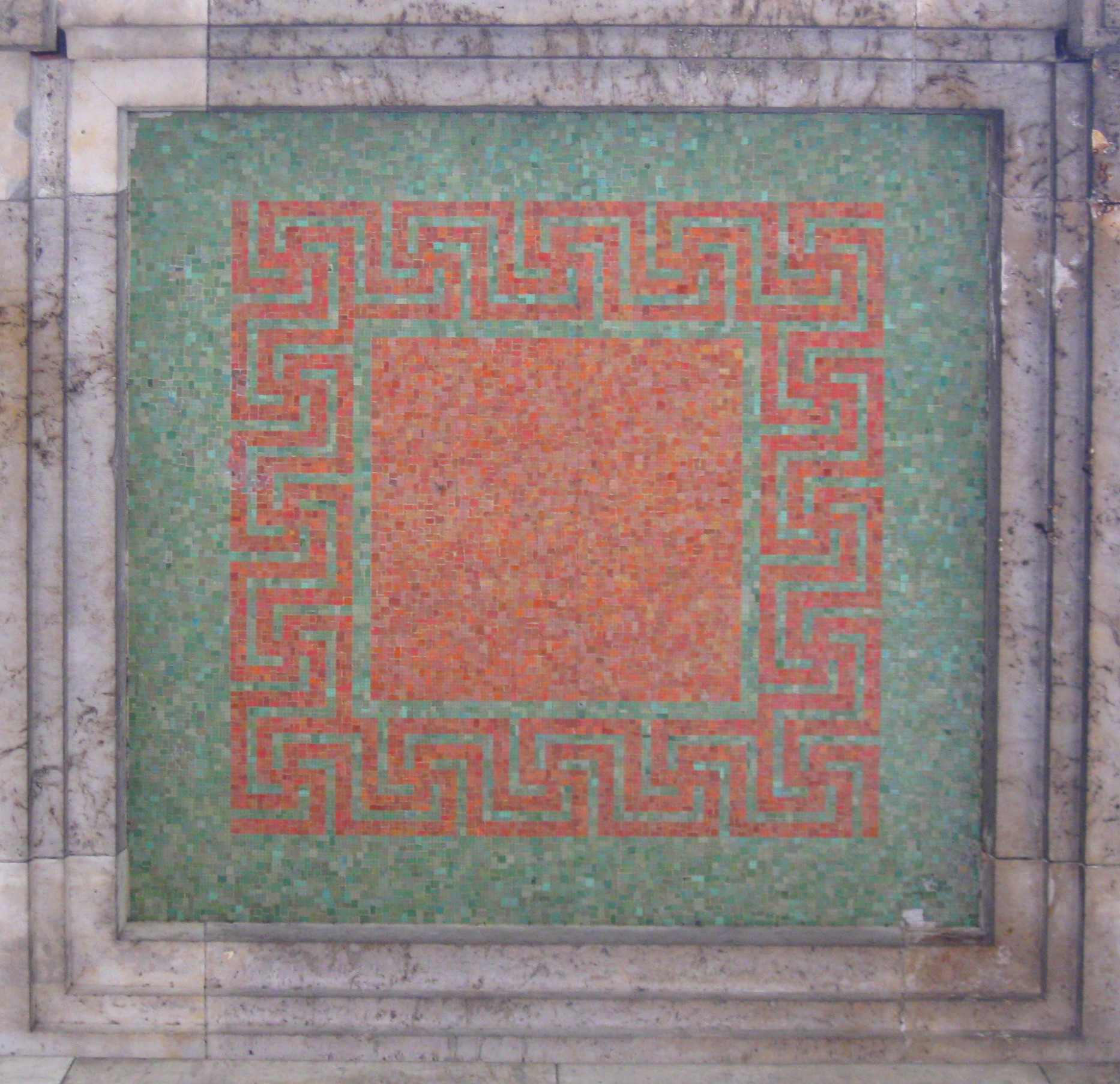
Deckenmosaik von Hermann Kaspar am Haus der Kunst in München
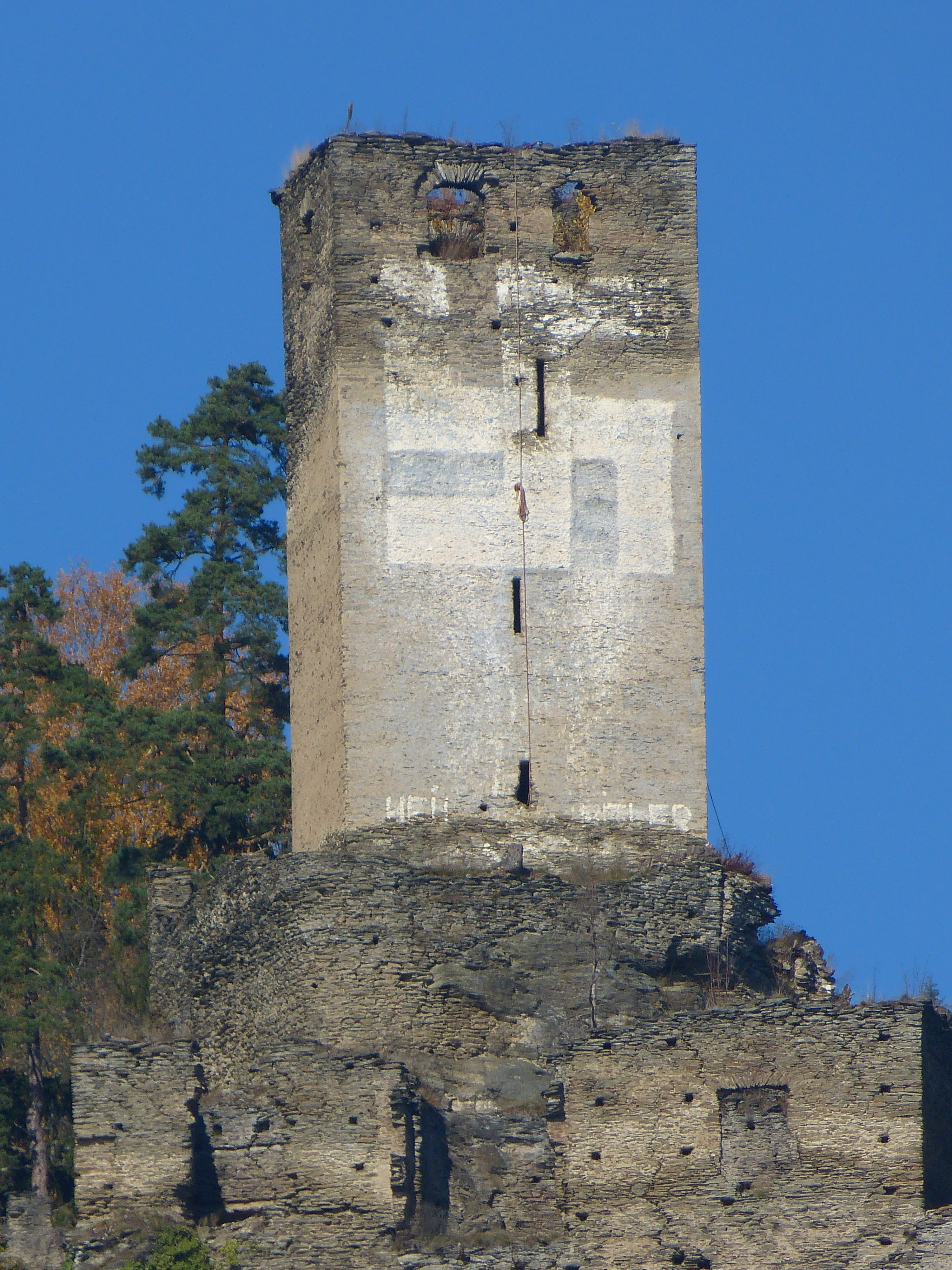
Hakenkreuz am Turm von Schloss Hochkraig bei Frauenstein (Kärnten)
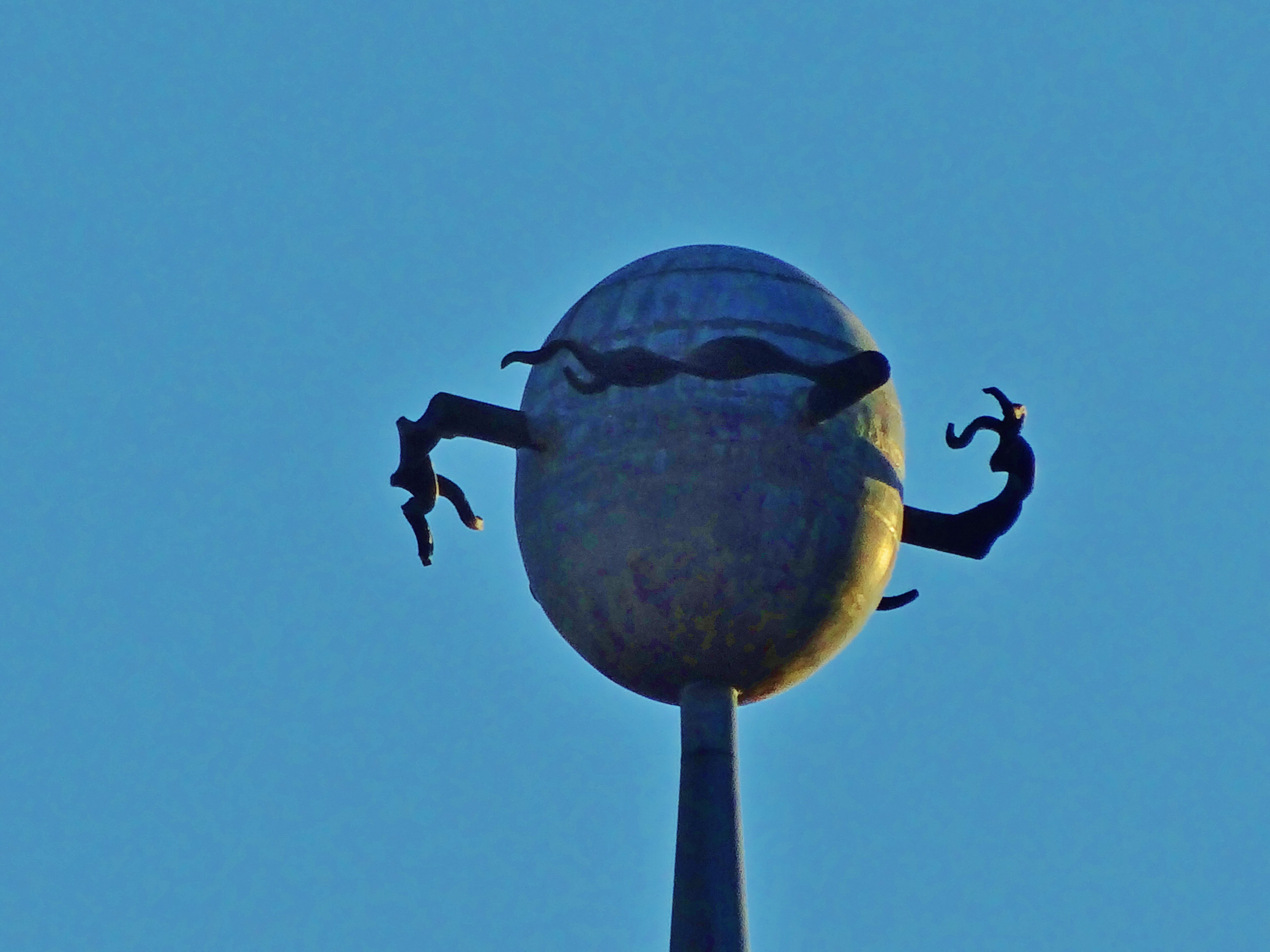
Hakenkreuz (horizontal, mit fliegenden Armen) an Weltkugel als Turmknauf am Gemeindehaus der Christuskirche (Dresden-Strehlen)

Bei der Entnazifizierung in der frühen Nachkriegszeit wurden Hakenkreuze der NS-Zeit weitgehend aus dem öffentlichen Raum entfernt. Oft wurden jedoch Orden und Symbole der NS-Zeit ohne Hakenkreuz weiterverwendet, wie es das Gesetz über Titel, Orden und Ehrenzeichen von 1957 erlaubte. Ab den 1960er Jahren galt dies vielen als deutliches Indiz einer mangelnden Vergangenheitsbewältigung.
Manche Hakenkreuze blieben länger erhalten. So wurde der 1938 angepflanzte Hakenkreuzwald bei Zernikow nach 1945 vergessen. Die Form war im Herbst und Frühjahr an der anderen Nadelfärbung aus der Luft erkennbar und wurde erst 1992 auf Luftaufnahmen wiederentdeckt. Nach internationalen Presseberichten wurden 1995 und 2000 einige Baumreihen gefällt und so das Symbol unkenntlich gemacht. Baumpflanzungen in Hakenkreuzform gab es auch bei Asterode, in Jesberg, in Wiesbaden, Thüringen, Nordrhein-Westfalen, bei Berlin und in Kirgisistan.
Der Turm des 1935–1937 erbauten Gemeindehauses der Christuskirche in Dresden-Strehlen wurde mit einem „liegenden“ Hakenkreuz am Äquator einer symbolischen Weltkugel als Turmknauf ausgestattet. Nach den Luftangriffen auf Dresden wurde das Gemeindehaus zu DDR-Zeiten ein wichtiges kirchliches Kulturzentrum, blieb aber trotzdem bis heute durch Turmspitze mit Kugel und Hakenkreuz bekrönt.
Die 1992/93 vom dänischen Künstler Per Kirkeby geschaffene Backsteinplastik Huset in Frechen-Bachem zeigt aus der Vogelperspektive einen Grundriss mit innerer Struktur in Form einer Swastika. Obgleich das Bauwerk im Vergleich zum NS-Hakenkreuz nach links gewinkelt „spiegelverkehrt“ ist und lediglich ein stilisiertes Sonnenrad darstellt, wurde es bereits irrtümlich als Mahnmal für Opfer des Nationalsozialismus gedeutet.
In den USA stieß der jüdische Bürgerrechtler Avrahaum Segol 2007 auf ein Militärgebäude der US-Navy bei San Diego und 2008 auf das Altenheim Wesley Acres Retirement Home in Decatur (Alabama), deren Grundrisse aus der Vogelperspektive wie Hakenkreuze aussahen. Er vermutete darin eine versteckte Ehrung deutscher Wissenschaftler, die in der NS-Zeit deutsche Waffen entwickelt und danach am NASA-Raketenprogramm mitgewirkt hatten. Die Träger betonten, die Form sei keine vorsätzliche NS-Propaganda gewesen, und versprachen einen Umbau der Gebäude.
In Deutschland gab es 2018 in evangelischen Kirchen noch mindestens 22 sogenannte Hitler-Glocken, also Kirchenglocken mit Hakenkreuzen und/oder nationalsozialistischen Widmungen. Einige wurden abgehängt, andere auf Beschluss der Gemeinderäte vorläufig hängen gelassen. Auch im Schloss Wolfpassing (Österreich) hing eine solche Glocke, über die 2013 öffentlich diskutiert wurde. Besonders bekannt wurde die „Hitler-Glocke“ in der Jakobskirche in Herxheim am Berg. 2017 beschloss die Gemeinde Rilchingen-Hanweiler, die Glocke abzuhängen, sie später eventuell einem Museum zu übergeben und die Hakenkreuze darauf vorläufig abzudecken. Auch in der Kreuzkirche von Schweringen befand sich noch eine mit Hakenkreuz versehene Glocke.
Im November 2017 stieß ein Baggerfahrer bei Bauarbeiten auf einem Sportplatz in Hamburg-Billstedt in 40 Zentimeter Tiefe unter der Grasnarbe auf ein 16 Quadratmeter großes Hakenkreuz aus Beton. Es sollte zeitnah mit Presslufthämmern zerstört werden.
Der Eimsbütteler TV behielt zwei „Turnerhakenkreuze“ an einer alten Sporthalle, weil sie laut einer Expertenkommission vor 1910 angebracht worden waren. Seit 2010 erinnert eine Gedenktafel an die rassistisch-antisemitische Bedeutung dieser Symbole. Auch ein Swastika-Bodenmosaik im Botanischen Institut der Ludwig-Maximilians-Universität München stammt aus vornationalsozialistischer Zeit.
Seit 1980 entfernt, übermalt oder verändert die Rentnerin Irmela Mensah-Schramm Hakenkreuz-Graffiti in ganz Deutschland. Sie nahm dafür wiederholt strafrechtliche Verurteilungen in Kauf und dokumentierte ihre Arbeit im September 2017 in einer Ausstellung.
Manche privaten Grabmale der NS-Zeit tragen bis heute Hakenkreuze, die nur mit Einverständnis der Eigentümer entfernt werden können. Auch manche Gräber deutscher Soldaten, die als Kriegsgefangene im Zweiten Weltkrieg in den USA verstarben, tragen Hakenkreuze. Im Mai 2020 wollten jüdische Aktivisten mehrere dieser Hakenkreuze von Grabsteinen entfernen lassen. Die zuständige Veteranenverwaltung lehnte ab.

### Karikatur und Kunst

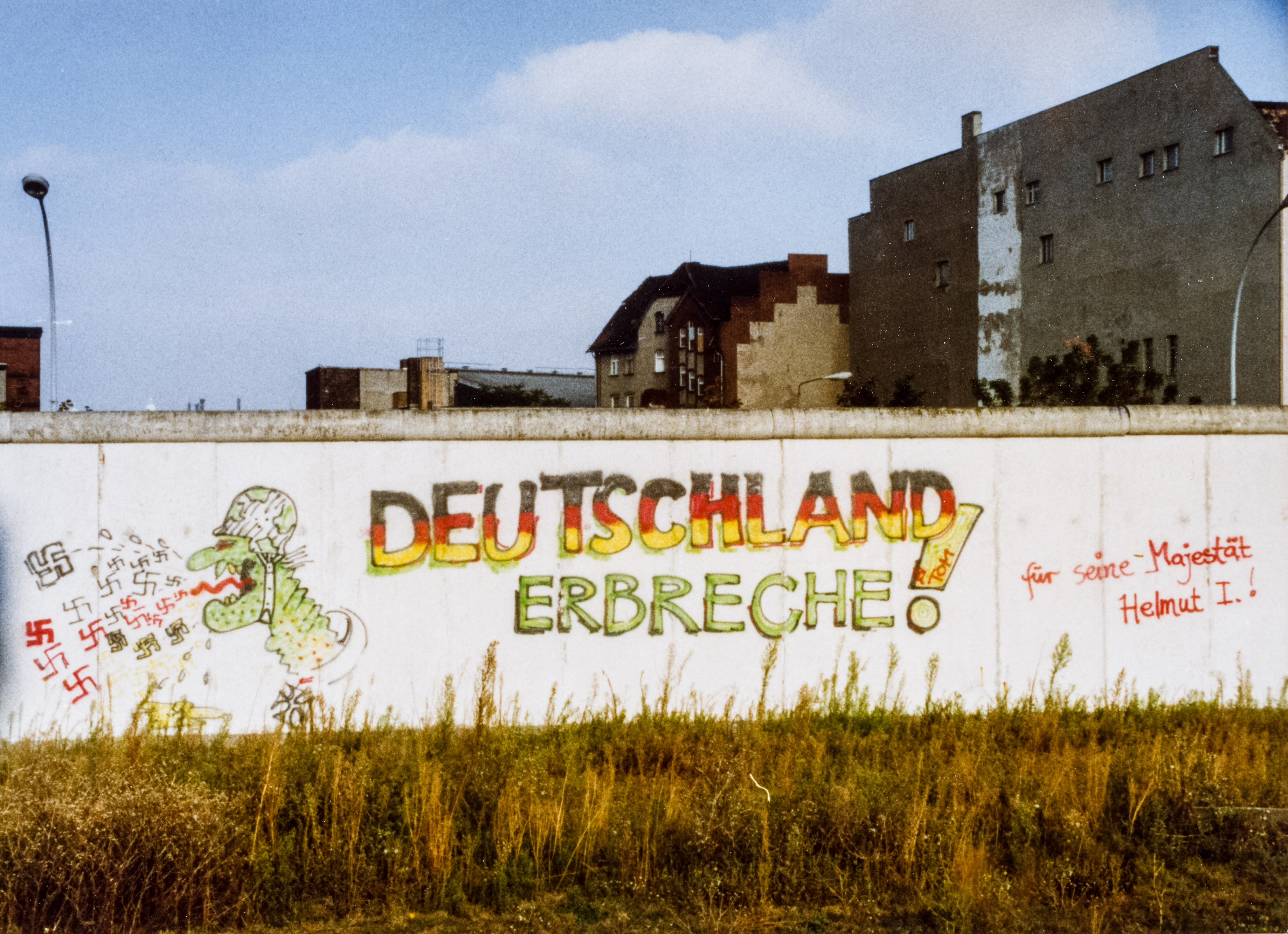
Berliner Mauer, Mühlenstraße am 2. Okt. 1990

Antifaschisten nutzten Hakenkreuze seit den 1920er Jahren in politischen Karikaturen als Metapher zur Kritik am Nationalsozialismus. Willi Münzenberg zeichnete 1923 einen alkoholisierten Wikinger mit Hakenkreuzflagge und der Textzeile „Die moralische Erneuerung des deutschen Volkes“. John Heartfields Fotomontage „Der alte Wahlspruch im ‚neuen Reich‘: Blut und Eisen“ zeigte vier blutige Äxte als Rutenbündel in Hakenkreuzform. So entlarvte er das NS-Symbol als konkretes Mittel tödlicher Gewalt in der Tradition der Kriege Otto von Bismarcks und des italienischen Faschismus. Boris Artzybasheff nutzte das Hakenkreuz für viele seiner surrealistischen Karikaturen, etwa als grotesk verzerrtes überdimensionales Gesicht Hitlers, umgeben von vielen ranghohen NS-Führern und szenischen Details in Hakenkreuzform. Er deckte mit dieser Verfremdung die Illusion des faschistischen Mythos der Volksgemeinschaft auf.
Bilder arabischer Medien zum Israel-Palästina-Konflikt kombinieren das Hakenkreuz seit 1967 oft mit dem Davidstern und setzen damit Israel plakativ mit dem NS-Staat, Israels Palästinenserpolitik mit dem Holocaust gleich. Diese symbolische Gleichsetzung von Holocaustüberlebenden mit Holocausttätern gilt als antisemitisches Stereotyp.
1970 zeichnete Rainer Hachfeld Arme und Beine mit dem Konterfei des CSU-Politikers Franz Josef Strauß in einer Hakenkreuzform in weißem Kreis auf rotem Hintergrund. Dazu zitierte er eine Aussage von Strauß auf dem CSU-Bundesparteitag jenes Jahres, er wolle eine „Sammlungsbewegung zur Rettung des Vaterlandes“ bilden. Strauß klagte gegen die Karikatur und erreichte ihr Verbot. Dagegen hatte der Gutachter Ernst Maria Lang erklärt, Hachfeld habe nicht Strauß als nazistische Gefahr, sondern die unkontrollierbare Gefahr zeigen wollen, in die Strauß selbst durch seine emotionalisierende Rhetorik geraten könne.
Der „Eisenmann“ ist eine aus Metall geschnitzte Figur mit einer Swastika auf der Brust, die Ernst Schäfer 1938 aus Tibet nach Deutschland mitgebracht hatte. Sie wurde 2012 wiederentdeckt und an der Universität Stuttgart metallurgisch analysiert. Das Material wurde als Bruchstück des etwa 15.000 Jahre alten, 1913 gefundenen Chinga-Meteoriten identifiziert. Die Figur wurde zunächst auf etwa 1100 datiert und als buddhistische Gottheit gedeutet, wird heute aber als zwischen 1915 und 1938 hergestellt eingestuft.
Der deutsche Künstler KP Brehmer schuf 1967 das Werk „Deutsche Werte“, das Briefmarken der NS-Zeit mit Hakenkreuz, Hitler-Kopf und dem Satz „Deutschland erwache“ vergrößert und persifliert. Es war Teil einer Ausstellung, die der Galerist René Block unter dem Titel „Hommage an Lidice“ 1968 in West-Berlin und Prag organisierte, um an das Massaker von Lidice 1942 zu erinnern und eine geplante Gedenkstätte dafür zu unterstützen. Die Objektkunst „The Bench“ von Edward Kienholz (1974) reihte acht von 1938 bis 1970 hergestellte deutsche Radioempfänger auf, von denen einige Swastiken trugen, die bei späteren Modellen im Gehäuse versteckt oder äußerlich entfernt worden waren. Er beschrieb das Werk als symbolische Biografie eines deutschen Mannes, der den Nationalsozialismus erlebt und akzeptiert, dann versteckt und verdrängt habe.
Der israelische Künstler Moshe Gershuni integriert seit 1981 NS-Hakenkreuze in seine Malerei. Sein Werk „Victory“ von 1985 wird durch zwei Hakenkreuze kompositorisch gegliedert. Auf ihnen befinden sich Lobzitate aus der jüdischen Liturgie, deren Schlüsselworte „Herrlichkeit, Ewigkeit, Macht, Ruhm“ auch für die NS-Rhetorik zentral waren. Das Bild enthält auch den Davidstern und Fragezeichen. Es wird als provokativer Akt gedeutet, der die Front zwischen Opfern und Tätern, Gott und Teufel, Gut und Böse in Frage stellt.
Art Spiegelman zeichnete die Hakenkreuzflagge in seinem preisgekrönten Comic Maus – Die Geschichte eines Überlebenden (1980–1985; als Buch 1989–1991) im Kontrast zu den stilisierten Figuren als reales, überdimensionales Objekt, das Dominanz und totalitären Anspruch der Nationalsozialisten auf den öffentlichen Raum veranschaulicht und bei den als Mäuse stilisierten Juden schon beim ersten Anblick ein unbeschreibliches Grauen auslöst, eine Vorahnung des ihnen bevorstehenden Holocaust. In einer weiteren Bildfolge bildet das Hakenkreuz den allgegenwärtigen Hintergrund, vor dem sich gewaltvolle Szenen der sich steigernden Judenverfolgung abspielen. Auf diese Weise stellt der Autor dar, wie der Rassismus den Alltag seiner Opfer betraf. Das Hakenkreuz dokumentiert die treibende Kraft in der Geschichte dieses Rassismus und lädt Leser ein, dessen Bedeutung für die Opfer nachzuempfinden. Unter dieser Flagge werden die Opfer als Juden und die Täter als deutsche Nazis definiert und als getrennte Gruppen gegenübergestellt, so dass ihrer aller Individualität unterdrückt wird. Das Hakenkreuz symbolisiert also das Mittel des charismatischen Führers in einer rassistischen Gesellschaft, Verfolgern wie Verfolgten die erwünschte Identität aufzuzwingen.

### Subkultur

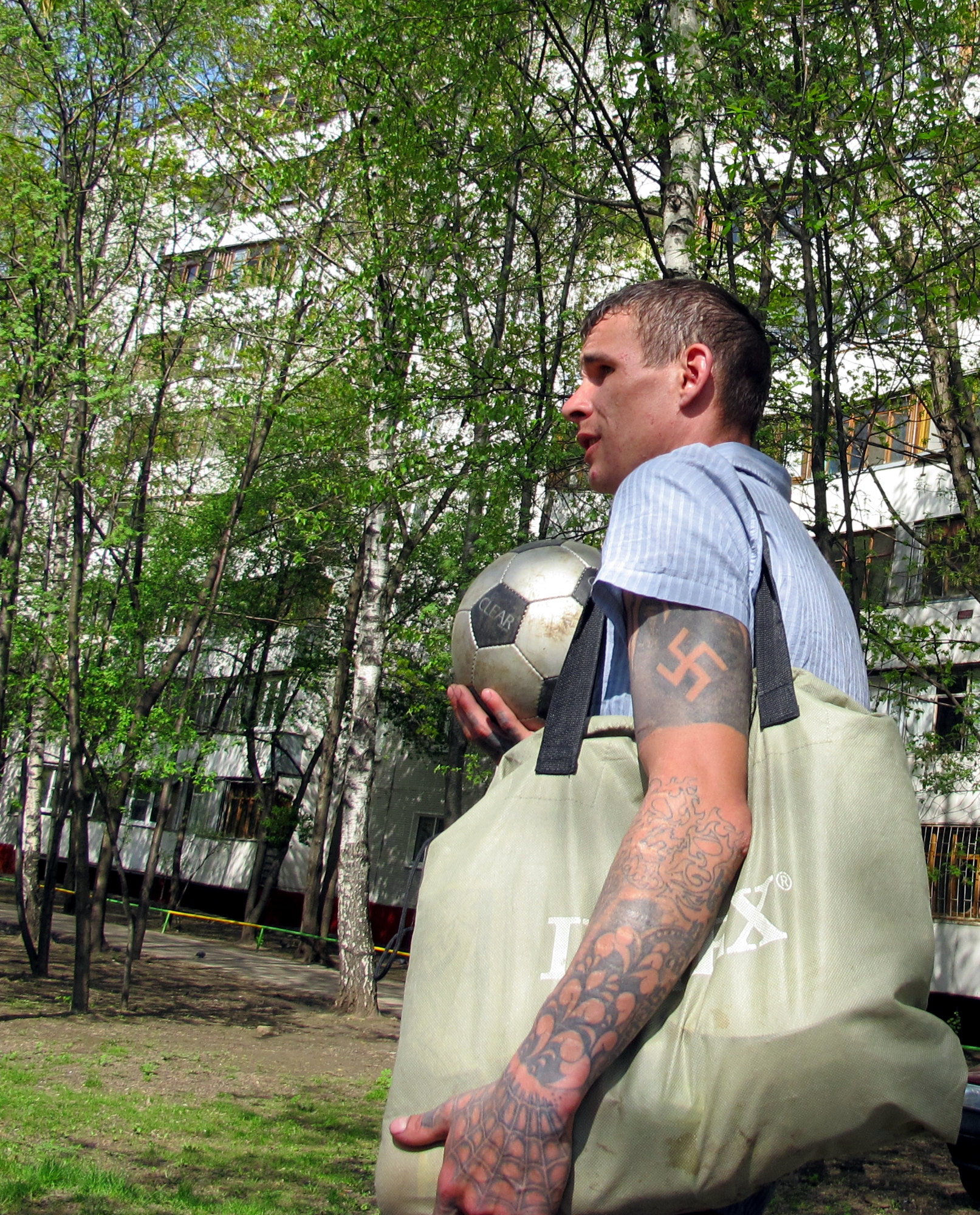
Mann mit Swastika-Tattoo, Moskau, 2013

Manche Fußball-Hooligans, Hells Angels, Skinheads und Punks, die sich nicht als Neonazis sehen, verwenden neben anderen Symbolen auch das Hakenkreuz, um andere zu provozieren und zu schockieren. In Großbritannien trugen Punks das Hakenkreuz anfangs als Armbinde, um es aus seinem Kontext zu reißen (Bricolage), radikalen Nonkonformismus zu zeigen, mit allen gesellschaftlichen Erwartungen zu brechen, so Ablehnung zu provozieren und sich als Objekt von Hass zu stilisieren. Dabei klammerten sie die historischen Gründe für diese Ablehnung aus. Weil Rechtsextremisten der British National Front die Punks daraufhin als Gesinnungsfreunde ansahen, verlor das Hakenkreuz für sie seine Schockwirkung und wurde wieder aufgegeben.
Der kanadische Happeningkünstler ManWoman (Pseudonym) warb zeitlebens für eine „Rehabilitation“ der Swastika, veröffentlichte dazu eine Sammlung religiöser und säkularer Swastika-Beispiele von vor 1933 und gründete den Verein „Friends of the Swastika“. 1995 veröffentlichte er eine Erklärung zur „Unschuld“ der Swastika und ein Emblem, das sie in Friedenstauben einbettete. An seinem ersten Todestag, dem 13. November 2013, boten weltweit 120 Tätowierer unter dem Motto „Lerne die Swastika zu lieben“ kostenlose Swastikatattoos an. Aktivisten gegen Rassismus und Vertreter des Judentums protestierten: Die Swastika repräsentiere heute den Faschismus.
In den USA bieten verschiedene Tattoo-Künstler und Läden regelmäßig das kostenlose Entfernen von Swastika-Tattoos und anderen eintätowierten Hasssymbolen an. Die Teilnehmerzahlen nehmen laut ihren Berichten zu.

### Unicode
Der Unicode enthält je ein chinesisch-japanisch-koreanisches (CJK) und je ein tibetisches Zeichen für die rechts- und linksgerichtete Swastika sowie zwei tibetische Zeichen für die Swastika mit Punkten:
| Zeichen | Codepunkt            |
| ------- | -------------------- |
| 卐      | U+5350 (CJK)         |
| 卍      | U+534D (CJK)         |
| ࿕       | U+0FD5 (re)          |
| ࿖       | U+0FD6 (li)          |
| ࿗       | U+0FD7 (re + Punkte) |
| ࿘       | U+0FD8 (li + Punkte) |

Nach Protesten gegen die Aufnahme der Unicode-Swastiken in die Symbolschriftart Bookshelf Symbol 7 im Programm Microsoft Office entfernte Microsoft 2003 diese daraus, ebenso einen Davidstern. Dies löste wiederum Proteste aus, damit würden Hindus und Buddhisten benachteiligt und freie Meinungsäußerung durch autoritäre Eingriffe eingeschränkt.

## Weiterführende Informationen